# Histoire de la Bourgogne
Vous lisez un « article de qualité » labellisé en 2010.
Pour les articles homonymes, voir Bourgogne.

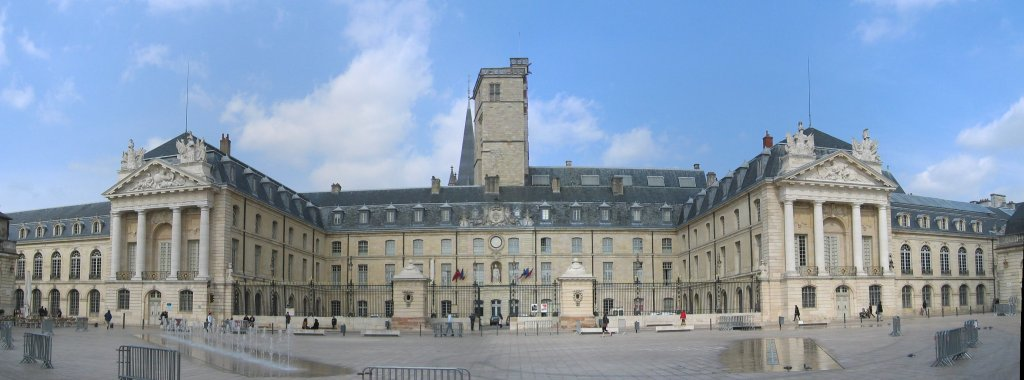
Le palais des Ducs et des États de Bourgogne de Dijon, lieu de résidence des ducs de Bourgogne.

L'histoire de la Bourgogne retrace le passé du territoire que l'ancienne région administrative française de Bourgogne a en majeure partie repris de l'ancien duché. Elle l'inscrit dans la suite des ensembles géopolitiques qui, dans cet espace et au-delà, ont partagé le même nom.
Terre de passage, ouverte entre le Nord et le Sud, la région de Bourgogne et ses ressources naturelles ont très tôt favorisé la présence de l'homme. Depuis Homo erectus, la présence de l’homme a été continue en Bourgogne où il a laissé d'abondants vestiges. Le vase de Vix, objet exceptionnel, témoigne notamment de la présence des tribus celtes sur le sol bourguignon. De Bibracte à Alésia, en passant par Autun, s'y relèvent les traces de la conquête de la Gaule par Jules César.
Le premier royaume portant le nom de « Bourgogne », regnum Burgundiæ en latin (« royaume de Burgondie », royaume des Burgondes), est l'œuvre des Burgondes. Vaincu par les Francs, ce peuple laisse en héritage un ensemble territorial qui perpétue son nom. Tour à tour, pendant dix siècles, au milieu de luttes continuelles, les familles régnantes de l'histoire – Mérovingiens, Carolingiens, Capétiens, Valois, Bourbons – effacent et redessinent les frontières et le statut politique de ce territoire, donnant au vocable « Bourgogne » des acceptions différentes.
La Bourgogne du Moyen Âge voit naître avec les abbayes de Cluny et de Cîteaux les plus grands mouvements de la réforme monastique. Les deux célèbres abbayes furent pendant plusieurs siècles tout à la fois des foyers de science dogmatique, de pensée réformatrice, des centres d'activité économique et sociale, artistiques et même politiques de premier ordre pour toute l'Europe. Des édifices comme la basilique de Vézelay et l'abbaye de Fontenay témoignent encore de ce rayonnement.
Quelques siècles plus tard, l'entreprise des ducs de Valois marque profondément son histoire. Philippe le Hardi, Jean sans Peur, Philippe le Bon et Charles le Téméraire font de leur État une grande puissance européenne qui englobe la Belgique et la Hollande actuelles et qui devient la rivale du royaume de France. Philippe le Bon, fondateur de l'ordre de la Toison d'or, fait rayonner sa cour et étend sa renommée jusqu'en Orient. Son fils Charles le Téméraire mate les révoltes de Gand en Flandre et de Liège. Il élève à son apogée l'État bourguignon, mais sa mort à la bataille de Nancy en 1477 fait rentrer définitivement le duché de Bourgogne dans le domaine de la couronne. Cependant, la fille de Charles, Marie de Bourgogne, sauve son pouvoir sur les États du nord, donnant naissance à une descendance qui aboutit à Charles V dit Charles Quint, né à Gand, qui ne cessa de revendiquer la Bourgogne, source de conflits incessants avec la monarchie française.
Devenue royale sous Louis XI, la partie française de la Bourgogne garde ses États et son Parlement, préservant ainsi son individualité jusqu'à la Révolution française. Durant des siècles, son histoire se compose de l'écho des grands événements, des transformations économiques générales et du contrecoup des révolutions parisiennes. Elle épouse le destin de la France et connaît les jours sombres des occupations. De grands noms comme ceux de Bossuet, Rameau ou Buffon, pour ne citer que quelques-uns des plus illustres Bourguignons, continuent à l'illustrer dans le domaine des arts, des lettres et des sciences.
Son histoire économique se fonde sur l'agriculture et la sylviculture. Terre d’élevage, la Bourgogne est réputée pour sa viande charolaise, ses volailles, son fromage, mais aussi pour ses régions viticoles qui donnent naissance à des crus de légende. La sidérurgie avec ses maîtres de forges prend néanmoins, à partir du XVIIIe siècle, sa place dans son économie et conduit pour faciliter son développement à la constitution d'une solide infrastructure de voies de communication. Le complexe industriel du Creusot, entreprise familiale restée pendant cent vingt-quatre ans aux mains des Schneider, et de Montceau-les-Mines en Saône-et-Loire fait la gloire de l'industrie lourde en Bourgogne (charbon – sidérurgie) avant de décliner fortement à la fin du XXe siècle. D'autres industries animent la région, comme les industries chimiques (Autun - Chalon-sur-Saône) ou pharmaceutiques (Dijon), avant de connaître, à leur tour, des temps difficiles.

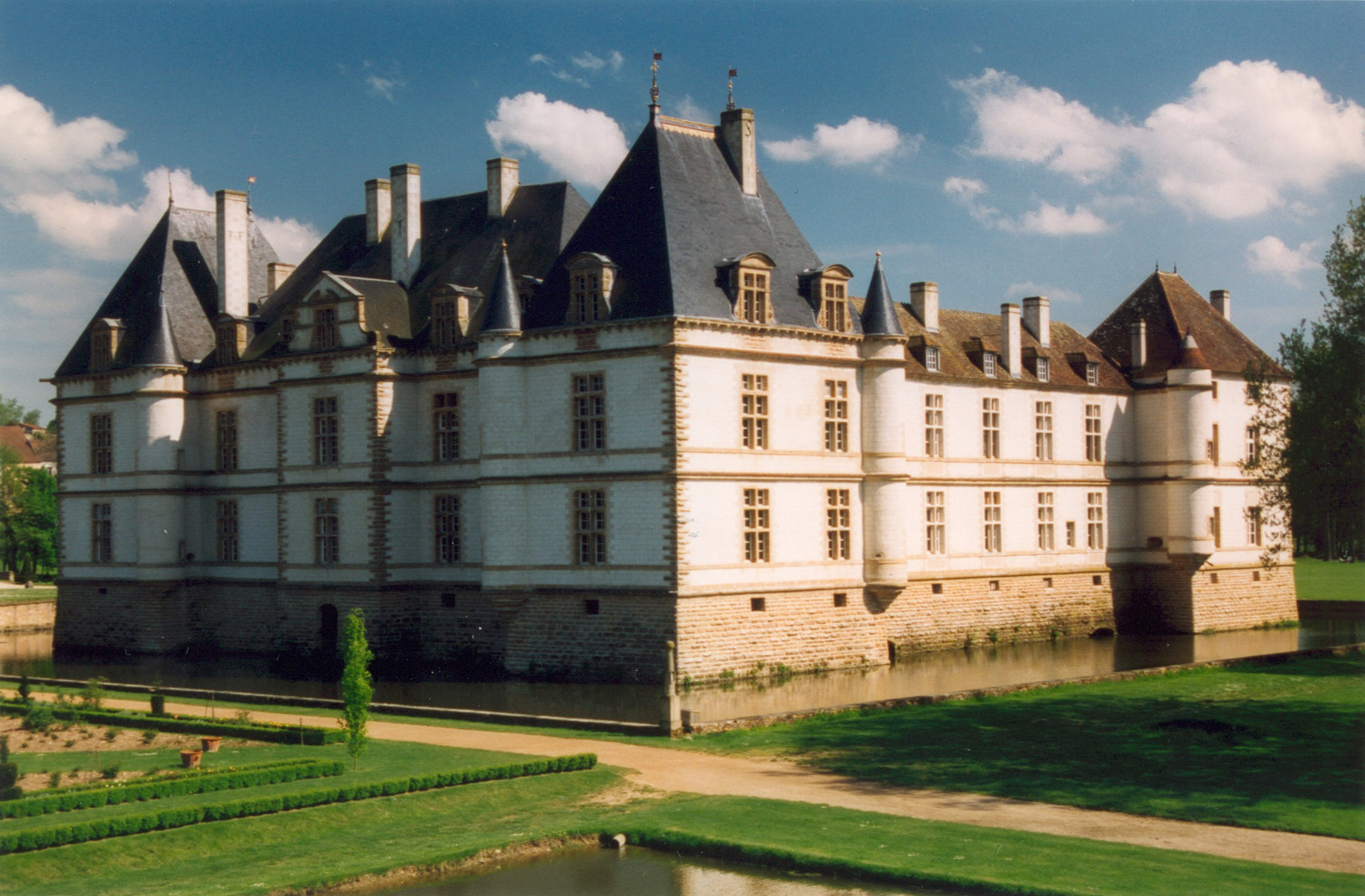
Le château de Cormatin en Saône-et-Loire.

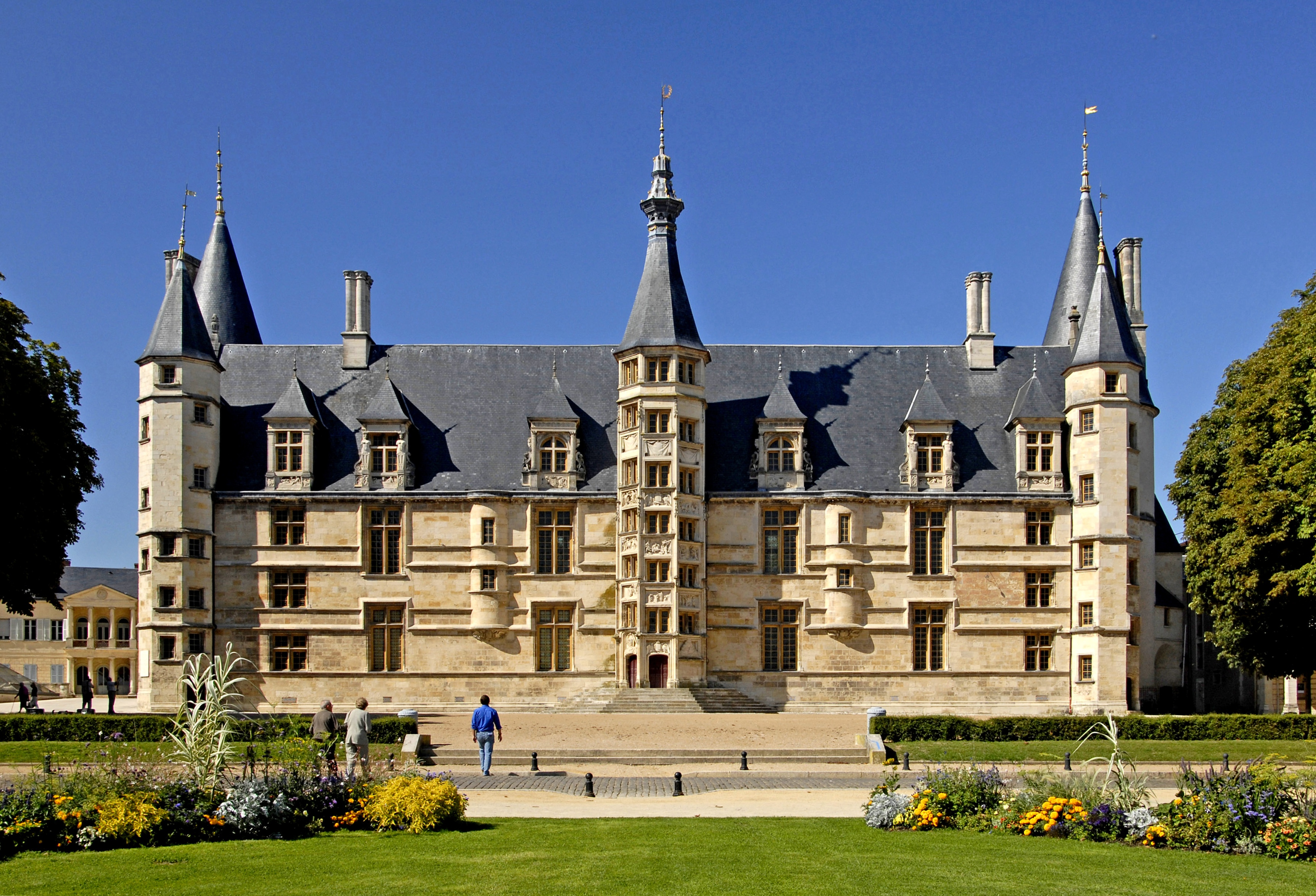
Le palais ducal à Nevers.

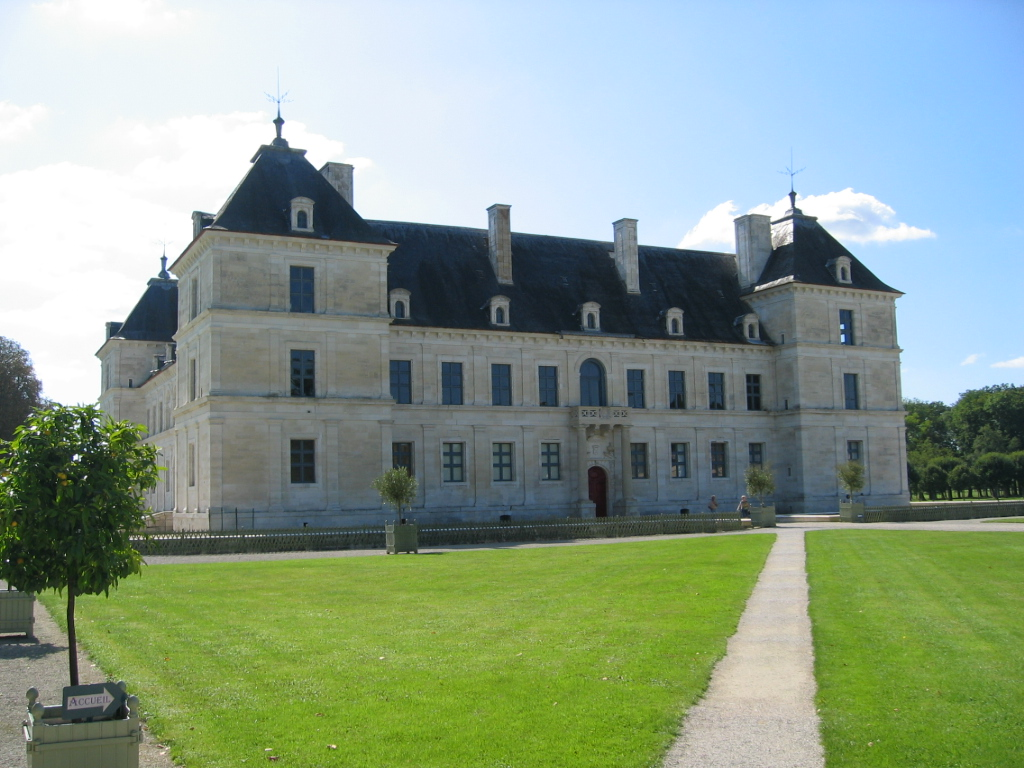
Le château d'Ancy-le-Franc dans l'Yonne.

## Préhistoire et Antiquité

### Les premiers peuplements

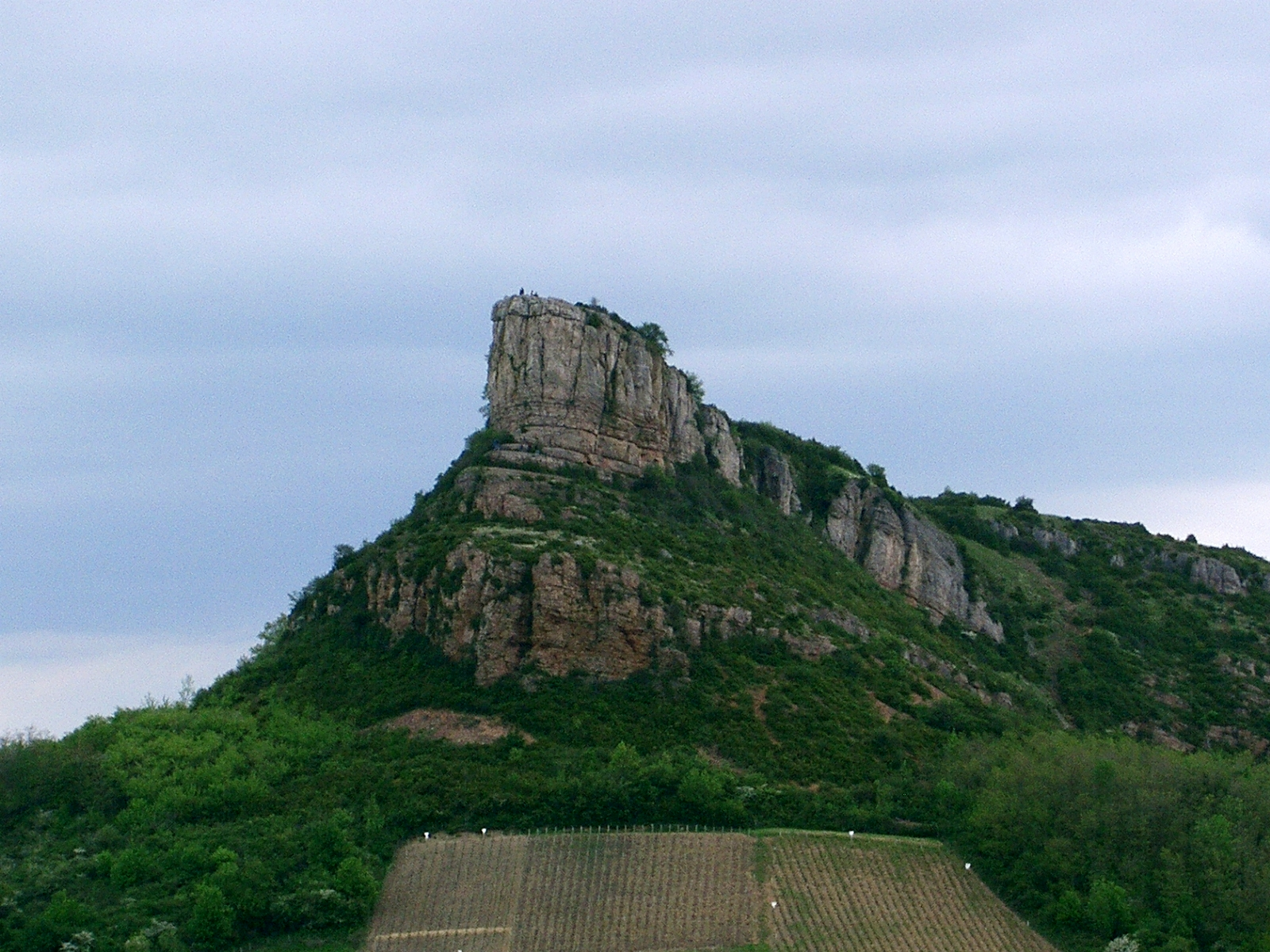
La roche de Solutré.

L'Homme est présent dans ce qui constitue aujourd'hui la Bourgogne dès le Paléolithique inférieur. Cette présence est attestée par les éclats clactoniens des grottes d'Arcy-sur-Cure dans l’Yonne, par ceux trouvés dans la grotte des Furtins à Berzé-la-Ville, par les restes d’ours et de lions des cavernes découverts dans les grottes d'Azé, au hameau de Rizerolles en Saône-et-Loire ainsi que par les traces d'industrie primitive trouvées dans les alluvions de la vallée de la Saône à Romanèche.
Au Paléolithique moyen, les hommes de la préhistoire sont présents à Vergisson dans le Mâconnais ou en Côte-d'Or à Genay. Le gisement qu’ils ont laissé à la base de la « montagne de Cra » a permis de découvrir des vestiges humains appartenant à un seul individu Néandertalien, adulte masculin âgé d’une quarantaine d’années. Il est considéré comme le plus ancien bourguignon. Ces hommes occupent notamment les grottes d'Arcy-sur-Cure.
Au Paléolithique supérieur, des groupes viennent s’installer au pied de la roche de Solutré, en Saône-et-Loire, où s’étale le gisement du « Crot du Charnier ». Le site, qui a donné son nom à l'une des dernières phases paléolithiques, le « Solutréen », révèle une occupation s’étirant sur plus de 25 000 ans. À Arcy-sur-Cure les premiers Bourguignons ornent de gravures et de peintures les parois de la « grande grotte », preuve qu’ils avaient des contacts avec les foyers artistiques du Sud-Ouest.
La Bourgogne apparaît comme une zone de peuplement florissante au Néolithique. L'économie n'est plus fondée uniquement sur la chasse mais également sur l’élevage et l’agriculture ; la société des premiers bourguignons évolue et les conditions de vie s'améliorent. À la fin du Ve millénaire, une puissante culture venue de Méditerranée se diffuse en Bourgogne par le sud. Ses porteurs s’installent sur des hauteurs dont ils font des « éperons barrés », comme le « châtelet » d'Étaules en Côte-d'Or. Chassey-le-Camp en Saône-et-Loire, le plus connu de ces sites, a donné son nom à cette culture du Néolithique moyen, dite « chasséenne ». C’est entre 2500 av. J.-C. et 2000 av. J.-C. que le cuivre est introduit en Bourgogne, probablement par des populations venues de l'actuelle Allemagne.

### De l'âge du bronze à la conquête romaine

#### Migrations et transformations

Vestiges de la Bourgogne protohistorique.
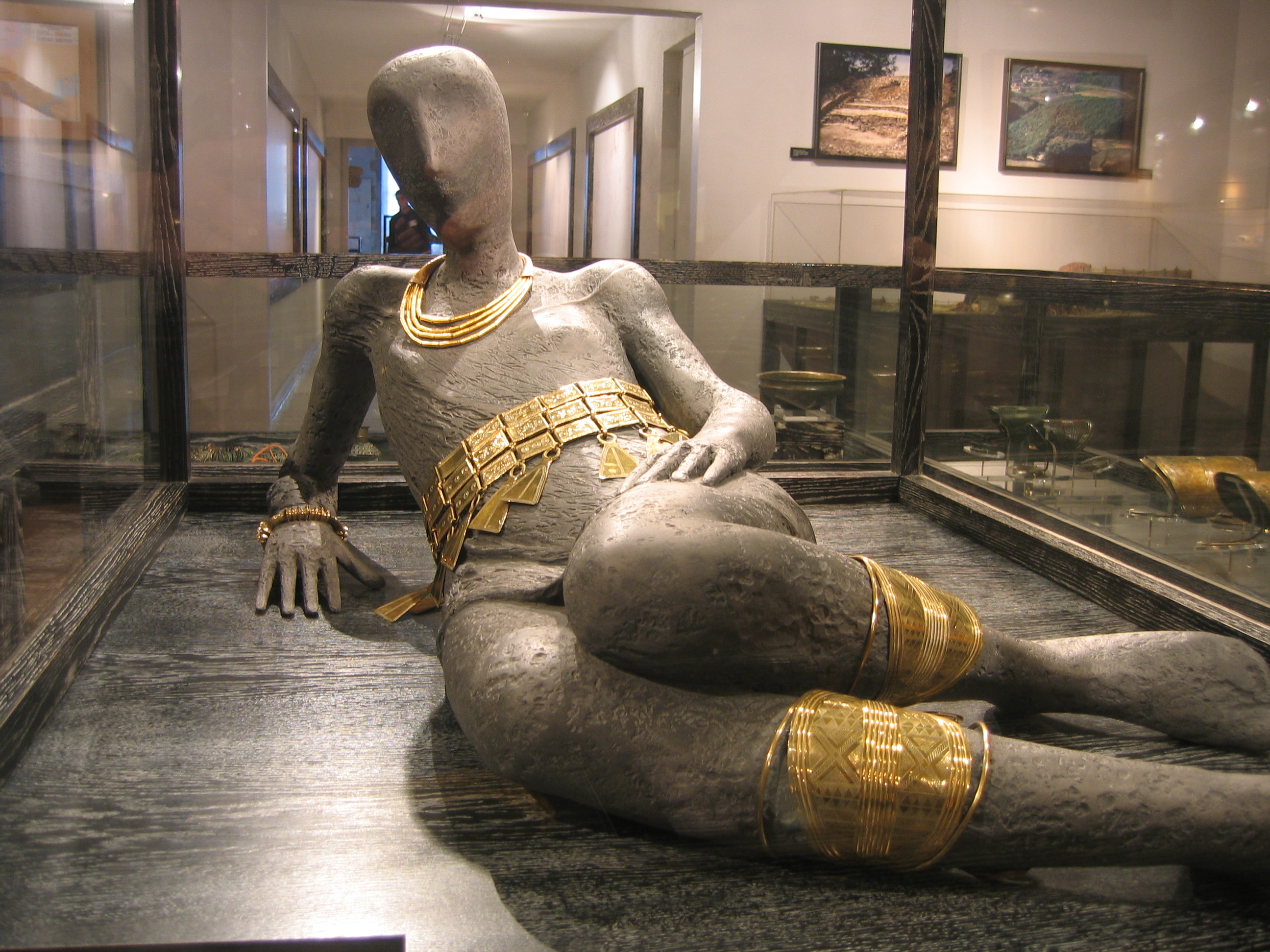
Quelques objets du trésor de Blanot datant de l'âge du bronze et conservés au musée archéologique de Dijon.
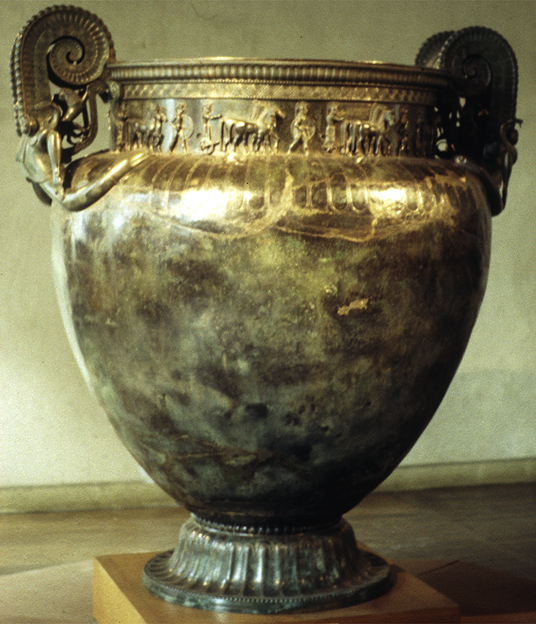
Le cratère de Vix date de –500 environ.
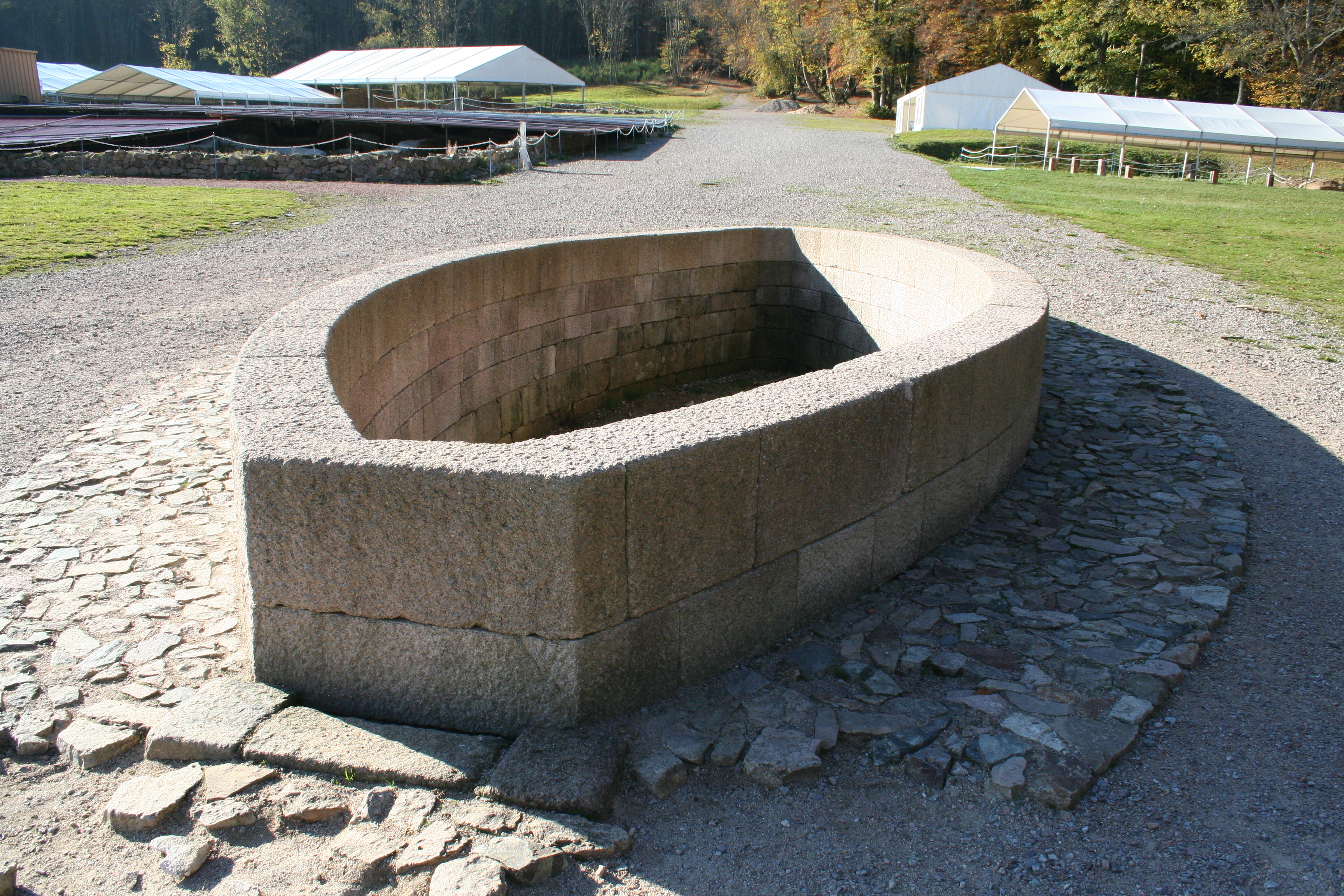
Le bassin monumental de Bibracte.

Au cours de l'âge du bronze, la Bourgogne connaît trois périodes de migrations successives de peuples venus principalement d’Europe centrale. Ces peuples apportent avec eux leur culture et leur maîtrise de la technologie du bronze. La première vague de migration couvre la période du Bronze ancien, de -1800 à -1500. Elle fonde une phase de développement due à la production et au façonnage du métal et on assiste alors à une transformation de l’économie et de la structure sociale avec la création d’un nouveau corps artisanal spécialisé dans le travail du métal. Le commerce et les échanges nécessaires à l’obtention de la matière première vont alors se développer considérablement. La nouvelle vague de migrations de -1500 à -1200 correspond à celle de la civilisation du Bronze moyen, dite « des tumulus » qui fait progresser la métallurgie locale. Les hommes choisissent les plateaux de la Côte-d'Or (zone du Châtillonnais ou Arrière-Côte dijonnaise) pour la construction de leurs tumuli. Au Bronze final, période s’étalant de -1200 à -800, a lieu le troisième flux migratoire. La population, dite « des champs d’urnes », apporte avec elle des coutumes particulières comme l’incinération mais aussi des connaissances dans l’industrie du bronze, cause de progrès décisifs dans ce domaine.
Le premier âge du fer voit la technologie du nouveau métal supplanter progressivement celle du bronze et permettre le développement d'une civilisation florissante, celle de Hallstatt. Les nécropoles et tumuli de cette période sont essentiellement identifiés en Côte-d'Or ainsi que sur les plateaux de la Nièvre, de la Saône-et-Loire et de l’Yonne. Les hommes réutilisent les sites d'éperons barrés comme le châtelet d’Étaules, le camp de Chassey ou encore le camp de Chora à Saint-Moré dans l’Yonne : leurs installations ont laissé d'impressionnants vestiges. C’est aussi l’époque d’occupation du mont Lassois près de Châtillon-sur-Seine, où les chercheurs Maurice Moisson et René Joffroy mettent au jour en 1953 la sépulture de la « princesse » de Vix, connue notamment par la découverte du cratère de Vix, immense vase de bronze. La période suivante est associée à la civilisation de La Tène. De puissantes citadelles, les oppida, sont alors construites à Alésia en Côte-d'Or, sur le mont Avrollot dans l’Yonne et à Bibracte sur le mont Beuvray. C’est à la fin de cette époque, autour des grands oppidums, que « pour la première fois on voit surgir des brumes du passé des noms de cités, de villes et même d’hommes ».

#### Les peuples gaulois en Bourgogne

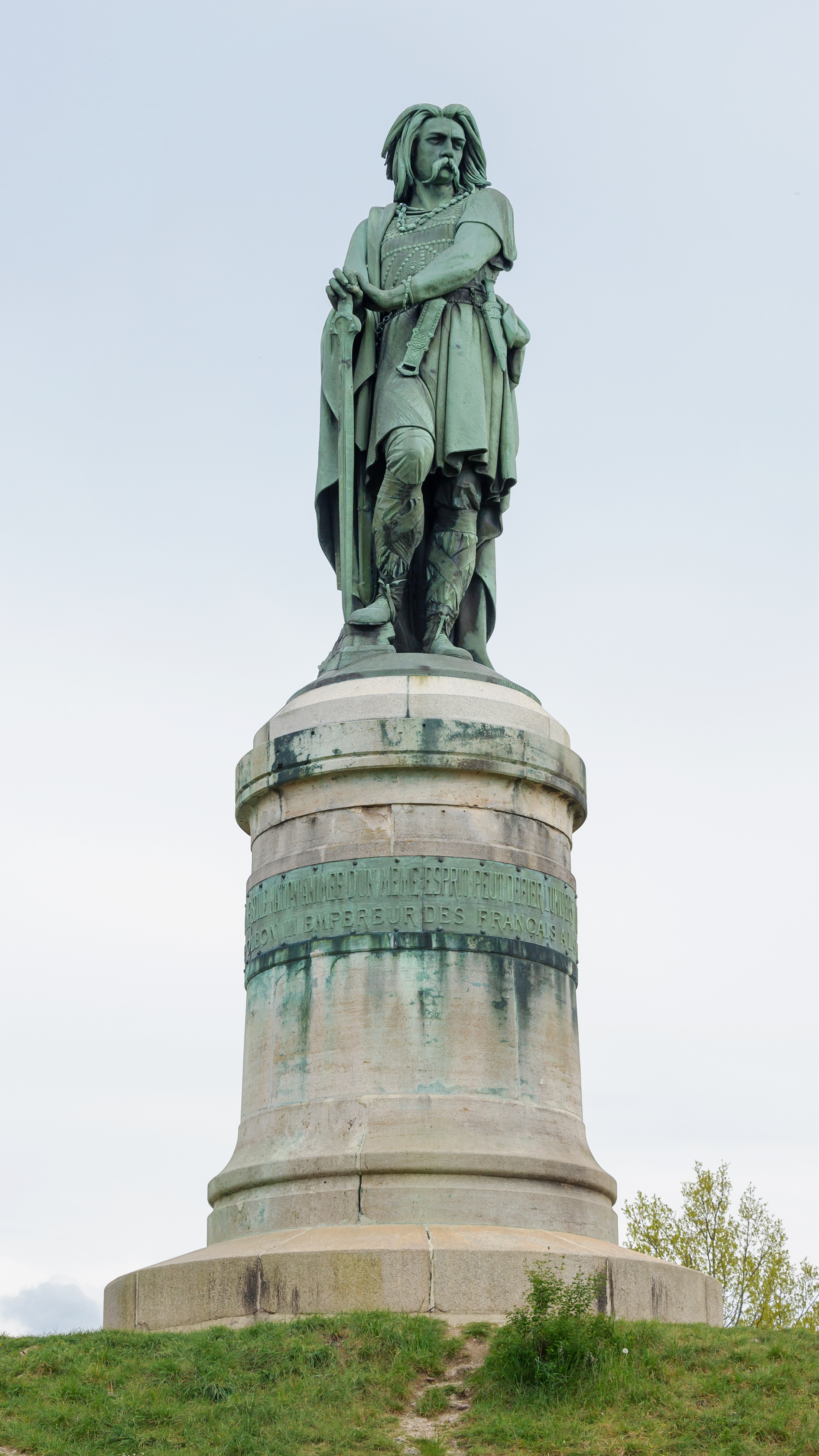
La statue de Vercingétorix, par Aimé Millet, à Alise-Sainte-Reine.

Le territoire de l'actuelle Bourgogne est occupé, du Hallstatt jusqu'à la Gaule romaine, par une grande diversité de peuples celtes. Ils se répartissent ou s'affrontent pour le contrôle des voies terrestres et fluviales d'un trafic qui s'écoule entre la Méditerranée et la Gaule septentrionale jusqu'à la Manche. Parmi les principaux figurent, au nord-ouest, les Sénons, dont la capitale est Agedincum (Sens) ; Andemantunnum (Langres) est celle des Lingons, établis au nord-est ; le peuple des Mandubiens occupe la dépression centrale de l'Auxois, autour d'Alésia ; la partie méridionale de la région et les monts du Morvan forment la contrée des Éduens dont Bibracte, au sommet du mont Beuvray, est le cœur défensif et administratif ; sur la rive gauche de la Saône commence le domaine des Séquanes qui s'étend vers l'est jusqu'à leur capitale Vesontio (Besançon), perchée sur un roc escarpé enserré dans un méandre du Doubs.
Les Éduens contrôlent des échanges commerciaux entre l'axe de communication Saône-Rhône et le bassin de la Loire. Ravitaillé par un réseau de routes qui rejoignent la Loire à Noviodunum (Nevers) et Decetia (Decize), la Saône à Cabillonum (Chalon) et Matisco (Mâcon), Bibracte, « le plus grand et l'oppidum le mieux pourvu des Éduens » selon les mots de Jules César, abrite l'activité de toute une population de forgerons, de fondeurs de cuivre et d'émailleurs. L'influence éduenne s'étend bien au-delà de leur territoire. Au nord, ils se sont associés les Mandubiens, rattachés auparavant aux Lingons. Au sud, dans la Dombe et le Bugey, ils ont pour alliés les Ségusiaves et les Ambarres et à l'ouest, les Bituriges, voisins de leurs adversaires les Arvernes. Ambivarètes et Blannovii se comptent aussi, selon César, au nombre des membres de la confédération qu'ils mènent. « Alliés et frères » du peuple romain depuis -120 environ, les Éduens ont acquis au Ier siècle av. J.-C. une place prédominante au sein de la Gaule « chevelue ».
Les Lingons, établis sur les plateaux de Langres-Châtillonnais et leurs marges, entre le cours inférieur du Serein et le cours moyen de la Saône (en amont de sa confluence avec la Vouge), contrôlent les échanges commerciaux sur l'axe Meuse-Saône-Rhône, entre Europe septentrionale et Méditerranée.
Les Séquanes, dont le territoire s'étend des monts du Jura jusqu'à la Saône, rivalisent avec les Éduens pour la maîtrise de la rivière qui leur sert de frontière. Les trois peuples voisins, Éduens, Lingons et Séquanes, ont adopté dès -100 un système monétaire commun fondé sur l'étalon-argent. Leur monnaie, de valeur identique, représente la moitié du denier romain et circule alors sans difficulté sur le sol des cités, formant une union monétaire de fait, la « Zone du Denier ».

#### La fin de l'indépendance gauloise
Vers -60, Éduens et Séquanes se disputent le contrôle de la Saône dont ils s'arrachent les points de passage,. Après une première défaite, les Séquanes et leurs alliés arvernes font appel aux Germains d'Arioviste. Les Éduens sont vaincus sans que leurs « alliés et frères » romains viennent à leur secours. Mais deux ans plus tard, Jules César saisit le nouveau motif que lui offre la migration des Helvètes pour intervenir en Gaule. En juin -58, il remporte sur ce peuple une victoire près de Bibracte. À la fin de la même année, le général romain défait Arioviste et l'oblige à repasser le Rhin. Le poids de la présence romaine s'appesantit sur les peuples de Gaule et des révoltes apparaissent. Les Éduens se rallient au mouvement de résistance auquel ils apportent leur puissance. Le bastion bourguignon devient le creuset où se nourrit la décision d'engager une vigoureuse lutte armée. La réunion militaire de Bibracte confirme le chef arverne Vercingétorix dans le commandement de l'armée fédérée gauloise. L'issue de la bataille livrée à Alésia est cependant fatale aux Gaulois. La reddition de Vercingétorix le 27 septembre 52 av. J.-C. met fin à l'indépendance gauloise et c'est de Bibracte, où il passe ses quartiers d'hiver, que César rédige son De Bello Gallico. L'imperator accorde également sa clémence aux vaincus : il donne aux Éduens le statut de civitas fœderata (« cité fédérée »).

### La Bourgogne gallo-romaine

#### La paix romaine
La Bourgogne est organisée dès lors comme un système assujetti à Rome, mais elle connaît encore deux périodes de troubles et de violences, avec la révolte de l'Éduen Sacrovir, puis, en 70 ap. J.-C., lorsque les Éduens appuient la révolte gauloise menée par Julius Vindex. La reconquête de la Germanie sous l'empereur Vespasien a pour effet de multiplier le nombre et l'importance des bases militaires romaines. Des vestiges de camp romain ont en effet été découverts près de Mirebeau-sur-Bèze. Les dignitaires locaux acceptent la civilisation des vainqueurs et se romanisent peu à peu. La Bourgogne connaît alors la prospérité et ses bourgades, dans lesquelles se regroupe la population, connaissent un essor rapide. Mais Dijon, encore très loin de prétendre à la dignité de capitale, n'est encore que Divio, titre latin signifiant « aux deux rivières ». Elle n'est à cette époque qu'une petite agglomération, ou simplement un poste militaire installé au lieu-dit de « la Noue », près de Chenôve.
Les bienfaits de la Pax Romana s'étendent jusqu'au IIIe siècle. La Bourgogne est traversée par la Via Agrippa, voie romaine qui part de Lyon et sillonne les pays éduen, sénon et lingon, réunissant selon le Romain Strabon les villes d'Anse, de Mâcon, de Tournus, de Chalon, de Dijon puis de Langres. Elle bénéficie également de nombreuses voies navigables, dont la Saône avec sa corporation des nautes ararici est l'axe principal. Grâce à ces voies de communication, la Bourgogne est le point de passage obligé par lequel voyagent vin, produits agricoles, étain, métaux et huile. La densité des échanges assure la prospérité du pays. Les productions agricoles locales, comme l'écrit Strabon, sont nombreuses et variées. La vigne s'est installée sur la Côte bourguignonne et les Gaulois, bons tonneliers, ont substitué très tôt la barrique à l'amphore, trop lourde et trop fragile.

#### Cultes, divinités et premiers chrétiens

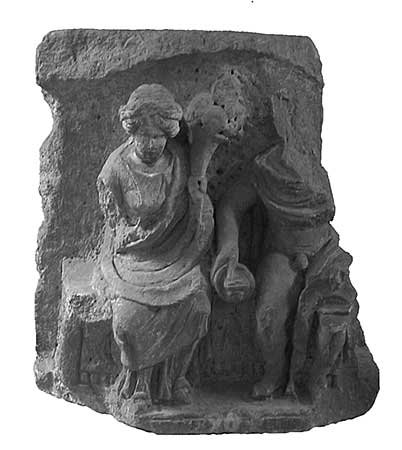
La statue de Rosmerta conservée au musée d'Autun.

La vie religieuse est intense et les habitants vénèrent encore d'anciennes divinités gauloises, telles le dieu à andouillers Cernunnos, la déesse Rosmerta retrouvée sur le complexe thermal d'Escolives-Sainte-Camille, le « dieu au maillet » de Moux-en-Morvan Sucellus, appuyé sur un cep de vigne et visible au musée de Nuits-Saint-Georges. Mais ils adorent également des divinités romaines ; ainsi d'autres représentations de divinités montrent l'influence gréco-romaine : Apollon qui assimile Belenos, Borvo ainsi que diverses autres divinités, Mercure, le dieu au pétase, dont César affirme qu'il est le plus vénéré en Gaule. On trouve aussi la preuve de l'implantation de cultes orientaux. Nombreux sont les sites en Bourgogne qui témoignent de cette intense vie religieuse : Alésia, les sources de la Seine, les Bolards (ancienne bourgade gallo-romaine près de Nuits-Saint-Georges) en font partie. Les sources de la Seine sont le lieu de célébration du culte de la divinité guérisseuse de Sequana.
De l'Orient arrive ensuite, peu à peu, le christianisme. Remontant l'axe du Rhône et de la Saône, les marchands et les soldats qui viennent d'Orient s'implantent à Augustodunum, future Autun et ville la plus prospère et brillante de la région, et, de là, diffusent la nouvelle religion. Une telle influence a également été retrouvée à Sedelocus (Saulieu). Elle pourrait avoir été diffusée par l'Église de Lyon, la plus vieille Église des Gaules, fondée au IIe siècle par Irénée. Les premiers noms de chrétiens sont en effet grecs : Pectorios, Symphorianos (Symphorien), Andochios (Andoche), Thyrsos (Thyrse). Parmi la population indigène, le cas le plus singulier fut celui de sainte Reine, habitante de la bourgade d'Alésia au IVe siècle. Elle aurait été martyrisée par Olibrius, un fonctionnaire impérial. D'après Charles Commeaux « il paraît certain que l'évangélisation de la Bourgogne n'est pas antérieure, au plus tôt, à la fin du IIe siècle ». En dehors des preuves indubitables laissées par ces découvertes, l'évangélisation de la Bourgogne est traditionnellement liée à des « souvenirs » des temps apostoliques et les villes bourguignonnes revendiquent leurs saints martyrs et fondateurs. Autun vénère ainsi Symphorien et Lazare ou « Ladre », patron de sa foire annuelle, Saulieu vénère Andoche et Thyrse, Tournus célèbre Valérien, Chalon Marcellus (Marcel), Dijon Bénigne alors qu'Auxerre célèbre Germain.

#### Les invasions barbares

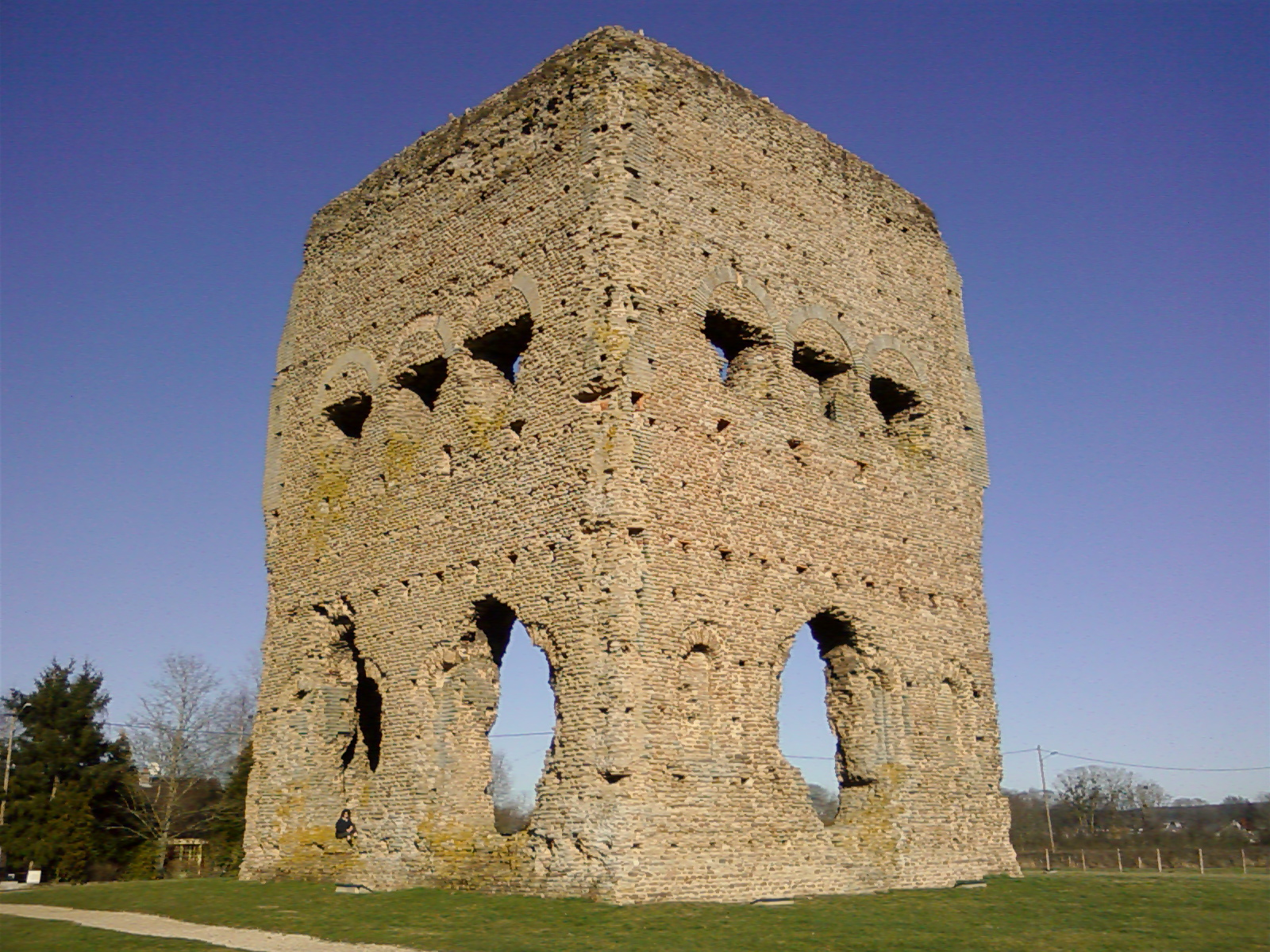
Autun
Le temple de Janus

À partir du IIIe siècle, le déferlement successif de vagues de peuples barbares venus de l'est s'ajoute à l'instabilité du pouvoir de l'Empire romain d'Occident, et met un terme à la période de prospérité en Bourgogne. Le premier raid des Alamans atteint la région vers 256-259 et y sème un peu partout la ruine. Ils réapparaissent en 275-276 et recommencent leurs ravages, qu'aggrave le péril nouveau des bagaudes, ces bandes de paysans chassés de leur terre qui pillent pour leur propre compte. Pour mieux se protéger les villes se resserrent, se contractent et se fortifient. C'est en effet sous le règne d'Aurélien, en plein péril alaman avec la grande invasion de 276, que l'enceinte de Dijon est fortifiée. La peur gagne ainsi les riches propriétaires. On a en effet découvert, dans toute la Gaule, un grand nombre de trésors enfouis, que les propriétaires n'ont pu récupérer.
Une période de calme réapparaît entre la fin du IIIe siècle et le début du IVe siècle, aux temps de Maximien et de Constance Chlore, lorsque ces empereurs parviennent à vaincre et à stopper les envahisseurs. Mais en 297, selon le tableau que dresse le rhéteur Eumène à Constance Chlore, la grande cité d'Augustodunum (la future Autun), n'évoque encore que ruines et désolations.
La pression de l'envahisseur persiste, et au milieu du IVe siècle les dernières vagues submergent définitivement la région, même si en 355 Autun, une nouvelle fois assaillie par les Alamans, est reconquise par Julien, le nouveau César installé par l'empereur Constance II.

## Du haut Moyen Âge au duché capétien

### Naissance de la Bourgogne: les Burgondes

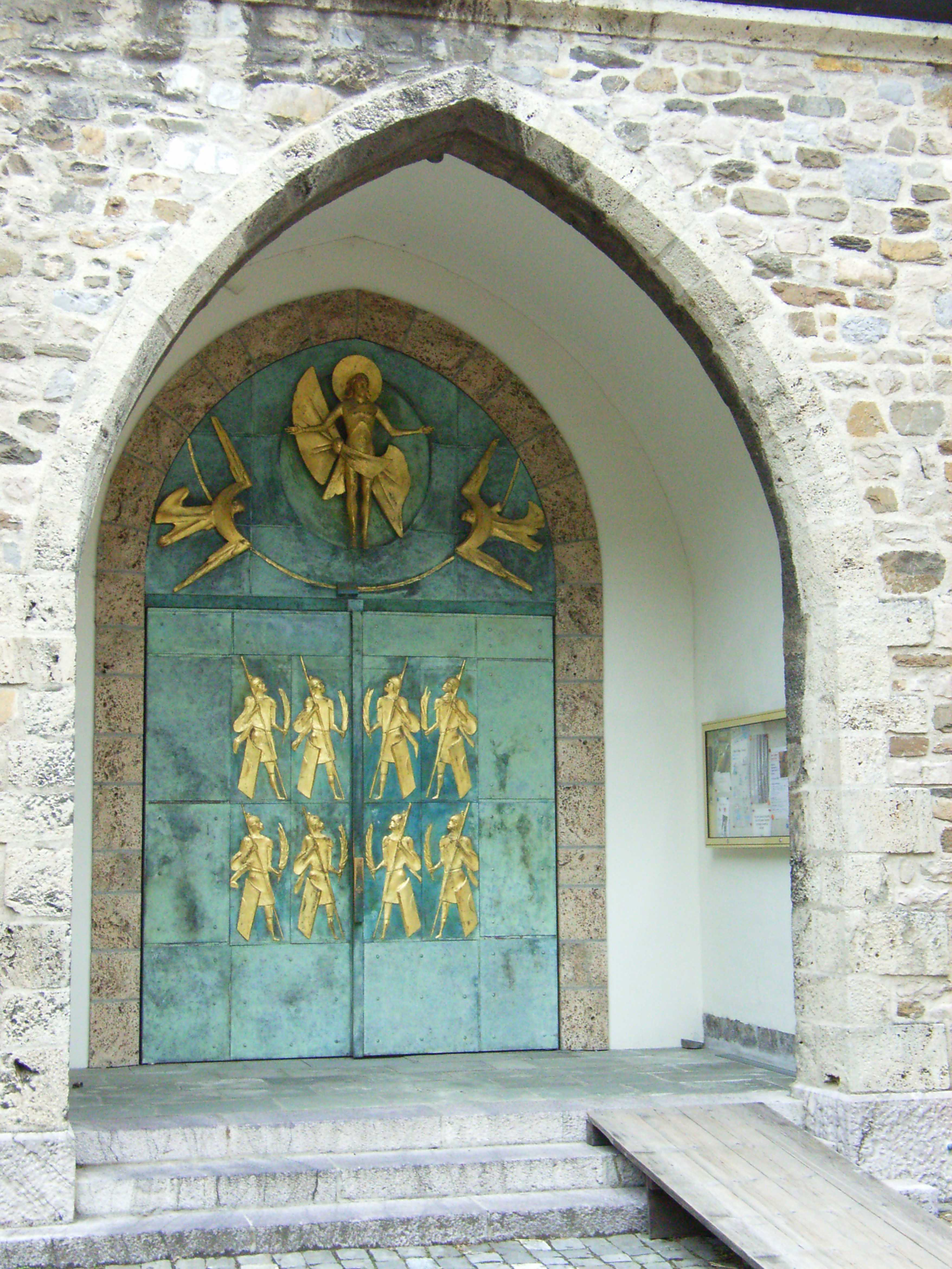
Portail de l'abbaye territoriale de Saint-Maurice d'Agaune (canton du Valais, Suisse).

Après plusieurs étapes en Germanie, les Burgondes, venus des confins de la Baltique et peut-être de l'île de Bornholm, s'installent en 443 comme auxiliaires de l'armée romaine avec le statut de fédérés (du latin fœdus), sous l'autorité du patrice romain Ætius qui leur offre un territoire autour de Genève.
Profitant de la faiblesse de l'Empire, ce peuple se construit, à partir de la seconde moitié du Ve siècle, un vaste et puissant royaume qui, à son apogée, touche au nord la ligne des Vosges et la Durance au midi. D’orient en occident, le royaume burgonde s'étend de l’Aar à la Saône et de la Vallée d'Aoste à la Haute-Loire. Sur le territoire des futurs duché et comté de Bourgogne, les cités d'Auxerre, Langres, Besançon, Chalon-sur-Saône et Autun figurent dans ses possessions.
Les souverains burgondes se succèdent, élargissant à chaque règne les limites du royaume. Après Gondicaire, Gondioc et Chilpéric Ier, les deux frères Godégisile et Gondebaud règnent d'abord ensemble, de 476 à 500. Langres, Besançon, Chalon-sur-Saône et Autun échoient à Godégisile avec le Valais et Genève, où il installe sa capitale, avant de s'allier aux Francs de Clovis Ier pour s'approprier la totalité du royaume. Gondebaud, surmontant une première défaite subie non loin du castrum de Dijon, contre-attaque, assiège Vienne où s'est retranché Godégisile et le tue. Après avoir cédé au roi franc, par un accord signé en 502 sur la Cure, la Champagne ainsi que l'Auxerrois amputé de la ville nouvelle de Nevers, il reste seul maître de l'ensemble du royaume burgonde. Gondebaud se fait même l'allié de Clovis, auquel il a donné en mariage sa nièce Clotilde, et c'est avec l'aide franque qu'il tente, mais en vain, d'annexer la Provence wisigothique et la Septimanie lors du siège d'Arles, en 507 et 508. C'est à lui qu'on doit la promulgation de la législation qui porte son nom, la loi Gombette, qui organise la coexistence des éléments burgondes et gallo-romains au sein de son royaume.
Après la mort de Gondebaud en 516, ses successeurs se heurtent aux visées des rois francs. Son fils Sigismond, qui lui succède, est tué en 523 par le roi d'Orléans, Clodomir. Le royaume échoit alors à son frère Godomar. Malgré une victoire sur les Francs de Clodomir à Vézeronce en 524, Godomar est vaincu en 534 par la coalition de Childebert Ier, Clotaire Ier et Thibert Ier (ou Théodebert), qui se partagent son royaume. C'est Thibert qui reçoit les cités comprises dans la Bourgogne et la Franche-Comté d'aujourd'hui : Nevers, Autun, Chalon-sur-Saône, Dijon et Besançon.
Malgré moins d'un siècle d'existence, le royaume burgonde a laissé à la postérité le nom de Burgundia, « Bourgogne ».
L’État burgonde définitivement détruit tombe dans la mouvance franque, mais une société bourguignonne subsiste, avec sa civilisation et son droit. Sous la domination franque la loi Gombette reste en vigueur, précieux élément de cohésion permettant l’ébauche d’une individualité régionale.

### La Bourgogne mérovingienne

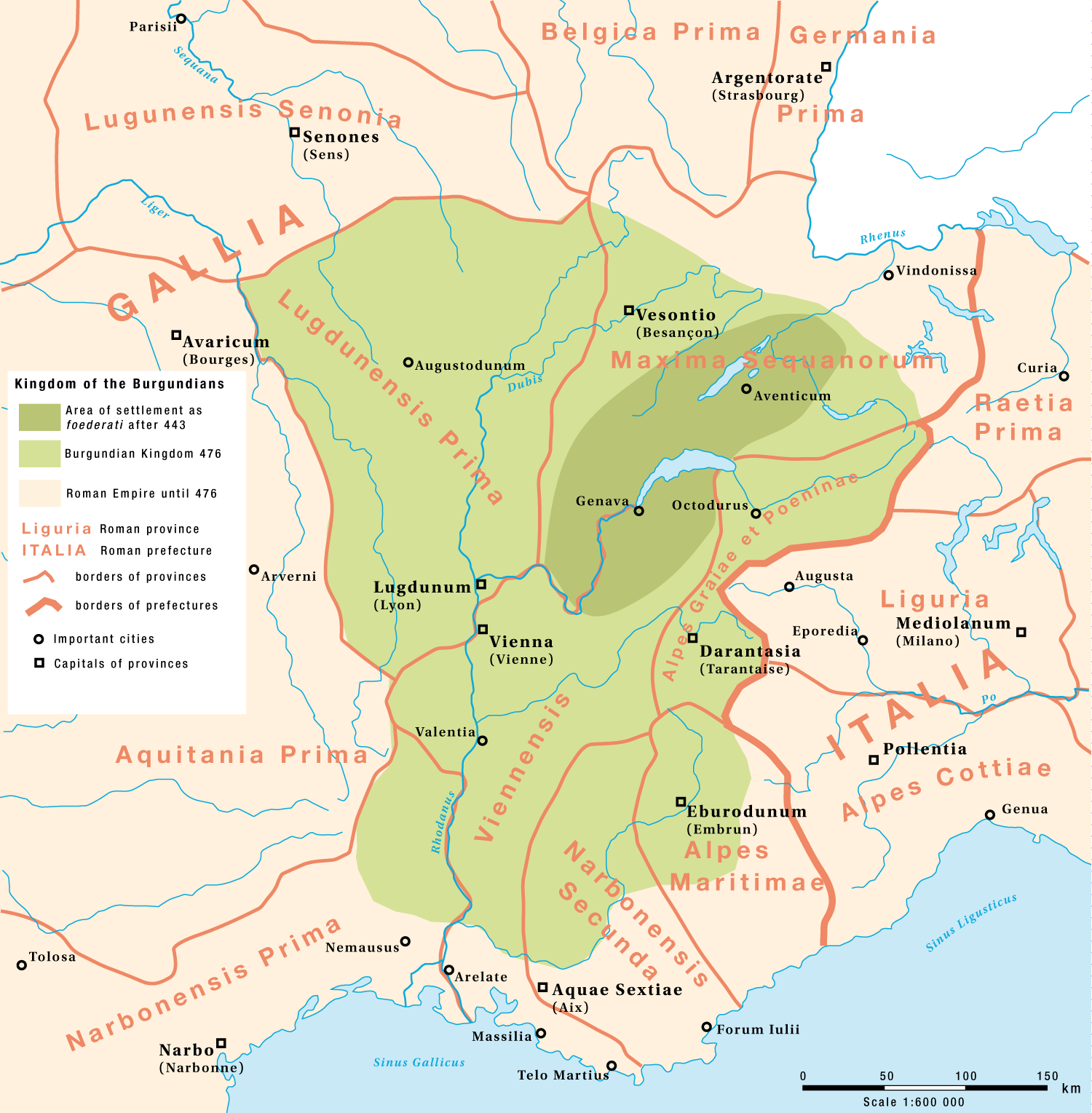
Le royaume des Burgondes en 476.

En passant sous le sceptre mérovingien, le regnum Burgondiæ demeure, mais c’est une Bourgogne aux contours indécis et variables, limitée aux cités où l’élément burgonde domine et dont l’axe médian se situe maintenant le long de la vallée de la Saône.
À la mort de Thibert, en 548, les cités qu’il a reçues échoient à son fils Thibaut. La mort sans héritier de ce dernier permet à Clotaire Ier de réaliser à son profit l’unité de la monarchie franque en réunissant toutes les parties de l’ancien royaume bourguignon. À sa mort, en 561, l'ancienne Burgondie tout entière, (amputée toutefois de la Provence par le partage) renaît du partage de ses terres entre ses quatre fils. Gontran reçoit l’ancien royaume de Clodomir dont la capitale était Orléans et les cités burgondes. Le nouveau roi fixe sa résidence préférée en Burgondie, qui représente la plus importante part de son royaume. Il s’installe dans le castrum de Chalon-sur-Saône qui fait presque figure de capitale. Il gagne l’adhésion de ses sujets et assure une cohésion solide au royaume. Il y réunit des conciles et fait ériger en 577 à Saint-Marcel une basilique et un monastère. La Bourgogne recouvre son individualité. L’expression regnum Burgondiæ est alors acquise à la géographie historique et une noblesse propre à ce royaume et représentant l’esprit local va se former. Sans fils survivant, Gontran, adopte son neveu Childebert II, fils unique de son frère le roi d'Austrasie Sigebert Ier et de la reine Brunehilde, et en fait son héritier.

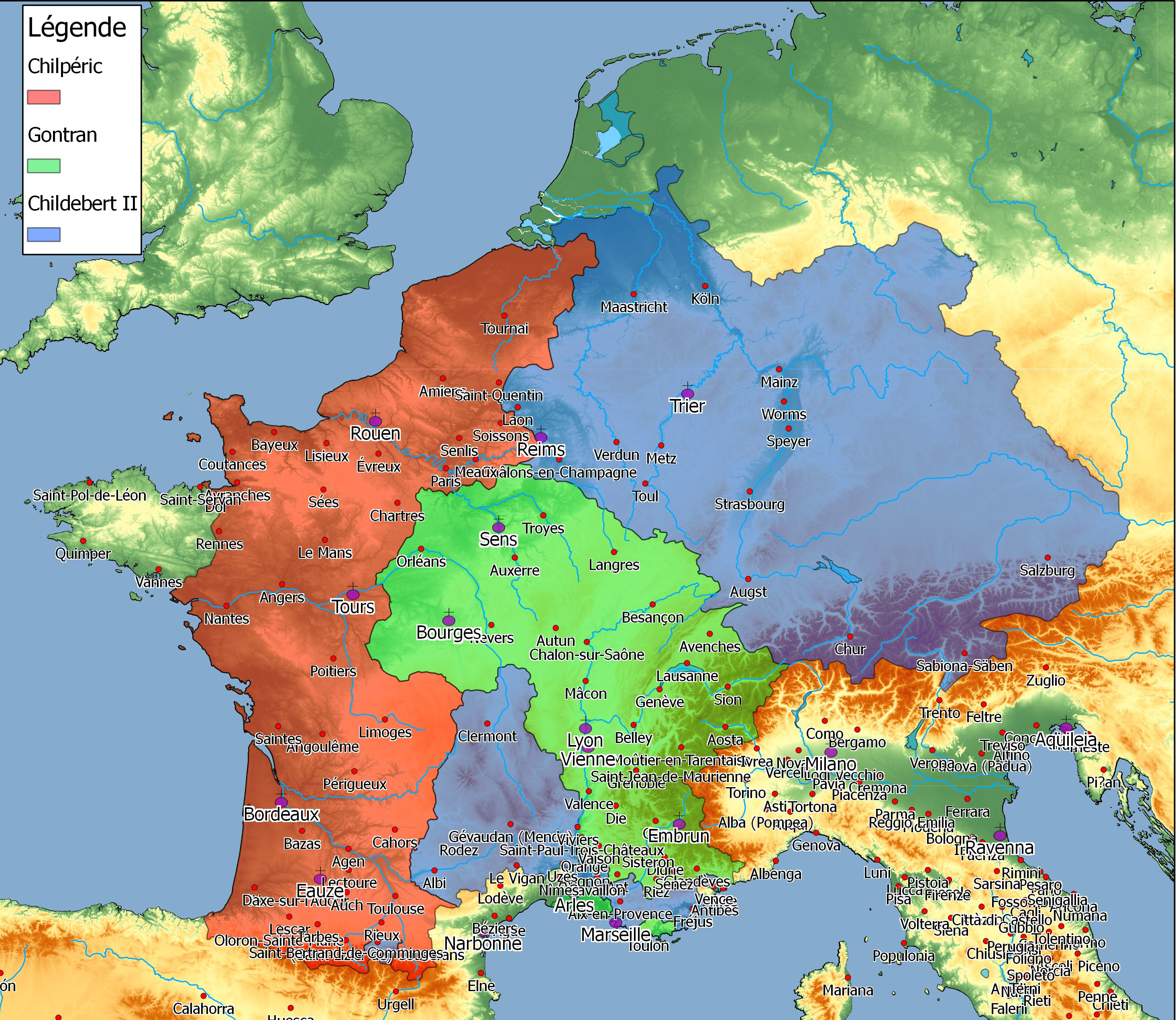
Le royaume de Bourgogne en 581 (en vert).

Au décès de son père, le fils mineur de Childebert, Thierry II, recueille la Burgondie qui s'étendait alors du sud de la Champagne au nord, jusqu'à Arles au sud, et, à l'est, jusqu'au Val d'Aoste. La régence est exercée par sa grand-mère Brunehilde qui choisit Autun pour capitale. Elle y fonde l'abbaye de moniales de Saint-Jean-le-Grand et celle de Saint-Martin. Les historiens lui attribuent la remise en état du réseau des voies romaines bourguignonnes, les « chaussées Brunehilde », ainsi qu'une révision du cadastre, une réforme fiscale et la mise en place d'un service militaire. Elle exerce le pouvoir pendant une vingtaine d’années, ne laissant à Thierry qu’un pouvoir nominal. À l'extérieur, les rapports avec la Neustrie sont marqués par la haine implacable que se vouent Brunehilde et Frédégonde, concubine puis épouse du roi Chilpéric Ier. À l'intérieur, s'appuyant sur l’aristocratie romaine pour gouverner, conduisant une politique de centralisation, cherchant à mater les grands d'Austrasie et de Burgondie, dits « leudes » ou « burgondofarons », ainsi que les évêques, elle s’attire leur hostilité. Finalement victime de la trahison des grands, à la tête desquels figure le maire du palais Warnachaire, la vieille reine est capturée dans sa fuite à Orbe et conduite à Renève avec les quatre fils de Thierry II devant Clotaire II, qui la fait supplicier. Ses restes mutilés sont déposés à l’abbaye de Saint-Martin d’Autun. La victoire de Clotaire II est celle de l’aristocratie sur la royauté. Les leudes ne se sont ralliés à Clotaire II qu’après avoir reçu l’engagement de ne jamais intervenir dans le choix des leudes,.
Le regnum Burgondiæ est alors rattaché au royaume de Clotaire II, devenu en 613 l'unique roi des Francs. Mais tout en se plaçant sous la dépendance des rois merovingiens de la Neustrie franque, l’aristocratie bourguignonne conserve la réalité du pouvoir et parvient à se réserver les charges publiques. Dagobert Ier, en succédant à Clotaire en 629, doit parcourir la Burgondie pour imposer son autorité. Sa mort, en 638, ouvre le début d’une réaction aristocratique et d’une anarchie qui durent presque un siècle,. Ses successeurs, dans la période de 638 à 751, ne sont plus que des « rois fainéants » : neuf membres inconsistants de la famille mérovingienne qui confient, au détriment de la fonction royale, le pouvoir à des membres de la haute aristocratie qui se disputent la charge de maire du palais. Les querelles sont fréquentes entre les élites burgondes et les maires du palais. L’affrontement resté le plus célèbre est celui d'Ébroïn, maire du palais de Neustrie, et de saint Léger d'Autun, aristocrate, riche propriétaire en Austrasie et en Bourgogne, porte-parole des intérêts de l'aristocratie bourguignonne et représentant éminent de l'esprit particulariste de l'ancien royaume de Bourgogne. Ébroïn, reprenant la politique de centralisation de Brunehaut, travaille à unifier la Neustrie et la Burgondie en brisant la résistance de l'aristocratie. Léger est finalement assassiné par ordre d'Ébroïn en 677. Ébroïn est lui aussi assassiné, quelques années plus tard, en 680 ou 683.

### La Bourgogne carolingienne

#### La Bourgogne dans le royaume des Francs

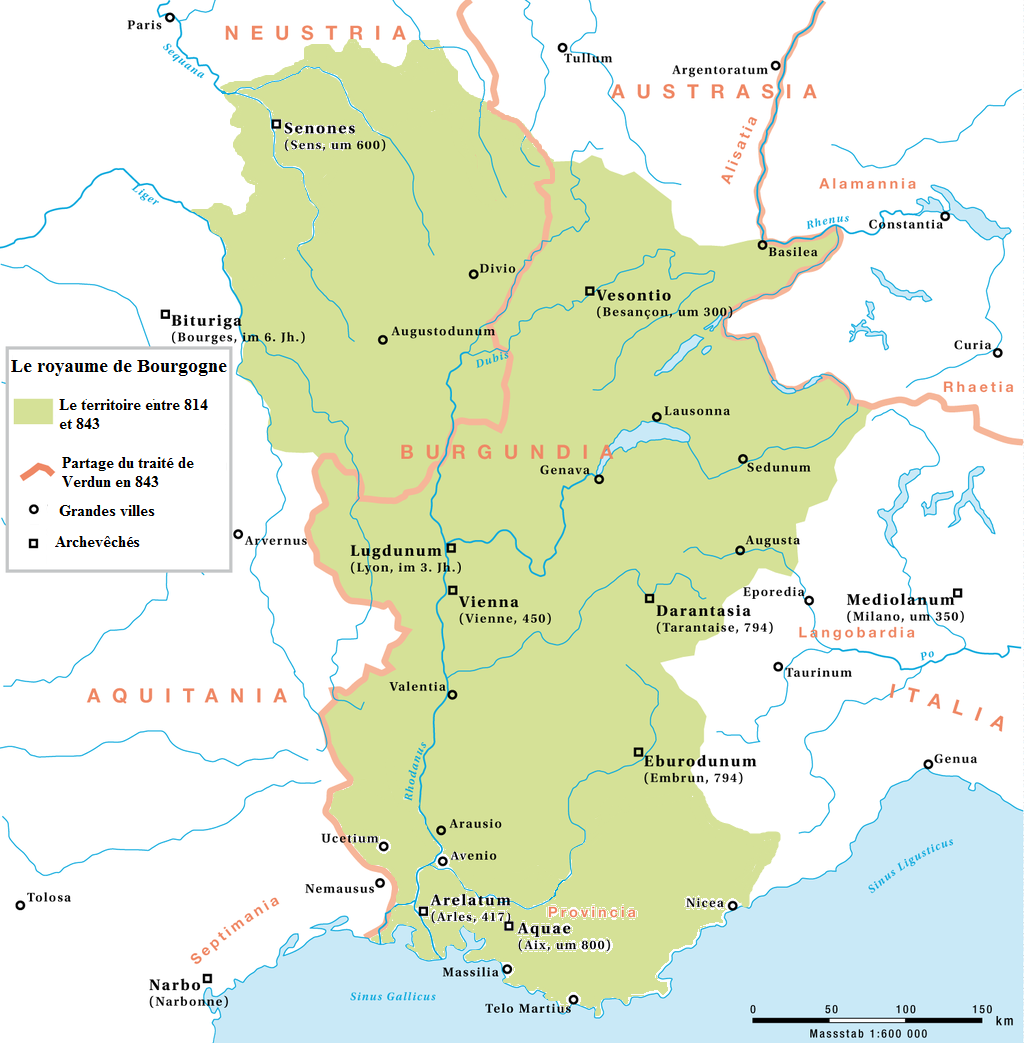
Le royaume de Bourgogne au début du IXe siècle avant le traité de Verdun de 843.

Depuis la mort d’Ébroïn (entre 680 et 683), la Burgondie vit une période d’anarchie larvée nourrie des tendances autonomistes de ses leudes. À partir de 716, Charles Martel parvient à se rendre maître de l'Austrasie et de la Neustrie. La Bourgogne demeure insoumise. Les évêques gardent la pleine autorité sur leurs cités transformées en petites républiques aristocratiques. En 725, les hordes d’envahisseurs vraisemblablement germaniques, puis en 731 les Sarrasins qui ravagent par deux fois Autun, dévastent les monastères de Luxeuil et de Bèze, saccagent Langres et ouvrent une grave crise politique et militaire. Charles Martel reproche aux notables burgondes leur passivité devant l'envahisseur et accuse même certains d'avoir pactisé avec les assaillants. Après sa victoire de Poitiers, en 732, il intervient militairement en Bourgogne. Le vaste territoire de l’ancien regnum Burgundiae est réparti en quatre commandements, avec chacun son gouverneur : une Bourgogne d’Arles, une Bourgogne cisjurane ou viennoise, une Bourgogne alémanique et une Bourgogne franque avec à sa tête son demi-frère Childebrand, qui reçoit le gouvernement de l'Autunois, ainsi que de grands domaines dans le Charolais et le Brionnais pris sur les diocèses d'Autun et de Bourges (Baugy, Sancenay et Perrecy), qu'il léguera à sa descendance.
En 736, Charles Martel entreprend en Burgondie une seconde campagne qui, d’après Maurice Chaume, « prend l’allure d’une exécution ». L'aristocratie locale doit s'incliner devant sa puissance et reconnaître son autorité. Commencent alors les représailles : exécutions, déportation de Burgondofarones, confiscations de biens ; la noblesse locale est remplacée par des leudes austrasiens, voire bavarois. Les dignitaires de l’Église ne sont pas épargnés : Hainmar, évêque d’Auxerre de 720 à 735), est arrêté et exécuté et les bines de l'Eglise d'Auxerre passent sous contrôle royal, avant d'être partagés entre six princes bavarois sous l'évêque Aidulf (évêque de 756 à 771); ceux de l’église de Langres passent à Rémy, un frère de Pépin le Bref. La Burgondie est colonisée par les Francs du royaume d’Austrasie. En 742, à la mort de Charles, la garde de la Burgondie augmentée des terres actuelles d'Alsace et de Lorraine, de Provence et du Languedoc est confiée à son fils Pépin le Bref,, puis passe en 768 à Carloman Ier, fils de Pépin, avec une nouvelle répartition territoriale. Les partages arbitraires des Carolingiens brise définitivement l'unité de l'ancien royaume burgonde. Les textes parlent bien encore de Burgundia ou de regnum Burgundiæ, mais ces mots n’ont plus qu'une valeur géographique. La Bourgogne devient une mosaïque de pagi. Le royaume de Bourgogne ne subsistera qu’outre-Saône.

#### Lespagibourguignons, divisions administratives

Les pagi carolingiens en « Bourgogne franque » (IX)

Pour appuyer leur politique d'unification et de centralisation, les Carolingiens établissent le pagus, circonscription administrative au sein de laquelle le pouvoir central se fait représenter par un comte ou un évêque, fonctionnaire dépendant du Palais. Les pagi, dans leur tracé, laissent percevoir la continuité d’anciennes limites réadaptées, tout en différant des anciennes divisions gauloises dont ils ne représentent souvent qu'une fraction. Leur délimitation en « Bourgogne franque », telle que l'étude des chartes rurales et des subdivisions ecclésiastiques médiévales permet de la reconstituer, n'est pas uniforme : « En Bourgogne, les régions occidentales et méridionales gardent un cadre très proche des cadres romains, avec des ressorts centrés sur les grandes cités où siègent les évêques. Dans l’ancienne cité des Lingons, en revanche, la situation est beaucoup plus complexe et les pays nombreux ».
Maurice Chaume a dressé une liste des pagi ou « pays » à partir desquels s'est constituée la Bourgogne ducale et comtale. On peut citer : à l’est de la Saône (« Outre-Saône ») l’Amous, l’Escuens, le Varais (pagus de Besançon) et, enjambant son cours supérieur, le Portois (dont le nom vient de Port-sur-Saône) ; sur sa rive droite le Bassigny, le Bolesmois, le Barrois, le Langrois (ou Langogne), le Lassois (situé aux environs de Châtillon, il tire son nom du très vieux castrum de Latisco, dont dépendait la nécropole de Vix), le Duesmois (ou pays de Duesme, alors importante forteresse), le Tonnerrois, l’Auxois, le Mémontois (qui recouvre le sud de la Montagne), le Dijonnais, l’Atuyer (pays des Attuariens), l’Oscheret (ou pays de l’Ouche) et aussi le Beaunois, le Chaunois et le Mâconnais ; l'Autunois et le Nivernais, traversés par la Loire ; l'Avallois, par la Cure ; l'Auxerrois et le Sénonais, par l'Yonne ; plus au nord, le Troiesin et le Brenois auxquels on peut ajouter le modeste Blaisois.

#### Le démembrement de la Burgondie

Le partage de l’Empire carolingien au traité de Verdun en 843.

Charlemagne ayant unifié l’ensemble des territoires francs, le vieux royaume burgonde conserve son unité sous son règne. Mais de son vivant déjà, en organisant sa succession au profit de ses fils, dès 806, il le morcelle sans attacher la moindre importance à la tradition bourguignonne. En 817, Louis le Pieux partage à nouveau les pagi qui composaient les territoires bourguignons. Avec la naissance du futur Charles II le Chauve, né d’un deuxième lit, et la volonté de Louis le Pieux de lui faire un royaume, les partages se succèdent. En 829, Louis le Pieux modifie les attributions des parts faites à chacun de ces trois fils au mépris des dispositions arrêtées en 817. Il décide d'un nouveau partage en 831, d'un autre en 837, d'un dernier en 839. En trente-quatre ans, de 806 à 839, écrit M. Chaume, « la Burgondie subit jusqu'à six partages différents ». Les comtés sont attribués au gré de ces découpages à l'un ou à l'autre des descendants de Charlemagne. Au lendemain de la mort de Louis le Pieux (840), une grave crise successorale secoue l’Empire. Une partie décisive de la lutte que se livrent les fils de Louis le Pieux se déroule à Fontenoy-en-Puisaye en 841. L'intervention du comte Guerin, l’homme fort de la Bourgogne du sud, le dux Burgundiae potentissimus comme le qualifient certains actes, à la tête de contingents toulousains, provençaux et bourguignons, en faveur de Charles le Chauve et de Louis le Germanique (Louis II de Germanie) met finalement les armées de Lothaire en déroute. Lothaire se résigne à adresser des offres de paix à ses deux frères qui se concrétisent par la signature en 843 du traité de Verdun.
La nouvelle frontière, entre les possessions de Charles II le Chauve et celles de Lothaire, coïncide à peu près avec la Saône. À l’est de la rivière, les pagi bourguignons sont donnés à Lothaire alors que ceux situés à l’ouest de la Saône passent dans les possessions de Charles le Chauve. La division du vieux royaume Burgonde ainsi créée subsistera pendant des siècles.
Les textes feront désormais la distinction entre une « Bourgogne franque » appelée à devenir le duché de Bourgogne et composée de dix-neuf pagi situés à l'ouest de la Saône, et une « Bourgogne impériale », celle de Lothaire, constituée de vingt-trois pagi situés à l'est de la Saône. Parmi ces pagi de l'est, les quatre pagi d'Amous, de Portois, d'Escuens et de Varais forment une entité territoriale qui donnera naissance au Comté de Bourgogne, qui deviendra la Franche-Comté. Une période de démembrements successifs suit le partage de 843. En 855 par le traité de Prüm, Lothaire Ier donne principalement le Lyonnais et la Provence à son fils Charles. Le territoire cédé, qui forme le royaume de Provence, divise une fois de plus le vieux royaume burgonde. Charles étant trop jeune, c'est Gérard II de Paris, le fondateur des abbayes de Vézelay et de Pothières, qui exerce la réalité du pouvoir. Les accords de 855 ne sont pas définitifs et lorsque la lignée de Lothaire s'éteint avec la mort de Louis II le Jeune (d'Italie), Charles II le Chauve, par le Traité de Meerssen conclu avec son frère Louis le Germanique, récupère avec le pagus du Portois ainsi que la ville épiscopale de Besançon la plus grande part de l'ancienne Burgondie.

#### Le royaume de Provence

Les quatre Bourgognes : le duché de Bourgogne, le comté de Bourgogne, la Bourgogne transjurane, la Bourgogne cisjurane avec la Provence ; les trois dernières sont terres du Saint-Empire romain germanique à partir de 1032.

Après la mort en 877 de Charles II le Chauve, le trône des Francs chancelle et les grands vassaux se montrent audacieux. Le sentiment du particularisme bourguignon n'a pas disparu,. Grands et prélats de l'ancienne Burgondie venant de Besançon, du Lyonnais, de Tarentaise, d'Aix et d'Arles, rassemblés le 15 octobre 879 à Mantaille, offrent au Bivinide Boson, comte de Vienne et d'Autun, beau-frère de Charles II le Chauve, en possession de la Bourgogne du sud, du Lyonnais, du Viennois, de la Provence, une couronne royale qu'il accepte.
Il ne prend cependant pas le titre de roi de Bourgogne mais s'intitule Boso Misericordia Dei Rex. Les provinces qui se rallient à lui débordent largement l'ancien royaume de Charles de Provence et correspondent à celles de l'ancien regnum Burgundiæ. Son royaume, plus grand que celui de Gondebaud, s’étend des rives du Doubs au nord jusqu’aux rives de la mer Méditerranée au sud et déborde sur l’Helvétie et l’Italie. Sous sa couronne se trouvent réunis une partie de la Bourgogne, le Bugey, la Bresse, le Dauphiné, la Tarentaise, la Provence et une partie du Languedoc. Il prend Vienne pour capitale et se dote d’une chancellerie dirigée par Adalgaire, abbé de Flavigny.
Mais le nouveau royaume, appelé aussi « royaume d’Arles » ou « royaume de Provence », réalise contre lui l’union des Carolingiens. Carloman II, fiancé de sa fille, et Richard II le Justicier, son propre frère, marchent contre lui. Ils emportent d’assaut Mâcon en 880 puis prennent Vienne après un siège de deux ans. Boson parvient néanmoins à maintenir son autorité sur une partie de ses domaines. À sa mort en 887, il transmet la Provence à Louis l’Aveugle son fils, reconnu « roi de Provence » à Valence en 890. Boson aura fondé le « royaume de Provence ». À la mort de Boson, le territoire de l'ancienne Burgondie est coupé en trois : une Bourgogne franque, une Bourgogne jurane et le royaume de Provence. Chacune de ces unités territoriales suivra désormais sa propre destinée.

#### Le royaume de Bourgogne des Welf
Un royaume de Bourgogne doit sa naissance à Rodolphe, de la grande famille des Welf, fils de Conrad, comte d'Auxerre. Avec le titre de marquis, il exerce son autorité sur la région située entre le Jura et les Alpes lorsqu'en 888, avec la mort de Charles le Gros et la dissolution définitive de l'empire de Charlemagne, il transforme en royaume ce duché (issu du pagus Ultrajuranus du VIe siècle qui comprend les territoires de Sion et d'Avenches, avec peut-être une portion du diocèse de Besançon). Rodolphe réussit à se faire reconnaître comme souverain par les grands et prélats réunis à Saint-Maurice d'Agaune et crée le « royaume de Bourgogne ». Son pouvoir s'étend également sur le diocèse de Besançon.
En 933, Rodolphe II ajoute le royaume de Provence à son royaume de Bourgogne transjurane. Ainsi naît le royaume d'Arles. Après la mort de Rodolphe III, en 1032, ces territoires se trouvent soumis à l'autorité du Saint-Emprire. Au XIIe siècle, le royaume d'Arles est réduit à sa plus simple expression et les empereurs d'Allemagne, qui se regardent toujours comme rois d'Arles, n'y exercent plus qu'une autorité nominale ; il subsiste pourtant jusqu'au XIVe siècle.

### La genèse du duché

#### Richard le Justicier, premier duc des Bourguignons

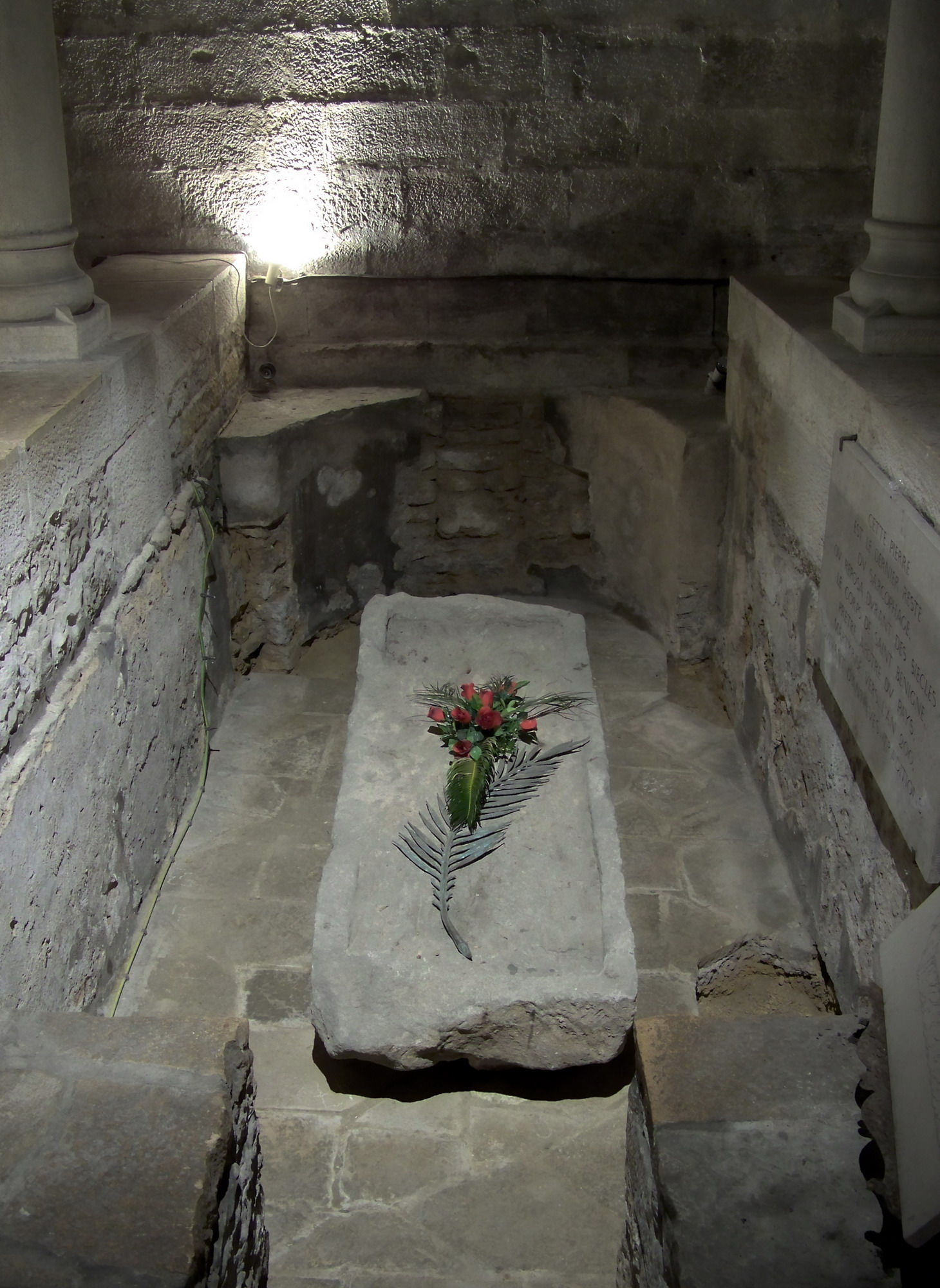
Sarcophage de saint Bénigne dans la crypte de la cathédrale Saint-Bénigne de Dijon. La première basilique construite au-dessus du tombeau du saint fut consacrée en 535.

Dès 880, Boson a perdu son autorité sur ses possessions bourguignonnes. À cette même date, en effet, le comté de Mâcon est donné à Bernard Plantevelue et le comté d'Autun est sous la dépendance du frère de Boson Richard de Bourgogne, dit Richard le Justicier. Richard, profitant de la constitution par les rois carolingiens d'un grand commandement militaire, de la persistance d'un particularisme et de l'éclosion d'un patriotisme bourguignons, forme une première ébauche d'un ducatus Burgundionum, un duché de Bourgogne. Il réunit sous sa domination les comtés d'Autun, de Nevers, d'Auxerre, d'Avallon peut-être, de Sens, de Troyes, de Brienne, de Chalon, et de Beaune. Richard se titre également « duc des Bourguignons ». À cette époque, les Normands dévastent la Bourgogne que Charles III le Gros leur a donné en pâture. Les reliques des saints venus des côtes atlantiques pour y trouver refuge et les moines subissent les assauts des pillards : les abbayes de Saint-Germain-d’Auxerre et de Flavigny, celles de Vézelay et de Bèze (en 888) sont la proie des flammes. Les moines de l’abbaye de Bèze ont néanmoins le temps de mettre à l’abri le corps de leur saint patron Prudent dans la place forte de Dijon, qui échappe à la destruction grâce à ses murailles, renforcées par l’évêque Isaac. Les faubourgs d'Auxerre sont également ravagés par le feu une deuxième fois en 889. Les reliques des saints sont de nouveau déplacées en lieux sûrs, telle celles de saint Vivant, chassées du pays d'Amous (hameau de Saint-Vivant, village de Biarne dans le Jura), qui trouvent asile avec ses moines auprès de Manassès de Chalon à Vergy. La résistance victorieuse que Richard le Justicier oppose aux Normands aboutit à la victoire d'Argenteuil-sur-Armançon. Puis la défaite qu'il inflige à Rollon à Chartres en 911 lui vaut célébrité et prestige et sert de ciment à un sentiment national naissant. « Le titre de Justicier qui s'est attaché à son nom prouve qu'il a su porter remède à l'absence d'ordre et de justice dont souffrait la société de son temps » explique Jacques Flach. Il a en effet mené à bien la formation d’une principauté territoriale, un « principat », selon Jean Richard. Dijon est alors la ville qu'il choisit comme nouvelle capitale.

#### Hugues le Grand, duc de Bourgogne
Raoul, le fils aîné de Richard II le Justicier, est l'héritier des honneurs et des fidélités détenues par son père. Son frère cadet, Hugues le Noir, a regroupé de son côté un important domaine allant du Lyonnais aux comtés d'« Outre-Saône », future Franche-Comté. En 923, les grands du royaume ceignent Raoul de la couronne de France. Hugues le Noir recueille quant à lui le duché bourguignon au décès de son frère. Un conflit l'oppose à Hugues le Grand et au roi carolingien Louis IV de France, à la suite de son refus de reconnaître le Carolingien. Il perd une partie de son duché et se retire sur ses terres d’Outre-Saône mais conserve toutefois le comté d’Autun et parvient à maintenir dans la fidélité les comtes de Beaune, de Nevers et de Mâcon. Le titre ducal revient au robertien Hugues le Grand : le père d'Hugues Capet récupère Troyes, Sens, Auxerre et Dijon tandis que Louis IV de France rattache Langres et Dijon à son propre domaine. À la mort d'Hugues le Grand en 956, le duché, le titre ducal et les biens publics qui lui sont liés sont transmis à son deuxième fils, Otton. De son union avec la fille de Gilbert de Chalon qui porte le titre de « comes præcipuus Burgondiæ », Otton reçoit aussi ses terres, apportées en dot par sa femme. Les comtés de Beaune, d’Autun, d’Auxerre et d’Avallon se trouvent réunis sous l’autorité des Robertiens et constituent à nouveau un vaste duché de Bourgogne, mais Langres, Dijon et Chalon échappent encore à l'autorité ducale. Otton meurt prématurément le 23 février 965. Lui succède son frère, Henri Ier de Bourgogne. Faute de fils légitime, il désigne Otte-Guillaume, le fils du premier lit de sa femme Gerberge (en), comme héritier. Ce dernier est à la fois comte de Mâcon et comte de Bourgogne. Son mariage lui a permis de recueillir les quatre comtés d’« Outre-Saône », Amous, Portois, Escuens, Varais, (c'est-à-dire de la future Franche-Comté) ainsi que celui de Mâcon. Par sa mère il a des droits au sein des comtés d'Autun et de Chalon, et sa femme, sœur de l’évêque de Langres Brun de Roucy, lui a transmis quelques droits dans la région de Dijon. À la mort d’Henri, intervenue le 15 octobre 1002, mis à part Hugues de Chalon, les grands de Bourgogne reconnaissent Otte-Guillaume comme duc de Bourgogne. Il réalise l’union des deux Bourgognes, situées de part et d'autre de la Saône, mais il trouve devant lui un prétendant de taille : le roi de France lui-même, Robert II le Pieux, le fils d’Hugues Capet.

#### Le capétien Robert le Pieux conquiert le duché
Le roi de France Robert II le Pieux ne laisse pas reconstituer le principat ébauché par Hugues le Noir dans la première moitié du Xe siècle. Un conflit éclate, en particulier dans le comté d'Auxerre tenu par un fidèle d'Otte-Guillaume, le comte Landry de Nevers. Mais Otte-Guillaume se soucie bien plus de ses terres d’Outre-Saône et renonce finalement à l'héritage bourguignon en 1005 et 1006. Le roi Robert le Pieux prend possession du duché mais doit encore lutter contre l'hostilité de Brunon de Roucy. Il lui faut attendre la mort de l’évêque, le 31 janvier 1016, pour mettre la main sur le castrum de Dijon. Le roi Robert transmet à son second fils Henri le titre ducal. Compte tenu de son jeune âge, Robert assure le gouvernement du duché. La mort d'Hugues, son frère aîné, fait d'Henri l'héritier de la couronne de France. Le roi Robert meurt en 1031 après avoir désigné comme duc de Bourgogne son fils cadet, dénommé aussi Robert et dont la descendance règne jusqu’en 1361.

## Le duché capétien

### DeRobertIeràHuguesV

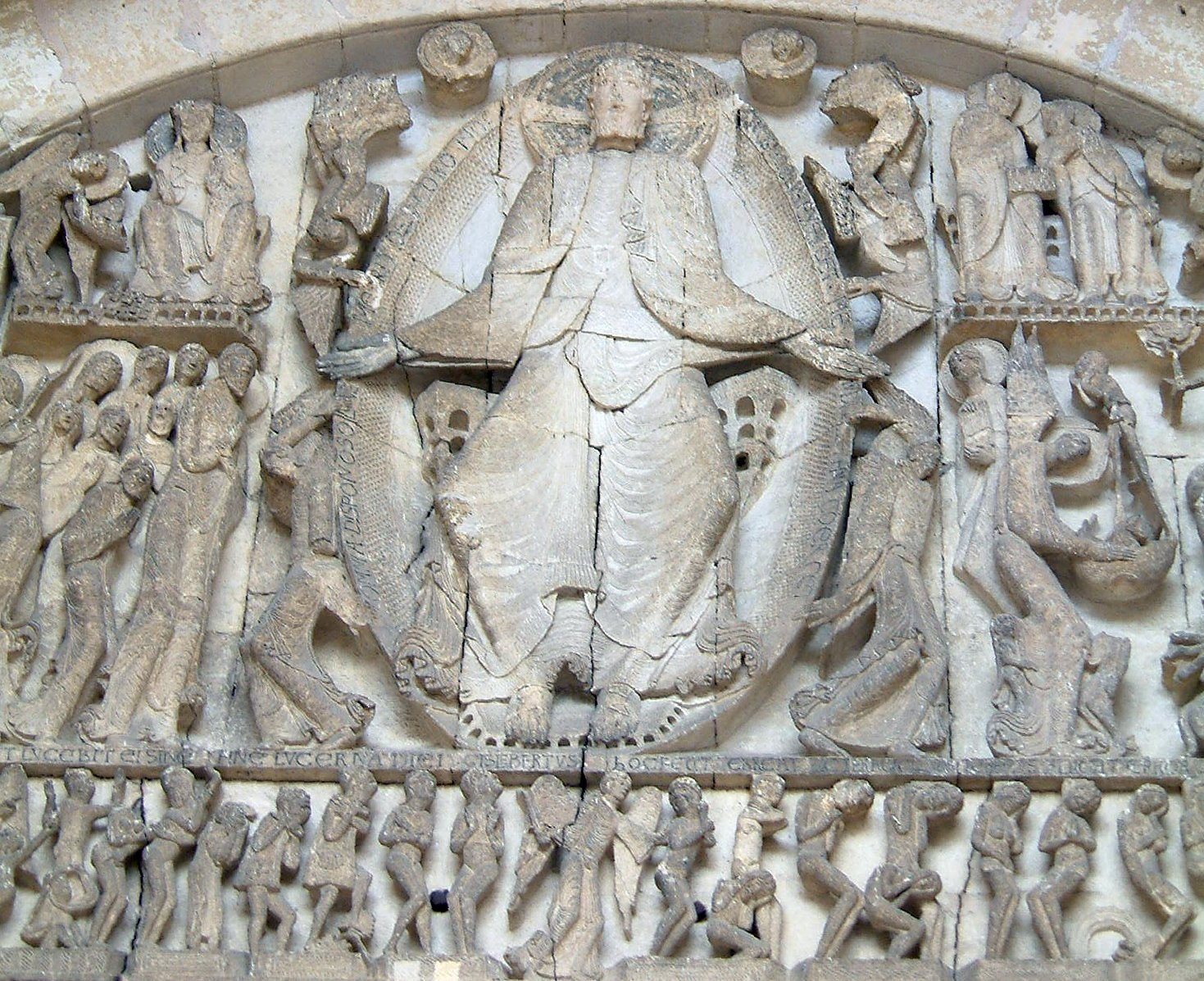
Cathédrale Saint-Lazare d'Autun. Tympan du portail occidental achevé vers 1150 et représentant le Jugement dernier.

La lignée des ducs capétiens de Bourgogne
Tour à tour, de l’année 1031 à l’année 1361, douze ducs capétiens de Bourgogne règnent sur le trône ducal. Robert Ier de Bourgogne, le premier de la lignée, est duc de Bourgogne de 1031 à 1076. Son fils Henri étant décédé prématurément, son petit-fils Hugues Ier de Bourgogne lui succède en 1075. Son règne ne dure que trois ans. Écoutant les conseils de Hugues de Semur, abbé de Cluny, il quitte le siècle pour devenir moine à Cluny où il meurt en 1093. Son frère Eudes Ier ceint la couronne ducale et règne sur le duché entre 1078 et 1102, qu'il transmet à son fils Hugues II en 1101. Le règne d'Hugues II s'achève en 1143. La succession se fait ensuite de père en fils jusqu’à Hugues V. Ceignent successivement la couronne ducale : Eudes II, de 1143 à 1162, Hugues III, de 1162 à 1192, Eudes III, de 1192 à 1218, Hugues IV, de 1218 à 1272, Robert II, de 1272 à 1306, Hugues V, de 1306 à 1315. Après Hugues V, mort en pleine jeunesse, c’est son frère Eudes IV qui s’assoit de 1315 à 1349 sur le trône de Bourgogne. Son fils Philippe meurt accidentellement d’une chute de cheval à l’âge de vingt-trois ans. La succession de Bourgogne revient à Philippe de Rouvres, le dernier de la lignée, qui porte le titre ducal de 1349 à 1361. Philippe meurt de la peste après quelques jours de maladie le 21 novembre 1361. Avec lui s’éteint la lignée des Capétiens de Bourgogne. Trois siècles et demi de continuité dynastique favorisent le développement de la Bourgogne et lui permettent d’écrire son histoire à l’abri de toute convulsion successorale. À l’issue de cette période, les Capétiens de Bourgogne sont parvenus à faire du duché une principauté cohérente où leur autorité, assise sur la richesse foncière et monétaire qu’ils ont développée, leur donne une puissance à laquelle, après le XIIe siècle, nul de leurs vassaux n’essaie plus de s’opposer. La Bourgogne rayonne intellectuellement, artistiquement et économiquement. La protection des ducs a permis la construction de nombreux monastères. Les moines de Cluny, ceux de Cîteaux avec son charismatique abbé Bernard de Clairvaux font, par leurs actions spirituelles, politiques et ecclésiastiques, entendre leurs voix à travers toute l’Europe. Les descendants bourguignons d’Hugues Capet transmettent au XIVe siècle à Philippe le Hardi, le premier duc Valois, un duché uni, cohérent, prémices de l’État princier du duc Philippe le Bon (Philippe III de Bourgogne).
Dans la nuit du 18 janvier 1155, l'ensemble de la Bourgogne est secouée par trois violents séismes.

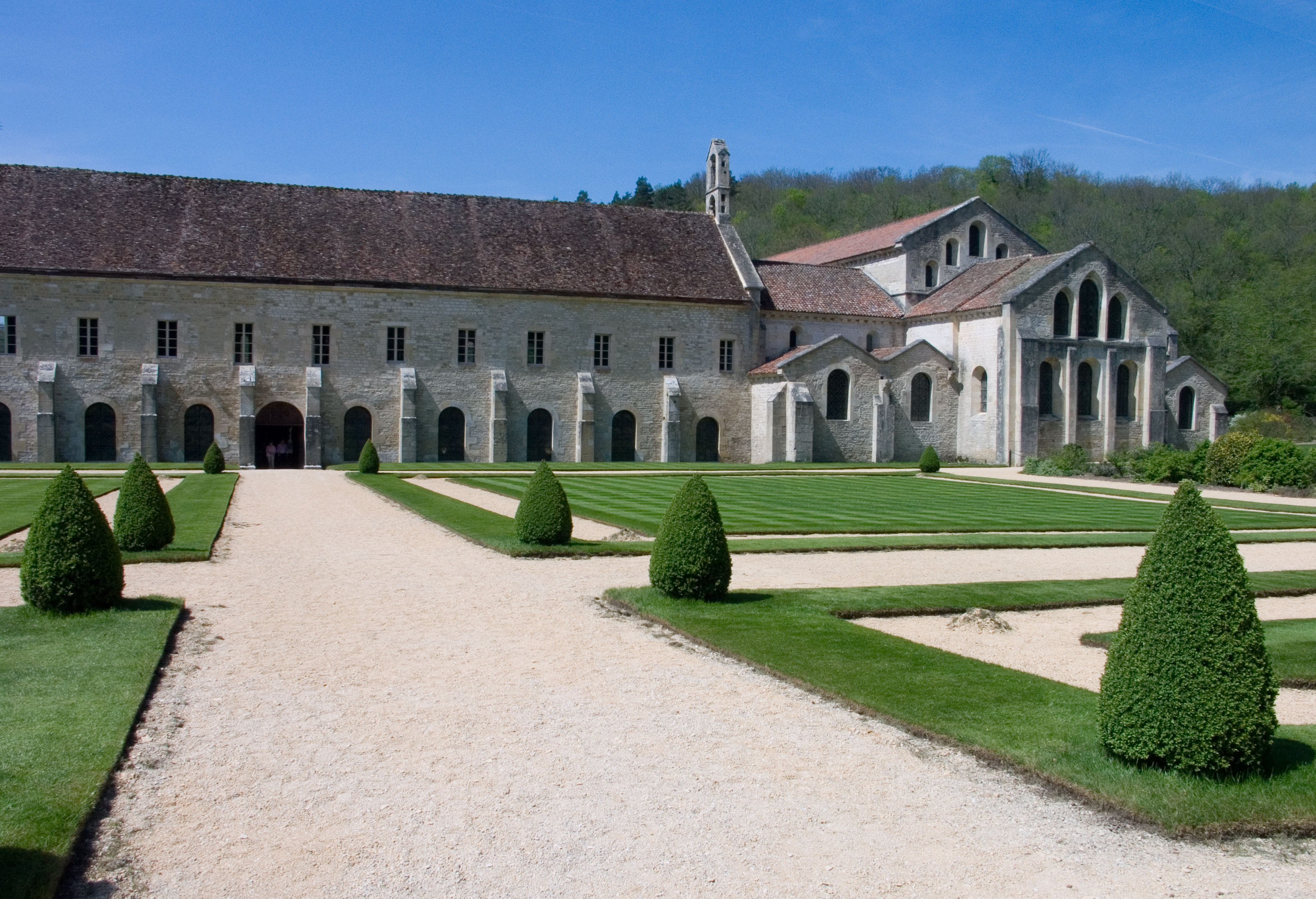
L'abbaye cistercienne de Fontenay fondée en 1118 par Bernard de Clairvaux et implantée en 1130 à son emplacement actuel est inscrite au patrimoine mondial de l'UNESCO.

La lente construction du duché capétien
Plus restreint que le précédent, le nouveau duché de Bourgogne de Robert Ier ne comporte que les comtés d’Autun, d’Avallon de Beaune et Dijon comme éléments essentiels. Hugues II et Eudes II, les deux premiers ducs capétiens, inaugurent les acquisitions. Par des annexions : le comté d’Auxois, une partie de Chalon, le comté de Grignon ; par des usurpations aussi sur des domaines ecclésiastiques : Flavigny, Châtillon-sur-Seine, Brazey-en-Plaine, ou encore Saint-Jean-de-Losne et Dijon. Ces acquisitions apportent un accroissement appréciable du domaine. Hugues III est une figure marquante de la lignée ducale du XIIe siècle dont le prestige ne cesse de grandir. Outre l’extension de la mouvance ducale qu'il réalise à Châtillon-sur-Seine, son mariage en secondes noces avec Béatrice d'Albon, détentrice des domaines considérables de la maison d'Albon, lui apporte un accroissement substantiel de sa richesse domaniale. Situé en terre d'Empire, le comté d'Albon fait du duc un prince d’Empire et sa politique le rapproche de Frédéric Barberousse. Il n'hésite pas à braver le roi Philippe II Auguste lors du conflit qui oppose le duc au sire de Vergy. Mais à la suite de la défaite que lui inflige Philippe II Auguste à la bataille de Châtillon-sur-Seine en 1186, il agira, comme le feront ses successeurs, en fidèle vassal du roi de France. Son fils Eudes III, du fait de son mariage avec Alix de Vergy, rattache finalement la redoutable seigneurie de Vergy au domaine ducal. Le duc reste un des plus sûrs auxiliaires du roi auquel il donne les preuves de sa fidélité lors de l'affaire du divorce, puis à la bataille de Bouvines où il est blessé. Eudes III qui meurt en 1218 laisse la couronne ducale à Hugues IV, son fils âgé de six ans. Sa mère, la duchesse Alix de Vergy, assure la régence. Elle se distingue par sa bonne administration. Elle acquiert en 1225, au cœur même de la Comté, l’importante seigneurie de Salins et réalise ainsi le premier pas dans l’annexion au duché de cette province qui, de plus, apporte au trésor ducal les revenus considérables des salines locales. Hugues IV poursuit une active politique d'accroissement de son influence en terres comtoises. D'un échange conclu le 15 juin 1237 avec Jean de Chalon, il se défait des terres de Salins mais reçoit, en contrepartie, tout le comté de Chalon, celui d'Auxonne et ses dépendances et surtout, selon Jean Richard, « il démantèle la ligne des places-fortes comtoises et ouvre l'ancien comté d'Amous aux entreprises ducales ». Il continue à grignoter le territoire comtois en bordure de Saône et dans la basse vallée de l'Ognon. Par le traité de 1269, Hugues IV contraint le comte palatin Othon IV à lui prêter hommage pour Dole. Robert II, gendre de saint Louis, poursuit le projet d'extension de l'influence ducale en territoire comtois, mais le projet de mariage du fils du duc avec Jeanne, la fille du comte Othon IV, échoue. La Comté passe dès lors à la Maison de France. La guerre de succession du Dauphiné, de 1283 à 1289, lui permet d'obtenir la cession des châtellenies de Cuisery, de Sagy et de Savigny-en-Revermont. Le duc Robert meurt le 24 mars 1306 et le duché revient à Hugues V, un enfant âgé de douze ans. Il est de faible constitution, la mort l'emporte sept années plus tard. Durant ces sept années, la régence est assurée en partie par la duchesse Agnès.

### La Bourgogne capétienne, terre des moines

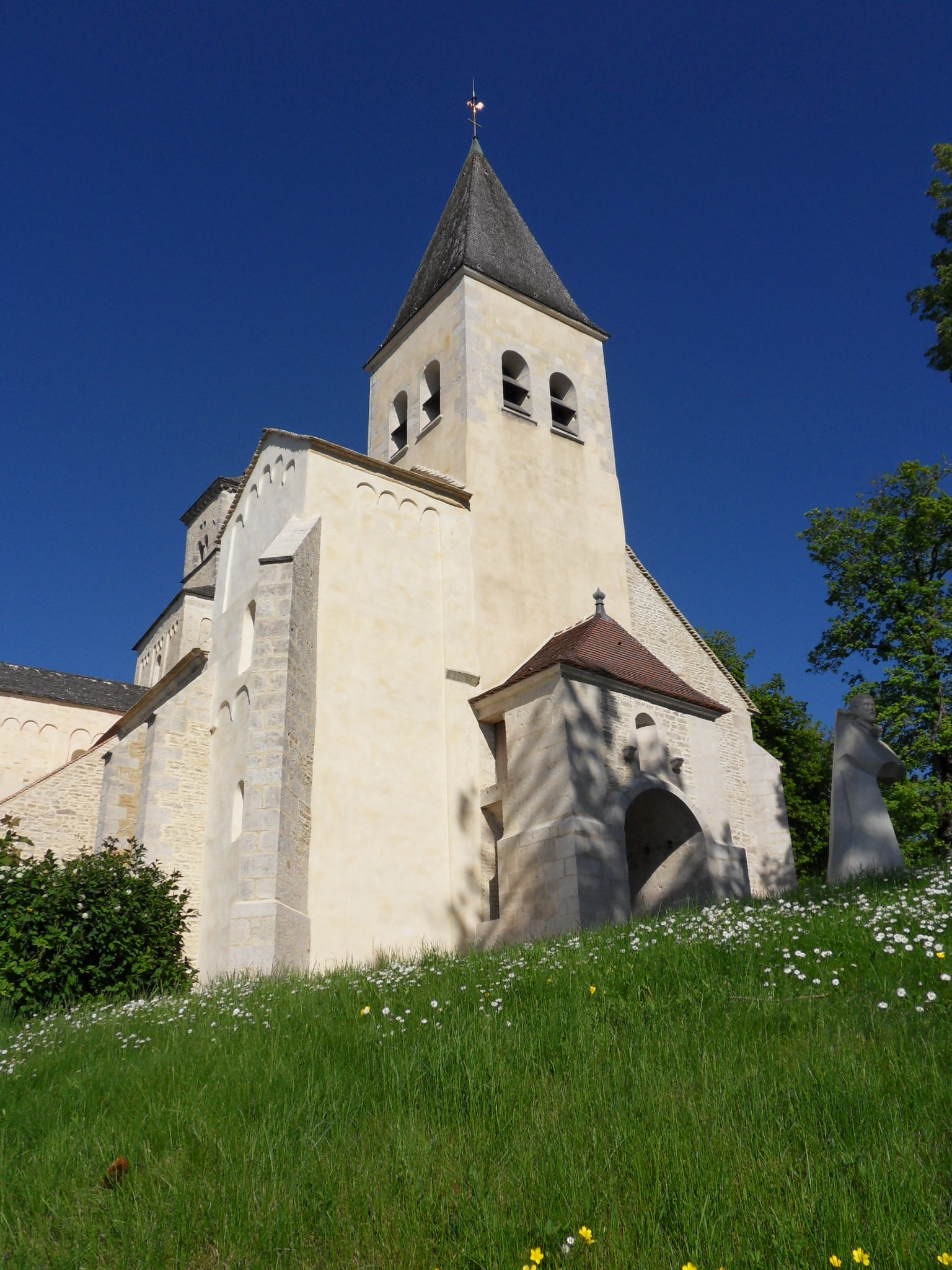
L'église Saint-Vorles de Châtillon-sur-Seine exemple avec l'église Saint-Philibert de Tournus, du premier âge roman en Bourgogne.

La Bourgogne constitue une terre d’élection du monachisme. Au IXe siècle, malgré quelques foyers actifs de vie religieuse comme l'abbaye de Saint-Germain d'Auxerre et des fondations d'abbayes dont, parmi les plus célèbres, celles de Sainte-Marie de Vercellacus (Saint-Père sous Vézelay) pour les moniales (Vézelay) et des Saints-Pierre-et-Paul de Pothières pour les moines, (858-859), dues à la générosité de Girart de Roussillon, comte de Vienne, et de son épouse Berthe, les abbayes qui ont souffert des invasions en Bourgogne connaissent le déclin. Le renouveau arrive avec la fondation en 909 de l'abbaye de Cluny, due à la donation d'une villa, simple rendez-vous de chasse, du duc d'Aquitaine Guillaume le Pieux au moine Bernon pour qu'un « monastère régulier y soit construit en l'honneur des apôtres Pierre et Paul » et placé sous la protection immédiate du Saint-Siège. Après des débuts difficiles, avec à sa tête une succession de grands abbés (Mayeul, Odilon de Mercœur, Hugues, beau-frère du duc de Bourgogne Robert Ier), l'abbaye accroît au XIe siècle son influence et atteint son apogée au XIIe siècle. À ce moment, près de 1500 monastères sont placés sous son autorité. L'influence de Cluny, à la fois spirituelle, économique, politique, artistique et intellectuelle, se répand dans toute l'Europe. Une grande impulsion de construction marque la Bourgogne et le moine Raoul Glaber d'écrire en ce début du XIe siècle que la Bourgogne se couvre du manteau blanc des églises,.
Accordant la primauté à la liturgie et à la somptuosité de l’office divin, les bénédictins de Cluny, grands bâtisseurs, mettent en chantier de nombreux édifices. La Bourgogne voit Cluny poser les bases d’un art roman où les bénédictins donnent leur pleine mesure. L’art roman bourguignon, jusqu’alors influencé par les canons architecturaux venus de l'Italie du Nord, et d'abord appliqués par Guillaume de Volpiano pour Saint-Bénigne à Dijon, fait éclore son propre style. L'église Saint-Philibert de Tournus, projet de l’abbé Wago, chef-d’œuvre de cet art roman méridional, est avec Saint-Vorles de Châtillon-sur-Seine l'exemple du premier âge roman. Le style propre de Cluny apparaît d'abord dans la construction de l'immense église abbatiale, Cluny III, la plus vaste du monde chrétien jusqu'à l'édification de la Basilique Saint-Pierre (de Rome). Construite en 1088 par l'abbé Hugues de Cluny, elle sera victime de la Révolution ; n'en restent aujourd'hui que le haut clocher, dit de « l'Eau bénite », et la tour carrée « de l'Horloge ». Cet art roman bourguignon, manifestation artistique de l'élan spirituel qui marque le siècle, irradie toute la Bourgogne à partir de Tournus et de Saint-Bénigne. La pureté de cet art des maîtres bâtisseurs sous influence clunisienne peut encore s'apprécier en Brionnais, en Mâconnais, en Charolais ; Chapaize, Paray-le-Monial, la basilique Saint-Andoche de Saulieu, Semur-en-Brionnais, La Charité-sur-Loire, Brancion en sont des exemples.
Le temporel prenant le pas sur la préoccupation spirituelle, l’ordre de Cluny entre en décadence. En réaction à sa puissance, des candidats à la vie monastique en quête de pénitence et d'austérité arrivent en Bourgogne. Robert de Molesmes puis Bernard de Clairvaux et ses moines blancs trouvent les conditions pour y implanter leur vie communautaire. L'abbaye de Cîteaux fondée en 1098 par Robert de Molesmes devient rapidement, grâce au charisme de Bernard de Clairvaux, le berceau de l’ordre de Cîteaux. Les moines blancs font de cet ordre le nouveau foyer de la régénération de la vie monastique en Bourgogne. En un siècle, il devient le plus puissant d'Europe avant de connaître à son tour, à partir du XIIIe siècle, une décadence progressive. Les cisterciens font considérablement avancer les technologies de leur temps et le patrimoine de pierre qu'ils ont légué à la Bourgogne met en valeur leur conception du monde spirituel, temporel et artistique. Pour traduire leur idéal de pauvreté, ils s'emparent des formes nouvelles de l’art gothique venues d'Île-de-France et privilégient la sobriété des lignes architecturales dont la basilique Sainte-Marie-Madeleine de Vézelay et Pontigny constituent les premiers essais. L'abbaye de Fontenay constitue un bon exemple de cette architecture dans le duché capétien de Bourgogne.

Édifices romans bourguignons datant des alentours de l'an 1000
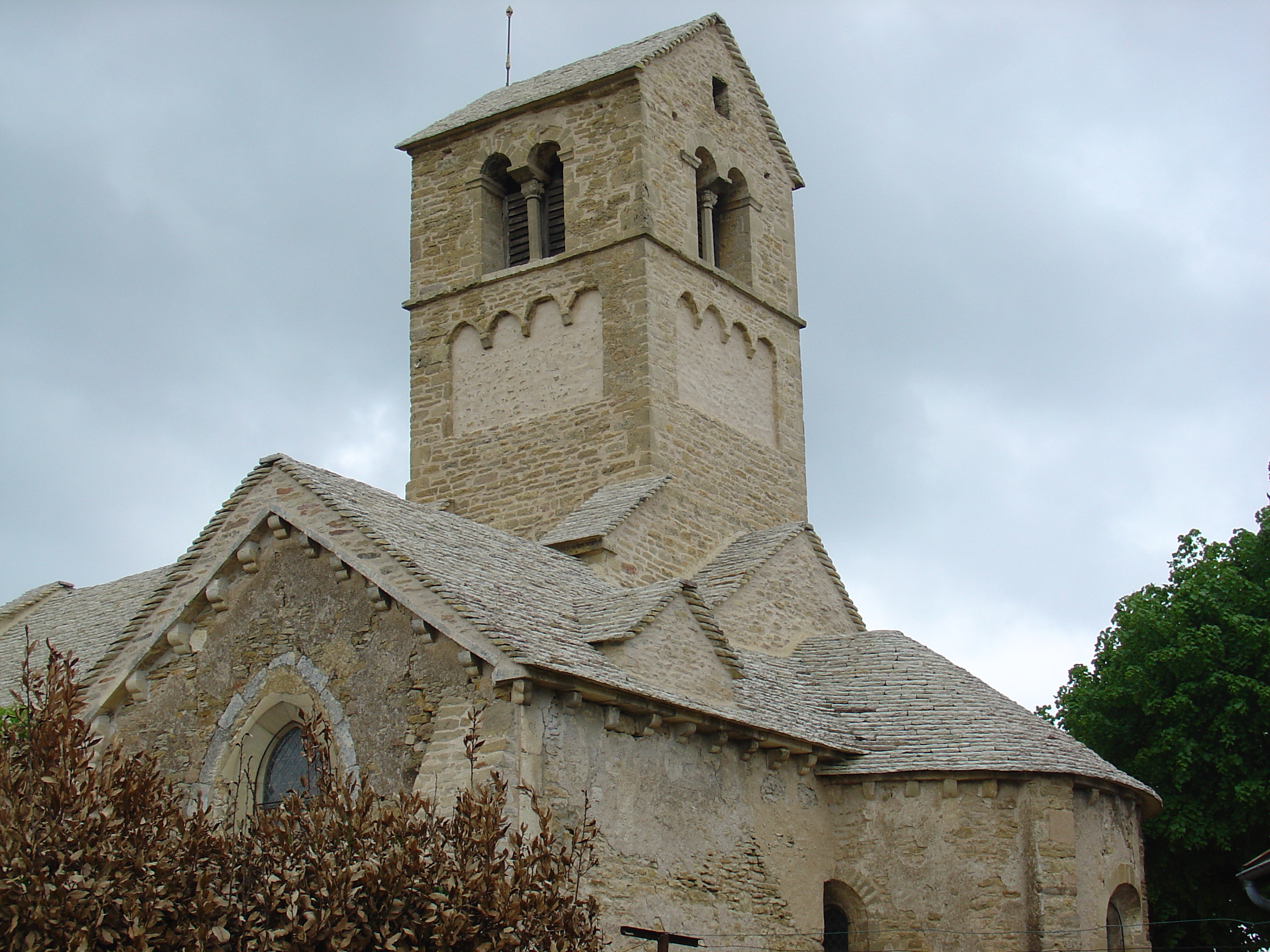
La chapelle de Domange, mentionnée dans une charte de Cluny en 953, présente des arcatures lombardes typiques du premier art roman
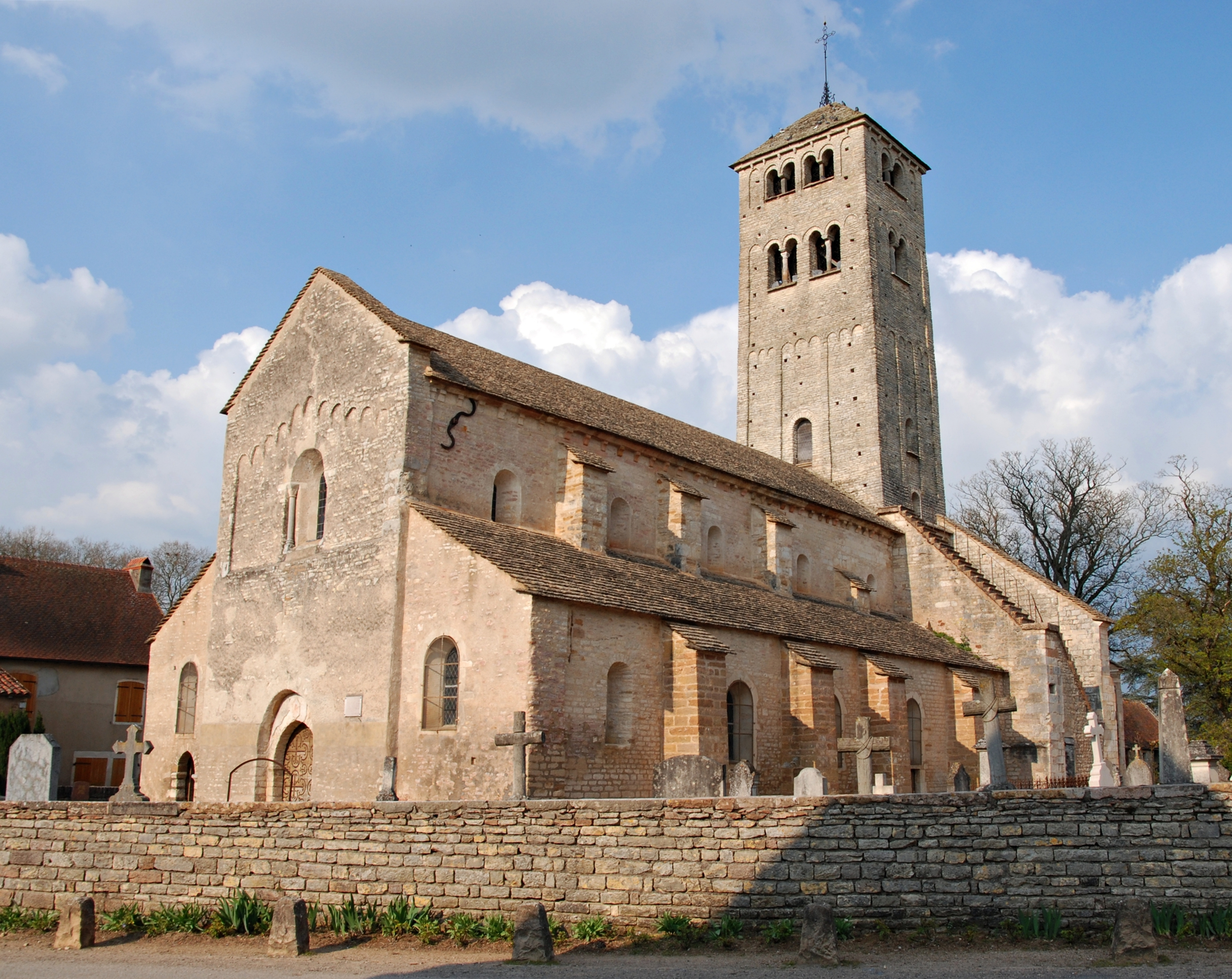
À l'instar de Cluny II, le clocher de l'église Saint-Martin de Chapaize (XIe siècle) est situé au-dessus de la croisée, ce qui deviendra la règle quasi absolue pour toutes les églises romanes de la région
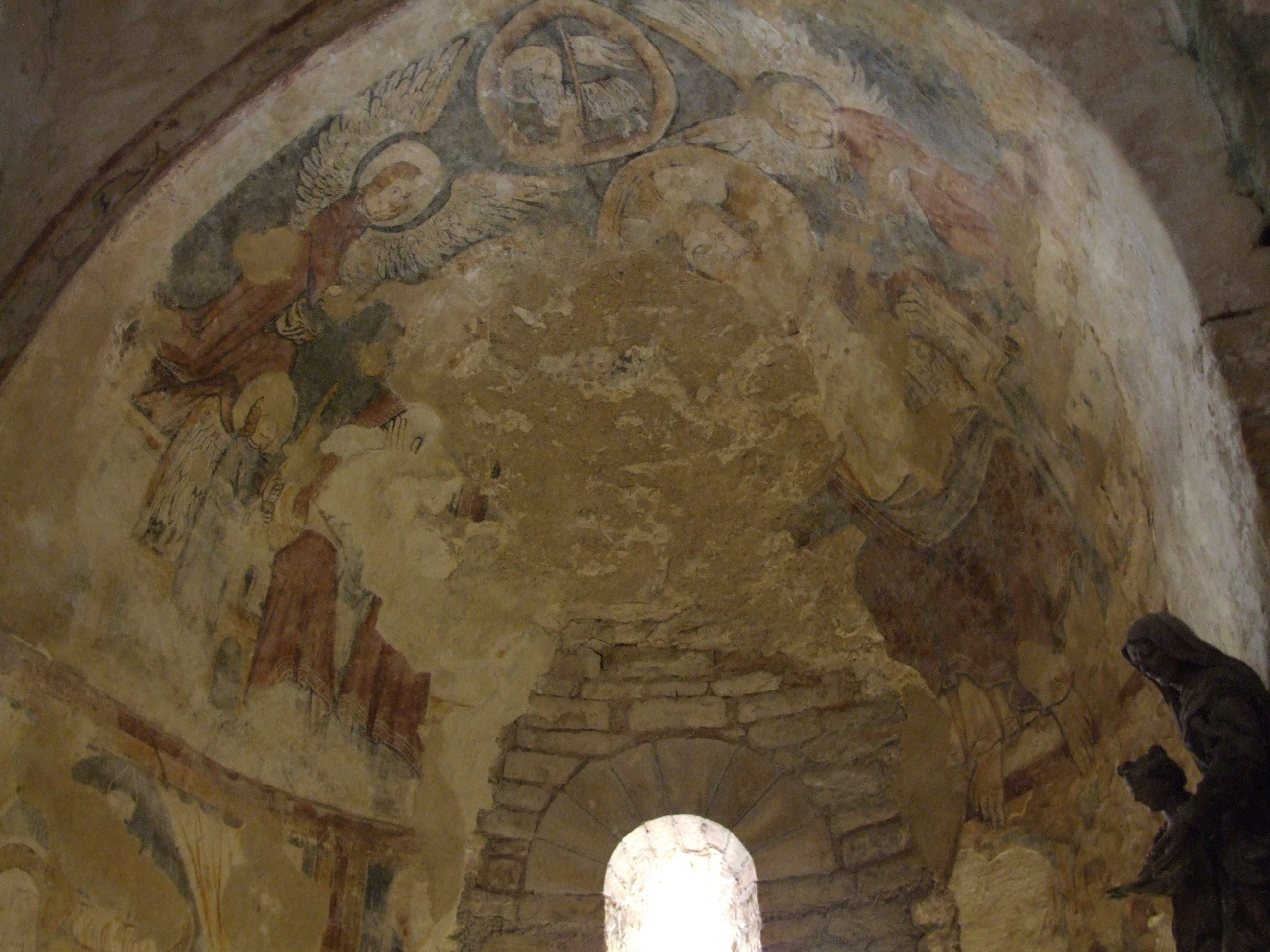
À l'origine, la plupart des églises romanes étaient recouvertes de peintures murales. Église Saint-Pierre de Brancion
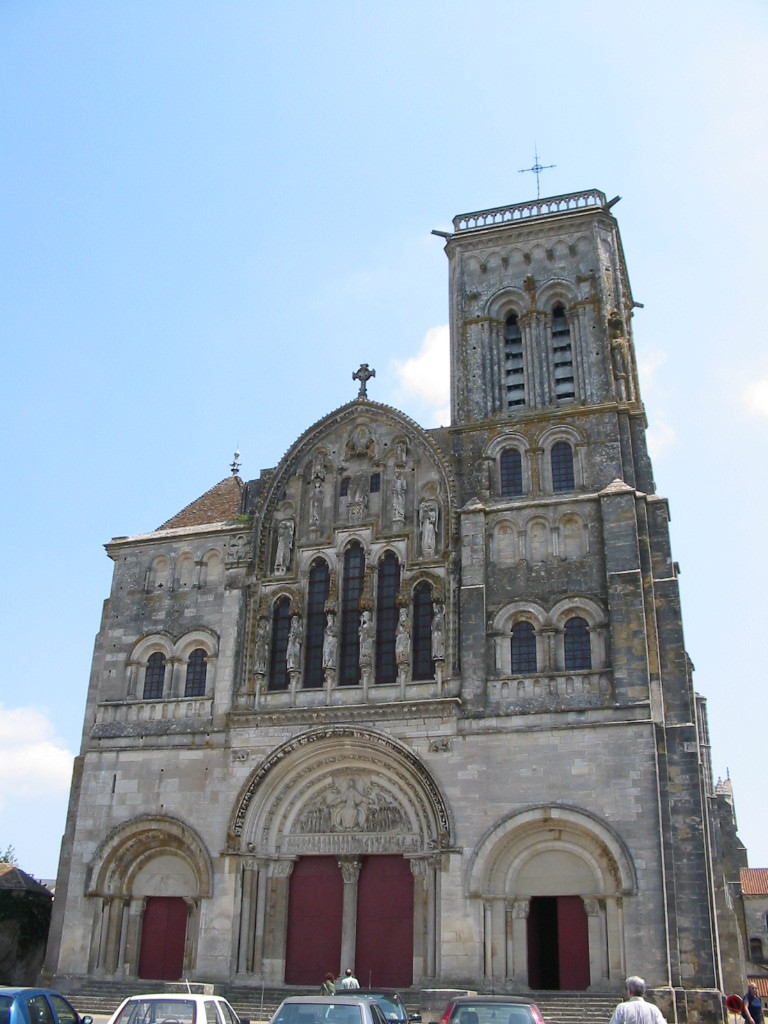
La façade de la basilique Sainte-Marie-Madeleine de Vézelay, inscrite au patrimoine mondial de l'UNESCO.
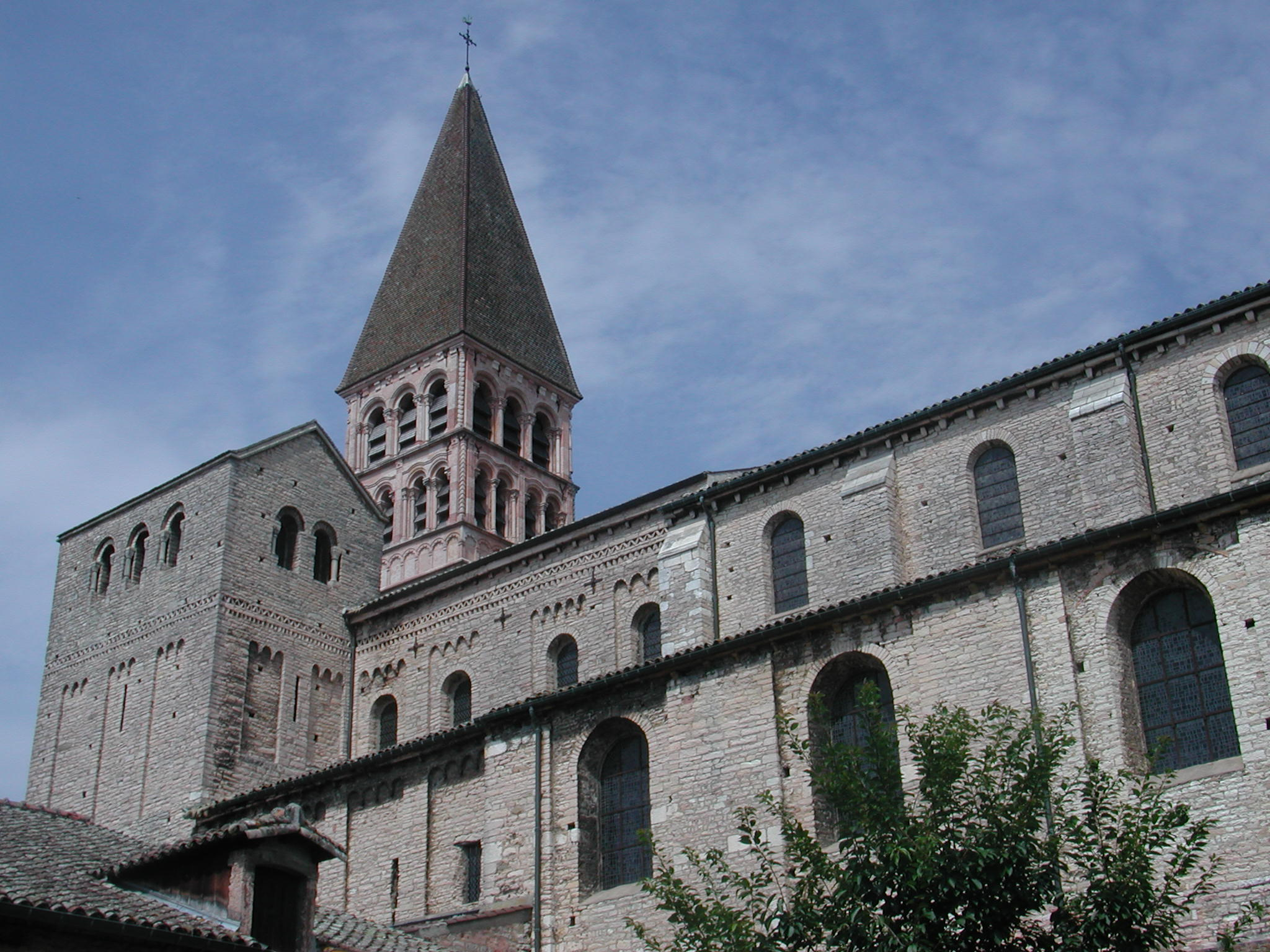
Tournus, église Saint-Philibert. Façade méridionale du vaisseau (seconde moitié du Xe siècle) et clocher occidental (vers 1020-1030) datant du premier art roman méditerranéen.

### D'EudesIVà Philippe de Rouvres

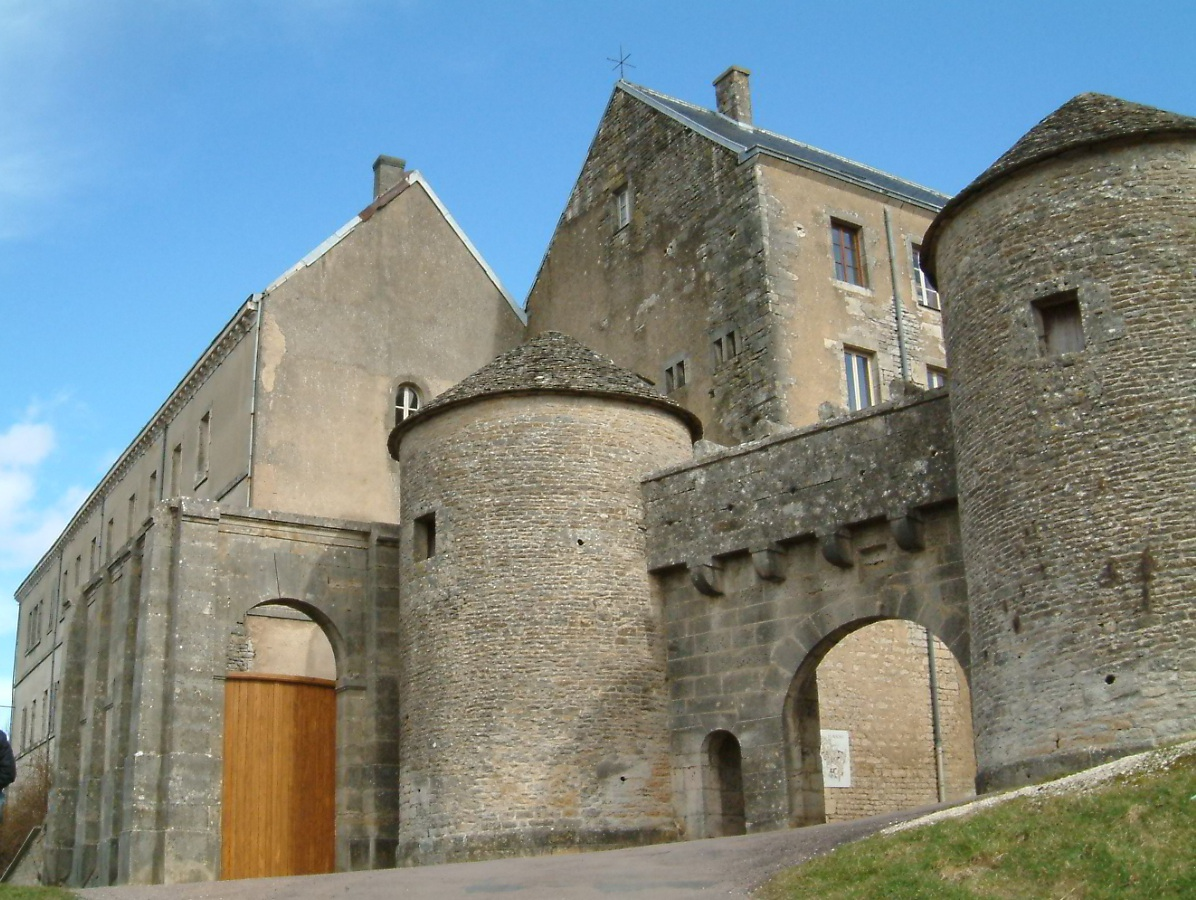
Une porte fortifiée à Flavigny-sur-Ozerain.

Frère d'Hugues V, Eudes IV prend en main le gouvernement du duché. Son mariage, le 18 juin 1318, avec Jeanne de France, la fille de Philippe V le Long et de Jeanne de Bourgogne comtesse d’Artois réunit le duché et la comté de Bourgogne après cinq siècles de séparation. Il lui donne également l'Artois. Le duc lutte contre les barons francs-comtois jaloux de leur indépendance, placés sous la bannière de Jean II de Chalon-Arlay et soutenus par l'Anglais Édouard III, dont l'intérêt est d'attiser la révolte. Eudes IV connaît le drame d'Aiguillon du 10 août 1346 où il perd son unique fils, Philippe. Le 3 avril 1349, il termine son règne de trente-quatre ans à Sens alors que la peste fait rage. Lucien Febvre écrit du duc : « […] maître à la fois de l'Artois lointain et des deux rives de la Saône, du duché docile et du comté rebelle, il fut un des précurseurs, réel et efficace, des grands ducs d'occident ». Sa mort livre le duché aux mains de son petit-fils, un enfant de trois ans, Philippe de Rouvres. Sa mère, Jeanne Ire d'Auvergne, qui a apporté au duché les comtés de Boulogne et d'Auvergne, assure la tutelle. Jean II le Bon, alors duc de Normandie et bientôt roi de France sous le nom de Jean II, veuf de sa première femme Bonne de Luxembourg, se remarie le 9 février 1350 avec la jeune veuve de Philippe de Bourgogne. Ce mariage fait de Jean le Bon un tuteur de la Bourgogne. Les luttes avec l'Angleterre ayant tari le trésor royal, il doit se résoudre à demander une aide financière au duché et réunit les États de Bourgogne. Mais cette institution, qui se veut la représentation de la conscience bourguignonne, ne craint pas de lui opposer un refus, qui sera répété, notamment en 1352 et 1356. La captivité du roi après la défaite de Poitiers fait hâter le mariage, célébré le 14 mai 1357, du jeune duc avec Marguerite de Flandre. La reine Jeanne reprend la direction des affaires puis reconnaît la majorité de Philippe, dont le règne est marqué par des catastrophes. Au cours des années 1359 et 1360, après la défaite de Brion-sur-Ource (2 juillet 1359), la Bourgogne subit les ravages des bandes anglo-navarraises et de l'armée d'Édouard III qui saccage les abbayes de Pontigny et Chablis et prend la place forte de Flavigny. Saulieu n'échappe pas au pillage et sa basilique Saint-Andoche est détruite. Philippe, contraint à capituler, signe le coûteux traité de Guillon (10 mars 1360), par lequel, moyennant l'énorme rançon de « deux cent mille deniers d'or au mouton, desdits pays et coin de France », Édouard III consent à suspendre la guerre et rendre Flavigny. Mais les grandes compagnies continuent leurs ravages partout dans le pays et une épidémie de peste se déclare. Fin octobre 1361, Philippe et Marguerite se trouvent à Rouvres-en-Plaine. Le 11 novembre 1361, le duc dicte ses dernières volontés et meurt dix jours après, le 21 mars 1361. Avec lui s'éteint le dernier duc de Bourgogne de la lignée capétienne. Marguerite de Flandre est veuve avant d'avoir été femme.

### La Bourgogne annexée

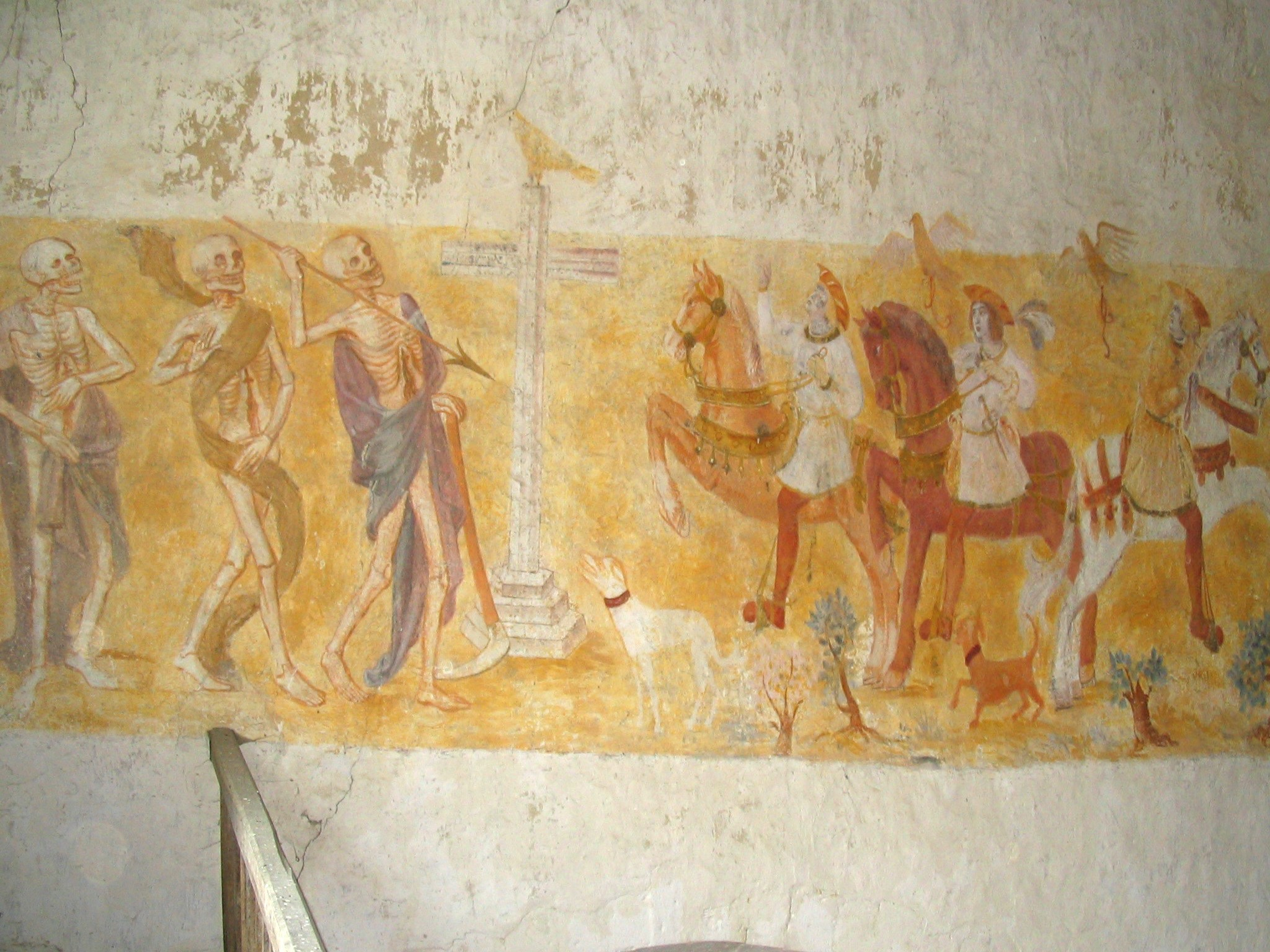
Détail de la fresque du « Dict des trois morts et des trois vifs » datant de la fin du XVe siècle, début XVIe siècle à l'église Saint-Germain de La Ferté-Loupière.

Entre Charles le Mauvais et Jean II le Bon, les deux prétendants au duché, l'un roi de Navarre et l'autre de France (le premier ayant aussi prétendu au trône du second), c'est le vaincu de Poitiers qui a la faveur des Bourguignons. Jean de Boulogne, son ami intime, président du Conseil ducal, prépare le règlement de la succession à son profit. Par lettres patentes, le roi déclare succéder à Philippe par droit d'héritage et rattache la Bourgogne à la couronne. Toute opposition découragée, Jean le Bon peut prêter serment à Saint-Bénigne le 28 décembre 1361 et les États de Bourgogne tiennent une réunion solennelle. Le roi quitte la Bourgogne et confie à Jean de Tancarville le soin de régler les affaires. Sans heurt, le roi de France vient d'annexer le duché. Mais la Bourgogne ne glisse pas dans le sein de l'unité française. Selon les fermes paroles prononcées par les États en réunion solennelle, « le duché entend rester duché et ne veut pas devenir une province qui tombe dans le domaine royal, […] ». Le roi renonce à annexer la Bourgogne à la couronne ; l'idée de rétablir un duc de Bourgogne germe dans son esprit. Par un acte tenu secret, passé avec son beau-frère, l'empereur Charles IV de Luxembourg, le roi obtient de l'empereur, pour son fils Philippe dit Le Hardi, l'investiture de la Franche-Comté, fief de mouvance germanique. L'acte impérial trahit les projets de son père. L'installation de Philippe dans le duché est chose décidée, il le recevra en apanage quelques mois plus tard,. Les Grandes compagnies ravagent toujours la région. Le 6 avril 1362, Jacques de Bourbon, auxiliaire de Tancarville, subit contre ces routiers, à la bataille de Brignais, une retentissante défaite. Les États de Bourgogne refusent à Tancarville les aides nécessaires. Le roi le destitue et donne le 27 juin 1363 la lieutenance générale du duché à son fils Philippe II de Bourgogne, lui laissant le soin d'éliminer les bandes d'aventuriers. Pressé de faire la preuve de son efficacité, le fils de Jean le Bon convoque le 3 juillet 1363 les États de Bourgogne, qui lui accordent les aides refusées à Tancarville. La voie est toute tracée pour faire de Philippe un nouveau duc de Bourgogne.

## Évolutions sociales et économiques en Bourgogne ducale
À la fin du IXe siècle, en s'affaiblissant, le pouvoir du comte carolingien dans son pagus passe aux mains des maîtres des châteaux. Construits pour donner refuge aux populations des campagnes, d'abord en bois au Xe siècle (les « châteaux à mottes » comme celui de Toucy, le plus ancien), puis en pierre (comme à Semur-en-Brionnais ou Bourbon-Lancy), ils se multiplient au XIe siècle et au début du XIIe siècle. Les deux siècles suivants verront s'y ajouter les maisons fortes. La classe nouvelle des châtelains (où se distinguent quelques familles comme celle des Vergy) donne naissance à la féodalité. Entre féodaux, le lien de vassalité, encore exclusif au Xe siècle, puis affaibli par la fréquence des situations d'hommage multiple, évolue à partir de la fin du XIe siècle vers la généralisation de l'hommage lige, préférentiel,. Devenus garants de la sécurité dans le ressort de leurs châteaux, ces hommes établissent une nouvelle forme de paix publique qui efface les cours de justice carolingiennes. Les litiges qui naissent entre eux se règlent par la guerre privée, fléau contre lequel duc et comte de Bourgogne développent les « plaids de Dieu » (c'est Hugues Ier qui les établit dans le duché).
La propriété foncière se répartit entre la terre du fisc (de faible importance : 2 à 3 % du sol en Dijonnais), les domaines ecclésiastiques (ceux du chapitre de la cathédrale d’Autun dans le val de Saône donnent une idée de leur importance) et la propriété privée, elle-même divisée entre terre seigneuriale et terre paysanne. Dans la classe des hommes libres, certains, propriétaires héréditaires d'« alleux » ou terres libres, deviennent, lorsqu'ils sont capables de fournir l'aide militaire à cheval, des vassaux, milites castri, « chevaliers du château ». Ils reçoivent du seigneur un fief en contrepartie de leur fidélité. D'autres, petits propriétaires, désignés « paysans francs », cherchant une protection auprès d'un seigneur laïc ou ecclésiastique, lui remettent leur alleu qui devient une tenure et entrent dans sa dépendance. La dernière classe, celle des serfs (l’esclavage a pratiquement disparu), est la plus importante. Entièrement dépendants du maître qui leur a remis la terre qu'ils cultivent, ils disposent d'une maison familiale et d'un petit enclos, le « meix », auxquels s'ajoute l'héritage ou le lopin qu'ils ont acquis et qui est leur alleu. Ils sont astreints à payer le chevage, une redevance annuelle par tête qui traduit leur statut servile.
Au XIe siècle, la frontière entre liberté et servitude s'estompe, le paiement du chevage n'est plus le fait que d'une minorité. À partir du XIIe siècle il est remplacé presque partout par la mainmorte et dès lors, les mainmortables commencent à négocier la réduction de leurs charges (ainsi font, vers 1100, les habitants de Bourberain avec l’abbé Étienne de Bèze). Les franchises se multiplient à la fin du XIIe siècle et la mainmorte finit par être abolie (elle se maintient toutefois en Châtillonnais, en Nivernais et dans l'est de l'Auxois),.
Des droits nouveaux sont donnés aux affranchis. Dans les villes, artisans, vignerons, laboureurs, avec les changeurs et les bourgeois, nouvelle classe sociale, constituent la masse d'une population en croissance. L'essor urbain accélère un mouvement d'affranchissement qui prend parfois une forme insurrectionnelle (comme à Vézelay où, au milieu du XIIe siècle, un mouvement communal naît d'un conflit entre l'abbé et le comte de Nevers). Les ducs de Bourgogne se résolvent progressivement à accepter la création de communes : Dijon obtient sa charte en 1183-1187, puis Beaune en 1203, Montbard en 1231, Vitteaux en 1251 et Semur-en-Auxois en 1276. Les comtes de Nevers font de même pour Auxerre et Tonnerre. Les villes de commune s'auto-administrent, elles élisent leur maire qui rend la justice au nom du seigneur, ; elles versent une redevance annuelle au duc pour les nouveaux droits obtenus. D'autres n'obtiennent qu'une charte de franchise leur accordant des privilèges plus ou moins étendus.
Vers l'an mil, l'essentiel du commerce se cantonne dans les marchés locaux où les tenanciers vendent les produits de l'exploitation de la terre : blé, vin, bêtes et poissons. Le commerce au long cours concerne principalement le fer, le sel et les produits de luxe destinés aux possédants ou aux églises. Le XIe siècle voit le réseau des voies routières et fluviales, dont l'artère principale est la Saône, se peupler de marchands et de transporteurs qu'elles emmènent vers Paris, les foires de Champagne, le Midi ou l'Italie. Les marchés hebdomadaires prennent de l'importance, les foires bourguignonnes les complètent et animent les villes. Les plus importantes ont lieu à Autun, qui en tient douze par an, et à Chalon, haut lieu du négoce des draps du Nord où s'écoule également la production châtillonnaise. Elles prennent leur importance maximale à la fin du XIIIe siècle et dans la première moitié du XIVe siècle : leur renommée atteint alors l'Italie, le Languedoc, le Hainaut et le Brabant.
Parmi les productions céréalières, l'épeautre encore cultivé dans le Châtillonnais est destiné au marché local mais le blé, le seigle ou l'avoine pour les chevaux, cultivée dans le Morvan, alimentent aussi le commerce éloigné ; des blatiers lombards s'approvisionnent à Dijon. Le vin tient une place essentielle : sous l'influence des moines de Cîteaux et du duc les vignes se développent, surtout dans le Beaunois dont la production est déjà réputée au XIIe siècle et se vend en Avignon et à Paris. L'élevage est tout aussi important : l'Autunois et le Charolais fournissent les bovins, le val de Saône engraisse les porcs avec la glandée des forêts de chênes, l'Auxois et la Montagne font l'élevage des moutons dont la laine, très appréciée, prend le chemin des tissages italiens ou fournit la matière première de l'industrie drapière locale, implantée principalement à Châtillon-sur-Seine. Le sous-sol fournit l'argile et le fer. La tuilerie de Montot atteint un niveau industriel. La sidérurgie bénéficie de l'apport des cisterciens, pionniers dans l'utilisation de la force hydraulique (l'abbaye de Fontenay dispose d'une puissance chute d'eau). Les forges se rencontrent principalement dans le Dijonnais et le Châtillonnais où se trouvent à la fois l'eau, le bois et le minerai nécessaires.
Dès le début du XIVe siècle, les épidémies, les épisodes de peste (1315, 1348, 1360-1361) et les conflits qui se succèdent jusqu'en 1475, accompagnés des exactions des grandes compagnies et des Écorcheurs, provoquent une dépopulation. Des régions devenues pratiquement désertes amènent une période de déclin de l'économie bourguignonne.

## L'ère des Valois-Bourgogne

### Philippe le Hardi

Possessions de Philippe le Hardi

Par lettres patentes du 2 juin 1364, le roi Charles V confirme la décision de son père d'instituer son plus jeune frère Philippe duc de Bourgogne. Le jeune homme qui reçoit le titre de duc se révèle doté d'une habileté politique hors du commun ; il est à la fois intelligent, perspicace et d'une personnalité charismatique. C'est encore un amateur d'art, un fin lettré et un mécène avisé. Il est aussi l'homme fort du conseil du roi Charles VI. Il exerce de fait la régence de 1380 à 1388 et tout en restaurant l'ordre dans les villes révoltées il élargit sa principauté et tisse un réseau d'alliances dans le Saint-Empire. Maître du duché, Philippe épouse le 19 juin 1369 Marguerite de Flandre, riche héritière du comté de Flandre et de bien d'autres seigneuries qui rentrent en sa possession à la mort, intervenue le 30 janvier 1384, de son beau-père, Louis de Male. Cet héritage fait du duc le plus puissant des « sires de fleurs de lis ». Les comtés de Flandre, d'Artois, de Bourgogne, de Rethel, de Nevers, la baronnie de Donzy, les seigneuries de Malines et de Salins, les terres de l'Isle en Champagne, de Villemaur et de Jully s'unissent aux possesions ducales. S'y ajoute, en 1390, le comté de Charolais. Son héritage flamand conduit le duc à mater la ligue gantoise des « Chaperons blancs » à la bataille de Roosebeke. Le Jacquemart, la célèbre horloge de Courtrai qu'il ramène comme trophée, s'offre encore de nos jours au regard au clocher de l’église Notre-Dame de Dijon. Le mariage de son fils Jean sans Peur, héritier du duché, avec Marguerite de Bavière, et de Marguerite de Bourgogne, sœur de Jean sans Peur, avec Guillaume IV de Hainaut « rend inexpugnable sa situation dans les Pays-Bas ». En 1390, il reçoit de la duchesse Jeanne de Brabant le Limbourg qu'il donne en succession à son second fils Antoine. Un édifice bourguignon aux proportions imposantes est dès lors en construction. La paix avec l'Angleterre sert ses intérêts flamands : il est un des artisans des négociations qui entourent le mariage d’Isabelle avec le roi d’Angleterre Richard II. La suspension d'armes signée le 11 mars 1396 apporte une période de prospérité pour ses domaines flamands. En 1404, en séjour à Bruxelles, le duc tombe malade et meurt le 27 avril en son château voisin de Hal dans sa soixante-troisième année. Il est inhumé à Dijon à la chartreuse de Champmol, la nécropole des Valois, le 15 juin 1404, dans un somptueux tombeau, qui, à la date de sa mort, n'est pas encore achevé.
Dijon, foyer d’art
Même si le duc ne réside que très peu à Dijon, la ville s’impose comme capitale des États bourguignons[réf. nécessaire]. Philippe fonde au lieu-dit « la motte de Champmol » un couvent de chartreux qu’il choisit comme lieu de sépulture et qui devient la nécropole des ducs Valois. La chartreuse de Champmol fait la gloire du premier des Valois. Sa construction y associe les noms de grands artistes et imagiers du duc. Jean de Marville et son successeur Claus Sluter, sculpteur de génie, sont les premiers créateurs de « l'art bourguignon ». Sa réalisation majeure, le grand calvaire de la chartreuse appelé par la suite « puits de Moïse », et d'autres œuvres comme le portail de la chapelle de la chartreuse et le tombeau de Philippe le Hardi, placent Sluter, selon certains historiens de l'art, au niveau de Michel-Ange. Dijon devient une pépinière artistique où se concentrent des talents venus principalement de Flandre. Le mécénat de Philippe le Hardi fait également une large part à la peinture qui connaît une période florissante. La capitale des ducs abrite de nombreux chefs-d'œuvre et d'extraordinaires tableaux et retables exécutés par certains des plus grands peintres de l'époque : Jean de Beaumetz, Melchior Brœderlam, Jean Malouel, portraitiste de Jean sans Peur, Jan Van Eyck, peintre de Philippe le Bon, son frère Hubert van Eyck (les deux Van Eyck sont auteurs du retable de l'Agneau, conservé en la cathédrale de Saint-Bavon de Gand), Henri Bellechose.

### Jean sans Peur

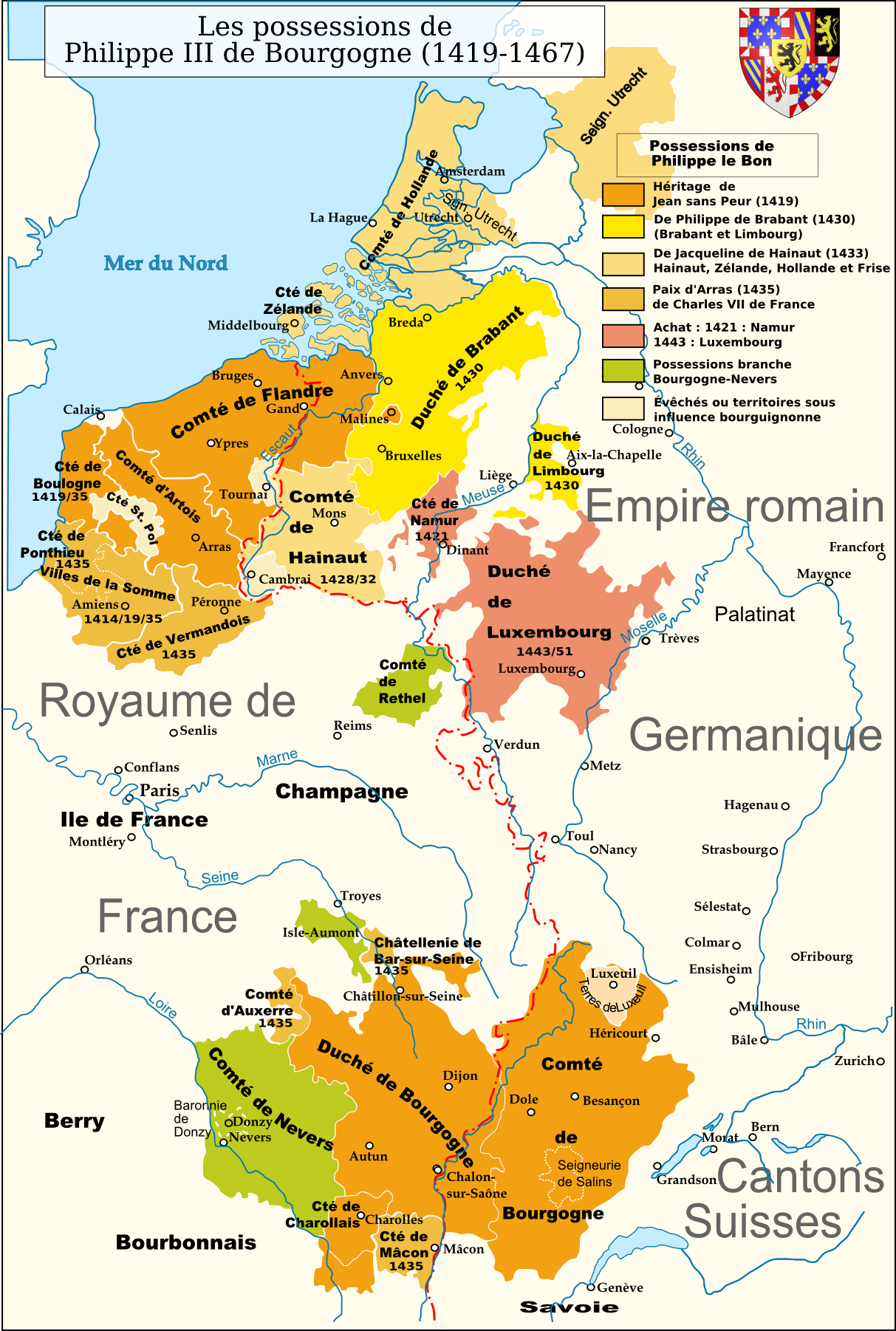
Les États bourguignons sous Philippe le Bon.
(Cliquez pour agrandir la carte)

Jean sans Peur, comte de Nevers, a trente-trois ans lorsqu'il recueille l'héritage paternel, dans un climat de rivalités avec son cousin Louis d’Orléans. Jean est né le 28 mai 1371 à Dijon. Aller de l’avant est sa maxime. Sa devise flamande : « Ik Houdt » (c'est-à-dire « je ne cède pas » ou je reste ferme) témoigne de sa persévérance. Il porte de fait le surnom de « sans Peur ». Le 17 juin 1404, au lendemain des obsèques de son père à Champmol, le duc fait « sa joyeuse entrée » à Dijon et y confirme, selon l'usage, tous les privilèges. La mort de sa mère, Marguerite, le 21 mars 1405, quelques mois plus tard, le met en possession de son opulent patrimoine. Son ambition sans limite pour le pouvoir l'amène à engager une lutte sans merci contre Louis Ier d'Orléans. Celui-ci, du vivant de Philippe le Hardi, s'est déjà attelé à contrer la puissance bourguignonne. En 1402, il a acquis le duché de Luxembourg en gagère pour empêcher la réalisation d'une continuité territoriale entre les États bourguignons. Il fait mine de vouloir rompre la trêve franco-anglaise, alors que l'industrie textile des Pays-Bas bourguignons repose sur les importations de laine d'outre-Manche. L’intention d’en découdre s’affiche jusque dans les emblèmes que se choisissent les deux hommes. Alors que le duc d’Orléans adopte le bâton noueux, Jean sans Peur réplique avec le rabot qui doit planer le gourdin. Chacun aspire à éliminer son rival.
Le rêve de domination du duc de Bourgogne le pousse jusqu'au crime. En plein Paris, dans le quartier Barbette, le 23 novembre 1407, le duc d'Orléans meurt assassiné. Le meurtre, ordonné par Jean sans Peur, déclenche la guerre civile dite Guerre entre Armagnacs et Bourguignons qui divise la France en deux camps, où Jean sans Peur se présente comme le défenseur de la paix et cherche à s'attirer la sympathie des gens du peuple. Pour dominer Paris, il se fait l'homme des Cabochiens, mais se laisse déborder. En 1415, Henri V d'Angleterre intervient dans le conflit. Jean sans Peur traite secrètement avec les Anglais qui remportent le 25 octobre 1415 la victoire d'Azincourt, à laquelle il ne participe pas, mais où il perd ses deux plus jeunes frères, Philippe de Nevers et Antoine de Brabant, morts au combat. C'est encore en secret qu'il reconnaît, par un acte de mai 1417, Henri V d'Angleterre et ses descendants comme héritiers au trône de France. La France est alors plongée dans une crise des plus graves et les armées anglaises se font plus menaçantes. En juillet 1419, Jean sans Peur ouvre des pourparlers avec le dauphin. Ils fixent leur prochaine entrevue à Montereau-Fault-Yonne. Le duc s'y rend le 10 septembre 1419. C'est sur le pont que Jean sans Peur trouve la mort, assassiné d'un coup de hache, en présence du dauphin et victime probable de la vengeance des conseillers de ce dernier.

### Philippe le Bon
Philippe III de Bourgogne, comte de Charolais, fils unique de Jean sans Peur, que ses sujets surnomment « le Bon », prend le titre de duc de Bourgogne à l'âge de vingt-trois ans. Grand mécène comme son grand-père, il aime le luxe et la culture. Sa cour devient une des plus brillantes d’Europe. Il songe d’abord à venger la mort de son père et se rapproche des Anglais. Il leur ménage en 1420 le traité de Troyes, décrit par les historiographes comme véritable « trahison de Troyes » ; le roi Charles VI y déshérite son fils Charles et, rompant les lois fondamentales de la monarchie, apporte le droit d’hérédité à la couronne de France à Henri d’Angleterre. Mais le déshérité, qu’on appelle « le dauphin de Viennois », fait front. Une lutte confuse s’engage entre ses partisans et les Anglo-Bourguignons. Philippe le Bon tient campagne et s’empare de Crépy-en-Laonnais, Sens, Montereau, Melun, villes tenues par les partisans du dauphin. Le 10 février 1422, Philippe fait son entrée solennelle à Dijon et jure les privilèges ; mais les Dijonnais rechignent à promettre fidélité au roi d’Angleterre.Le vicomte Jean Bonnot , président de la chambre des comptes depuis 1409, lui présente l'inventaire des joyaux, tapisseries, livres et vaisselles.La succession de Charles VI donne à la France deux rois. Charles VII le dauphin s’est proclamé roi, il est le « roi de Bourges » ; le roi-enfant Henri VI d'Angleterre, « roi de Paris », reconnu officiellement par le duc de Bourgogne, n'est qu'un bébé pour le compte duquel Jean de Lancastre, duc de Bedford, assure la régence. La division de la France est complète. Durant les années 1422-1423, la Bourgogne subit les attaques des armées de Charles. Mais l’axe de la politique ducale s’infléchit vers le nord. La politique nette et fructueuse que le duc mène aux Pays-Bas le met en possession du comté de Namur, du duché de Brabant, du Hainaut, de la Hollande, de la Zélande et de la Frise. Il est aussi tout puissant dans l’évêché d’Utrecht et dispose des évêchés de Cambrai et de Tournai. En moins de quinze ans, Philippe le Bon jette les bases d'un nouvel État qui comprend les plus grandes villes et les plus riches territoires d'Occident. La poursuite de sa politique aux Pays-Bas ne l’empêche pas d’apporter une aide à Bedford, qui, même mesurée, contribue à donner à ce dernier la supériorité militaire sur Charles VII. Les troupes de ce dernier reculent partout. En octobre 1428, les Anglais sont devant Orléans et l'assiègent jusqu'à l’intervention de Jeanne d'Arc qui, libérant la ville, fait naître un sentiment de patriotisme. En 1429, Jeanne d'arc et le dauphin Charles VII mènent un raid vers Reims , sur les terres du duché de Bourgogne, pour sacrer ce dernier roi de France ; nombre de villes de Champagne et de Picardie reviennent à la France sans résistance. Cependant en mai 1430, Jeanne d'arc tombe à Compiègne aux mains du Bourguignon Jean de Luxembourg. Le Duc de Bourgogne Philippe le Bon rencontre la pucelle, puis jean de Luxembourg la vend à l'anglais Bedford pour 10 000 livres tournois

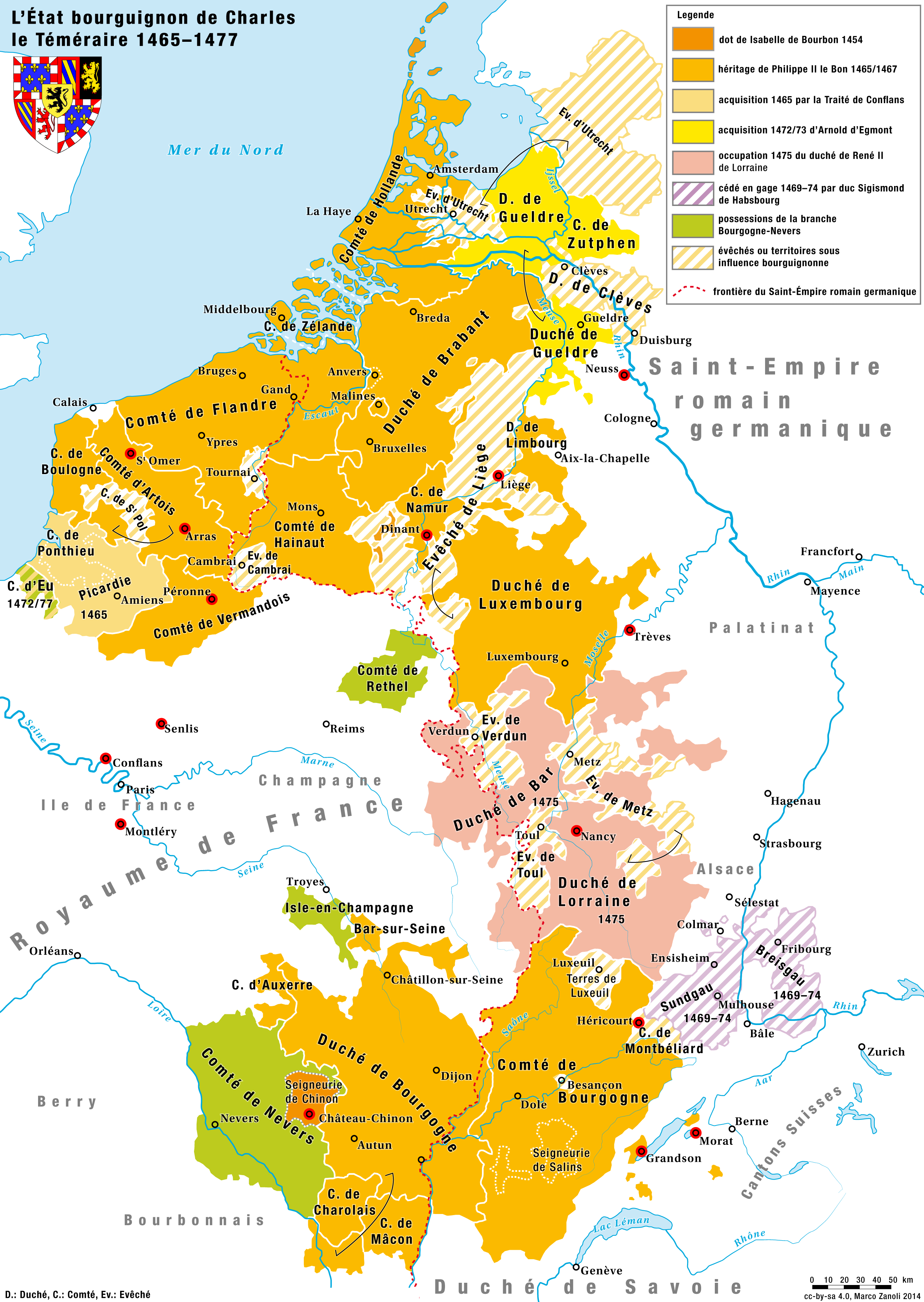
L'État bourguignon à leur apogée, sous le règne de Charles le Téméraire.

La Bourgogne se trouve coupée de Paris. L'atteinte portée à ses intérêts économiques et une montée du parti pro-français poussent le duc de Bourgogne à un renversement d'alliances. Les négociations engagées avec les Français vont trouver leur dénouement dans la signature du traité d’Arras aux clauses humiliantes pour le roi de France. En dédommagement de l’assassinat de son père, Philippe le Bon reçoit de Charles VII le Mâconnais, l’Auxerrois, Bar-le-Duc, Luxeuil, les villes de la Somme, d’une grande importance stratégique, et la perception des impôts dans les « élections royales » d’Autun et de Chalon, prélude à une annexion. En plus de tous ces territoires, Charles VII le dispense, pour le reste de sa vie, d’hommage envers le roi, ce qui fait de Philippe un véritable souverain, le « grand-duc d’Occident »[réf. nécessaire]. Cependant la paix d’Arras conduit à la rupture entre le duc de Bourgogne et les Anglais. Autre conséquence de l’accord, la Bourgogne subit les exactions des « Écorcheurs », qui refont leur apparition. En 1443, le duc ajoute le Luxembourg à ses possessions ; il se trouve alors à la tête d’un immense ensemble territorial qui tend à la résurrection de la Lotharingie et fait ombrage au roi de France. Aussi, ses rapports avec Charles VII sont-ils froids et l’accueil qu’il réserve au fils de celui-ci, le dauphin de France, futur Louis XI, en querelle fréquente avec son père, accentue la tension entre les deux princes. Le dauphin réside d'abord au château de Bruxelles où il se lie avec le fils du duc, le futur Charles le Téméraire dont il deviendra, après son accession au trône, l'ennemi juré. Le dauphin réside ensuite au château de Hal où il a un fils qui meurt à peine né et est inhumé dans l'église de cette ville. Mais Charles VII meurt en 1461 et le dauphin rentre à Paris où il ceint la couronne de France. Quelques années plus tard, en 14 juin 1467, Philippe le Bon meurt à Bruges, laissant à son fils Charles l'imposant héritage des possessions bourguignonnes, cause de l'hostilité entre la branche des Valois de France et les Valois de Bourgogne, branche cadette de la précédente.

### Charles le Téméraire
Charles de Charolais, troisième fils de Philippe le Bon et dernier des ducs Valois de Bourgogne, succède à son père en juin 1467. Brouillé avec son père, il était réfugié sur ses terres de Hollande. Son instruction est soignée et, comme son père, il est colérique et, plus encore, impulsif. Après avoir maté les révoltes de Liège et de Gand, il manifeste son goût du faste en conviant à Bruxelles de nombreux ambassadeurs pour assister au pardon des Gantois mis en scène dans une ville en fête où des défilés et des spectacles sont organisés autour de sa personne. Il se tourne alors contre la France, voulant enlever définitivement les terres de Bourgogne à l'apanage du roi de France. Une série de trêves fragiles interrompt les hostilités sans qu'aucune conclusion n'en résulte. Le grand duc touche alors à l’apogée de sa puissance et domine une vaste Lotharingie soumise. Par le traité de Saint-Omer du (9 mai 1469) il reçoit en gage du duc Sigismond d'Autriche le landgraviat de Haute-Alsace (ancien comté de Sundgau), le comté de Ferrette (en allemand : Pfirt) et, fin 1472, il arrache la cession de Gueldre et de Zutphen à l’héritage d’Arnold d’Egmond. Cependant, à Trèves (septembre-novembre 1473), après des discussions avec Frédéric III qui tournent court, la couronne royale lui échappe. Dans un discours-programme proclamé à Dijon le 24 janvier 1474, il fixe les grandes lignes de son ambition qu'il continue à axer sur l'unification d'un vaste territoire tout en acquérant la dignité royale.
Mais, peu de temps après, tout commence à se fragiliser. Avec le traité de Londres du 25 juillet 1474, il précise son alliance avec Édouard IV en vue du partage du royaume de France. Attendant l'arrivée d'Édouard sur le continent, il entreprend un siège de dix mois devant Neuss pour plaire à son allié, l’archevêque de Cologne ; ce siège se solde par un échec. Pendant ce temps, la révolte gronde en Alsace qui élimine son gouverneur, Pierre de Hagenbach. Louis XI mène contre le Téméraire une guerre en entretenant des foyers d'opposition, en octroyant des subsides à tous les adversaires de sa puissance. Il pousse ainsi les Suisses à soutenir les Alsaciens et lance en 1475 une nouvelle offensive contre la Bourgogne. Édouard IV débarque sur le continent à Calais mais, réalisant qu'il ne recevra pas l'aide promise par le duc, traite avec Louis XI. Les deux souverains signent le traité de Picquigny le 29 août 1475, qui met fin à la guerre de Cent Ans et brise l’alliance anglo-bourguignonne. Désireux d’avoir les mains libres pour agir en Lorraine, le duc de Bourgogne signe avec le roi de France la trêve de Soleuvre le 13 septembre 1475.
Charles annexe le pays lorrain et souhaite punir les Suisses, coupables d’une agression contre ses troupes. Ses actions sont guidées par la panique et la fébrilité tandis que, dans l’ombre, Louis XI prodigue aux Suisses conseils et argent. Les défaites successives contre les cantons Suisses, à Grandson et à Morat, puis contre René de Lorraine à Nancy, où il trouve la mort le 5 janvier 1477, mettent fin au rêve bourguignon.

Les quatre ducs Valois
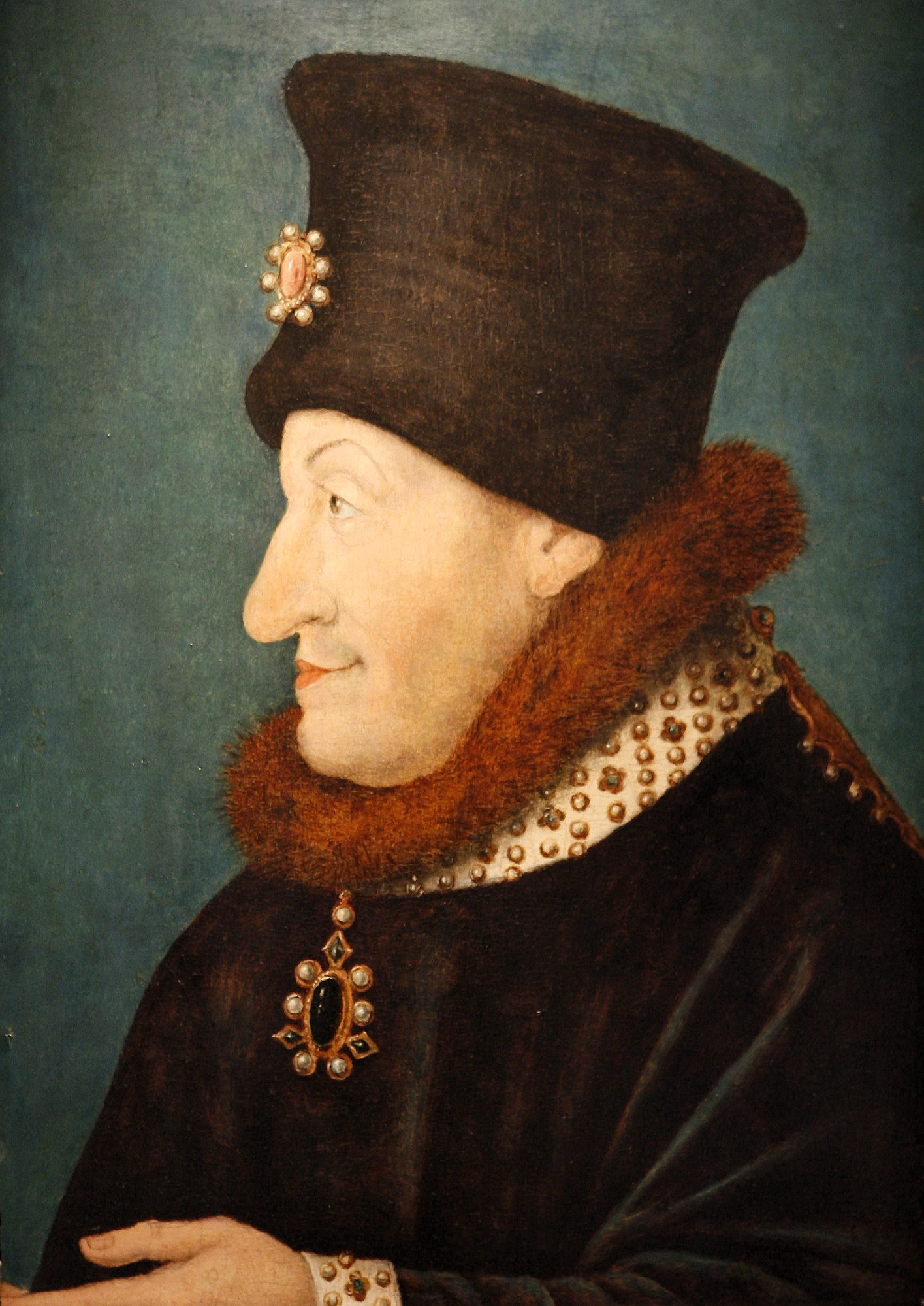
Philippe le Hardi Portrait du duc dernier quart du XVIe siècle (Musée des beaux-arts de Dijon)
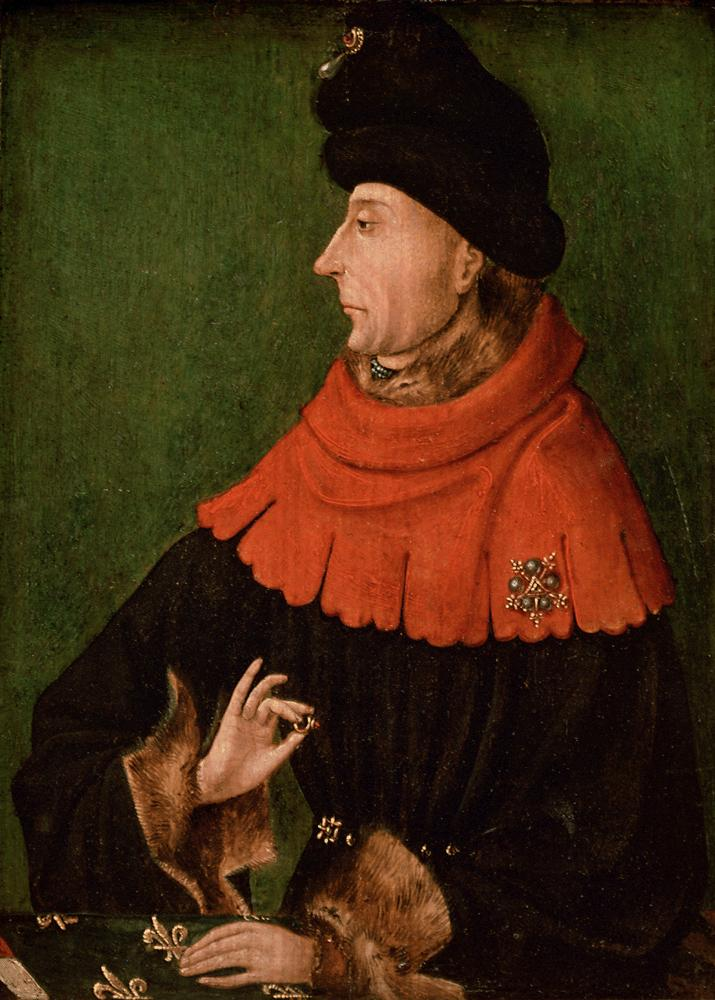
Jean sans PeurMusée du Louvre
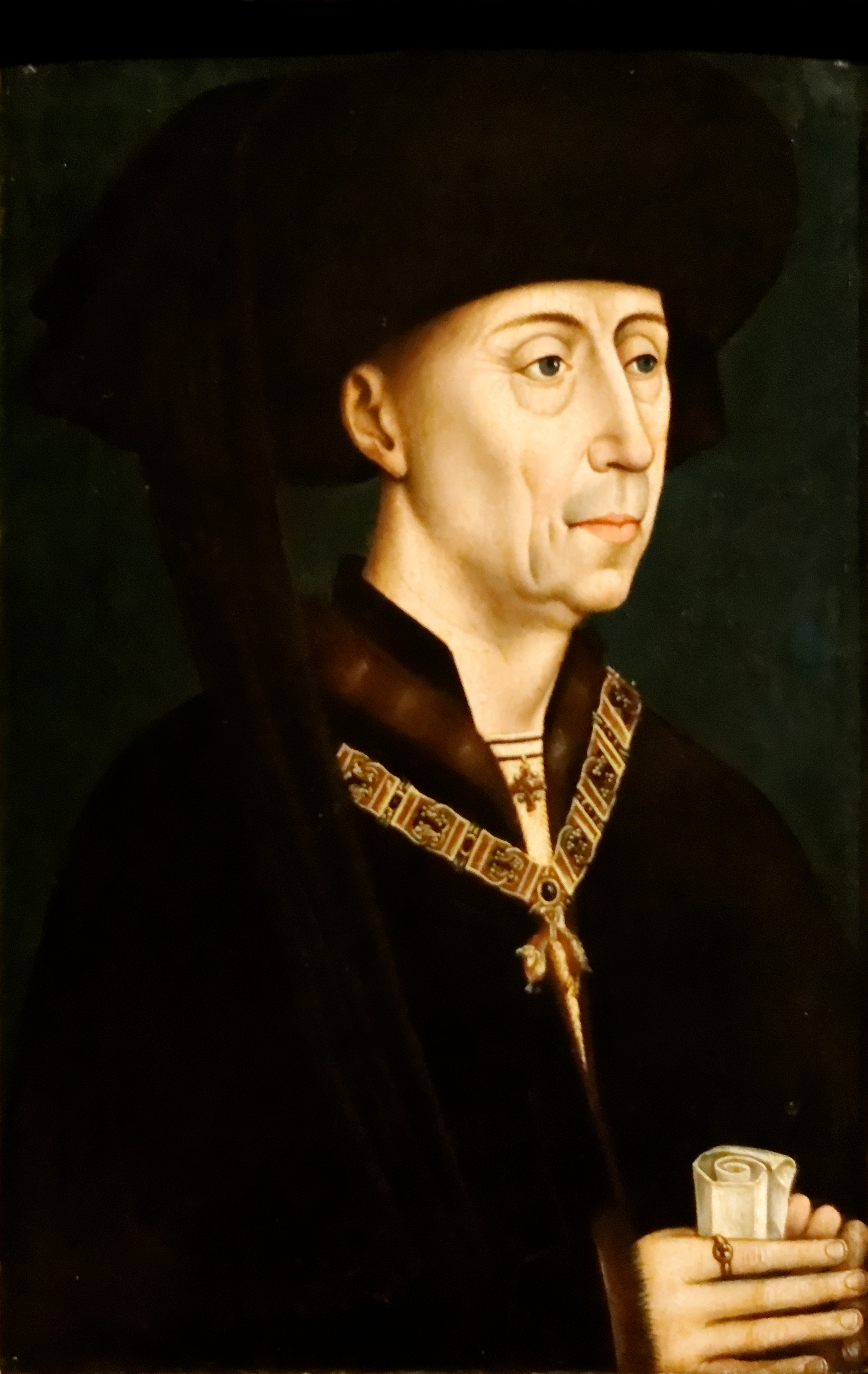
Philippe le BonPortant le collier de l'Ordre de la Toison d'or
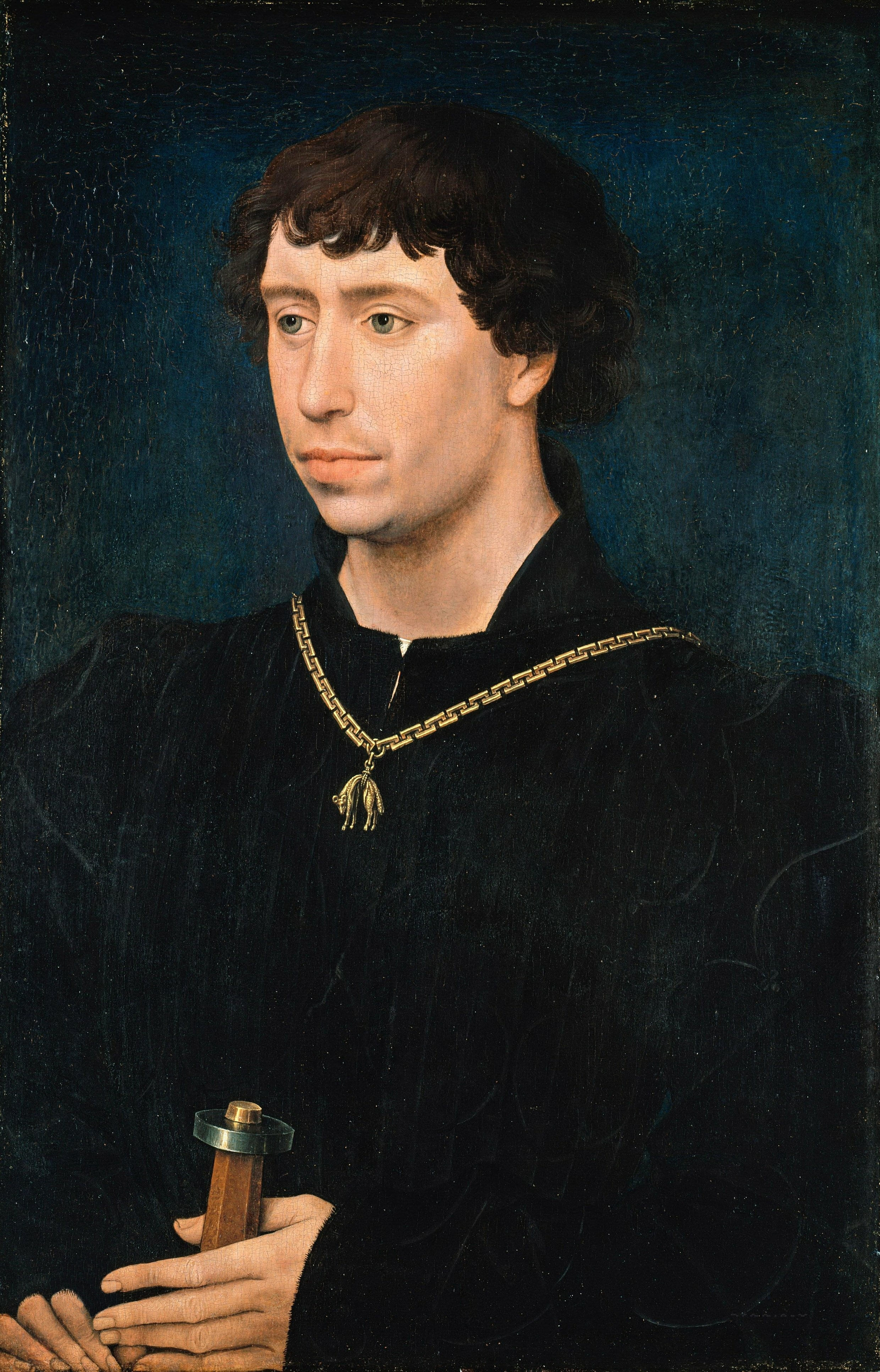
Charles le TéméraireGemäldegalerie (Berlin)
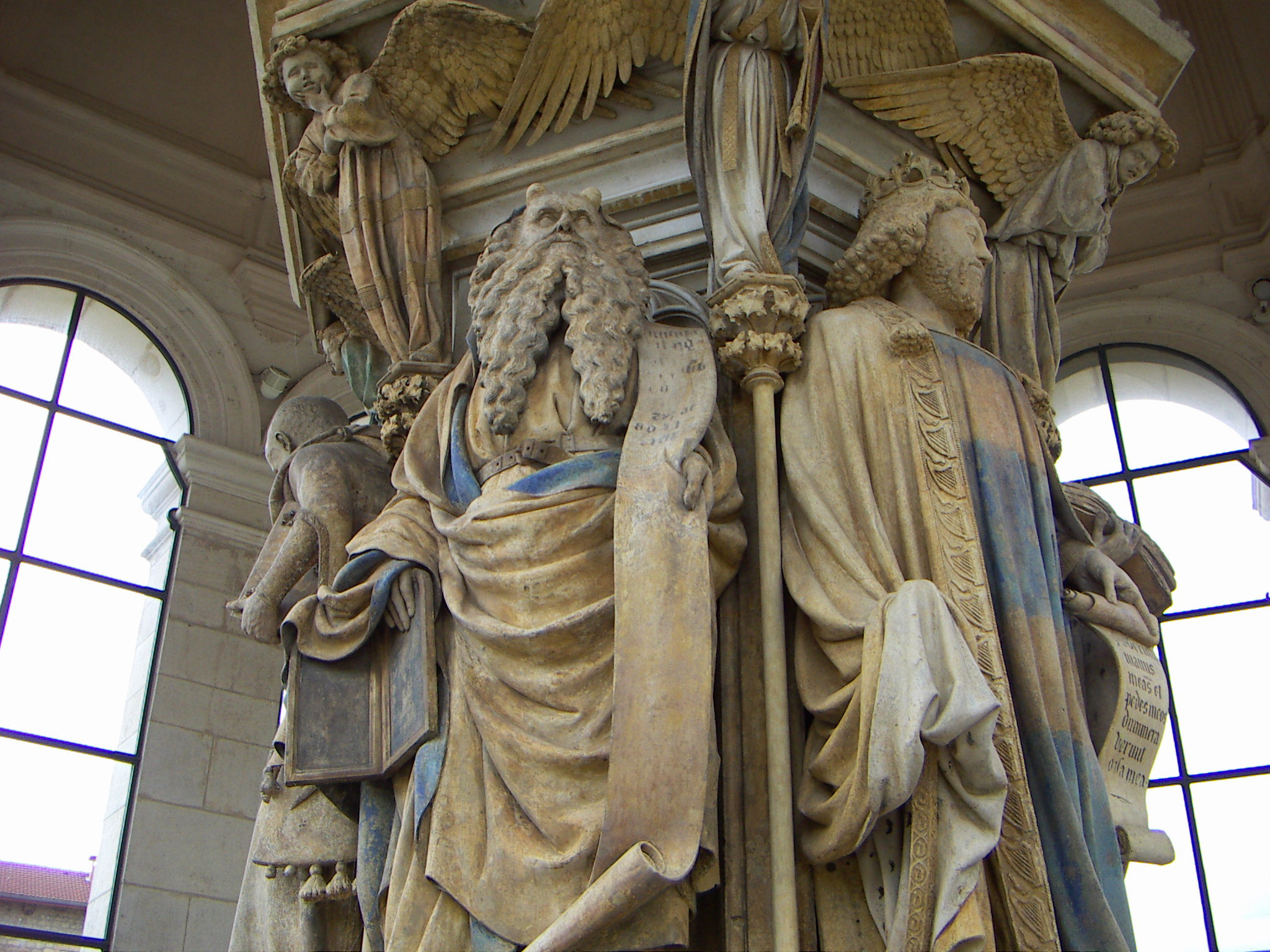
DijonPuits de Moïse à la chartreuse de Champmol
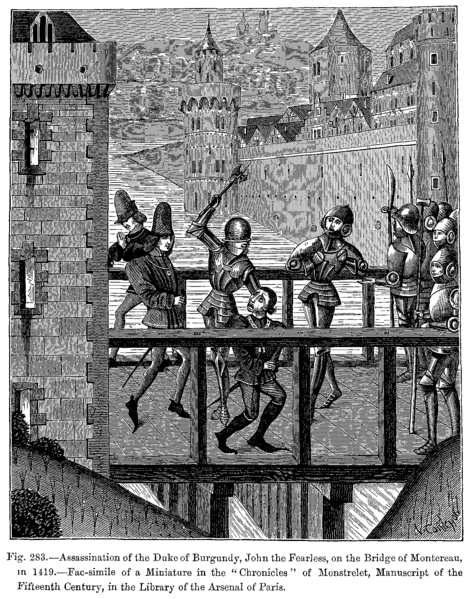
Jean sans PeurL'assassinat de Jean sans Peur en 1419
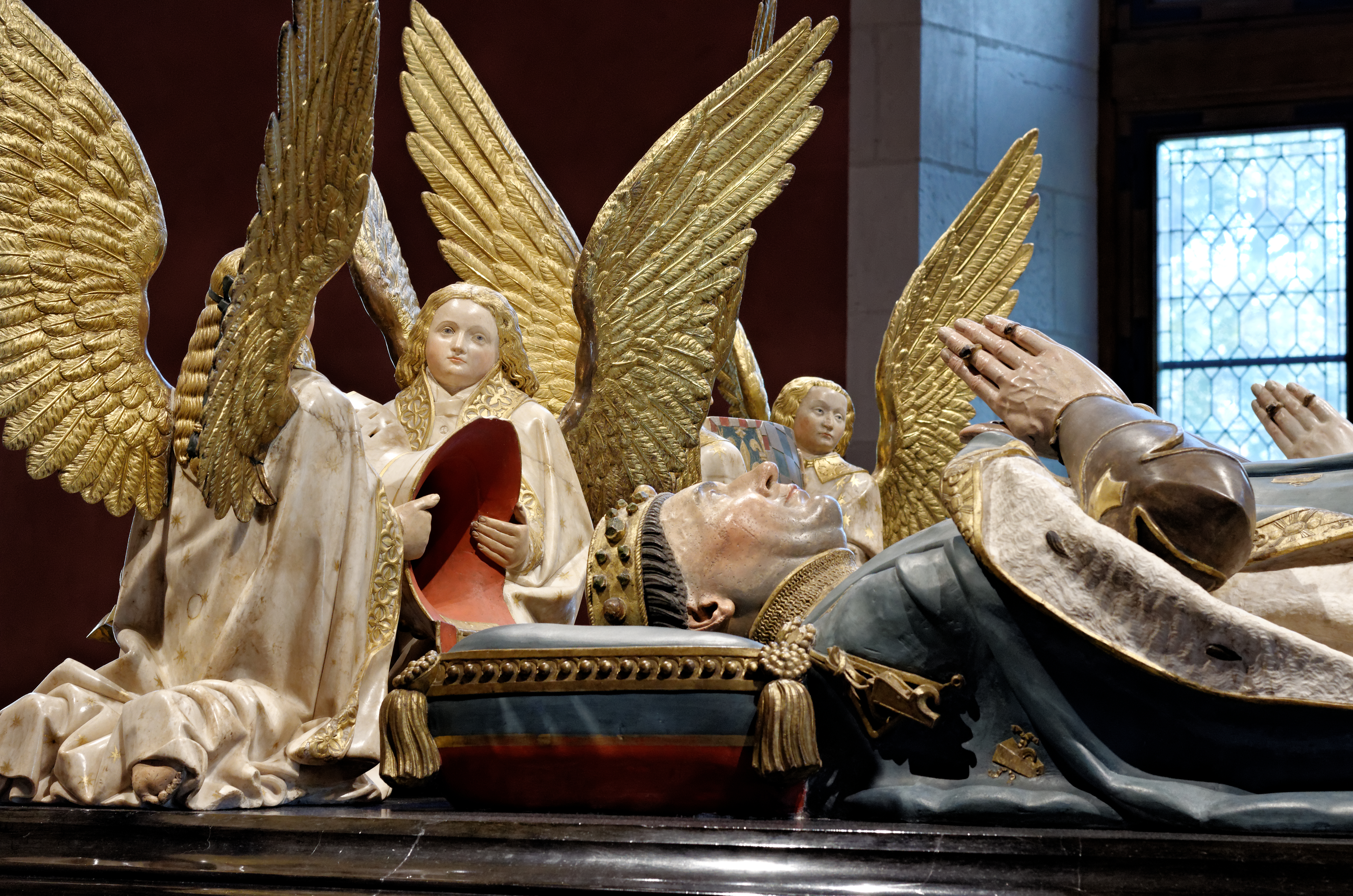
Gisant de Jean sans Peur. Musée des beaux-arts de Dijon
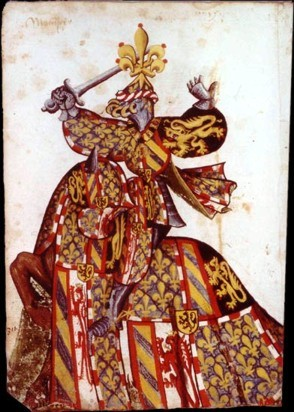
Grand Armorial équestre de la Toison d'or. Ordre créé par Philippe le Bon
Drapeau militaire de l’État bourguignon sous le règne de Charles le Téméraire

## La Bourgogne monarchique

### L'occupation et le démembrement

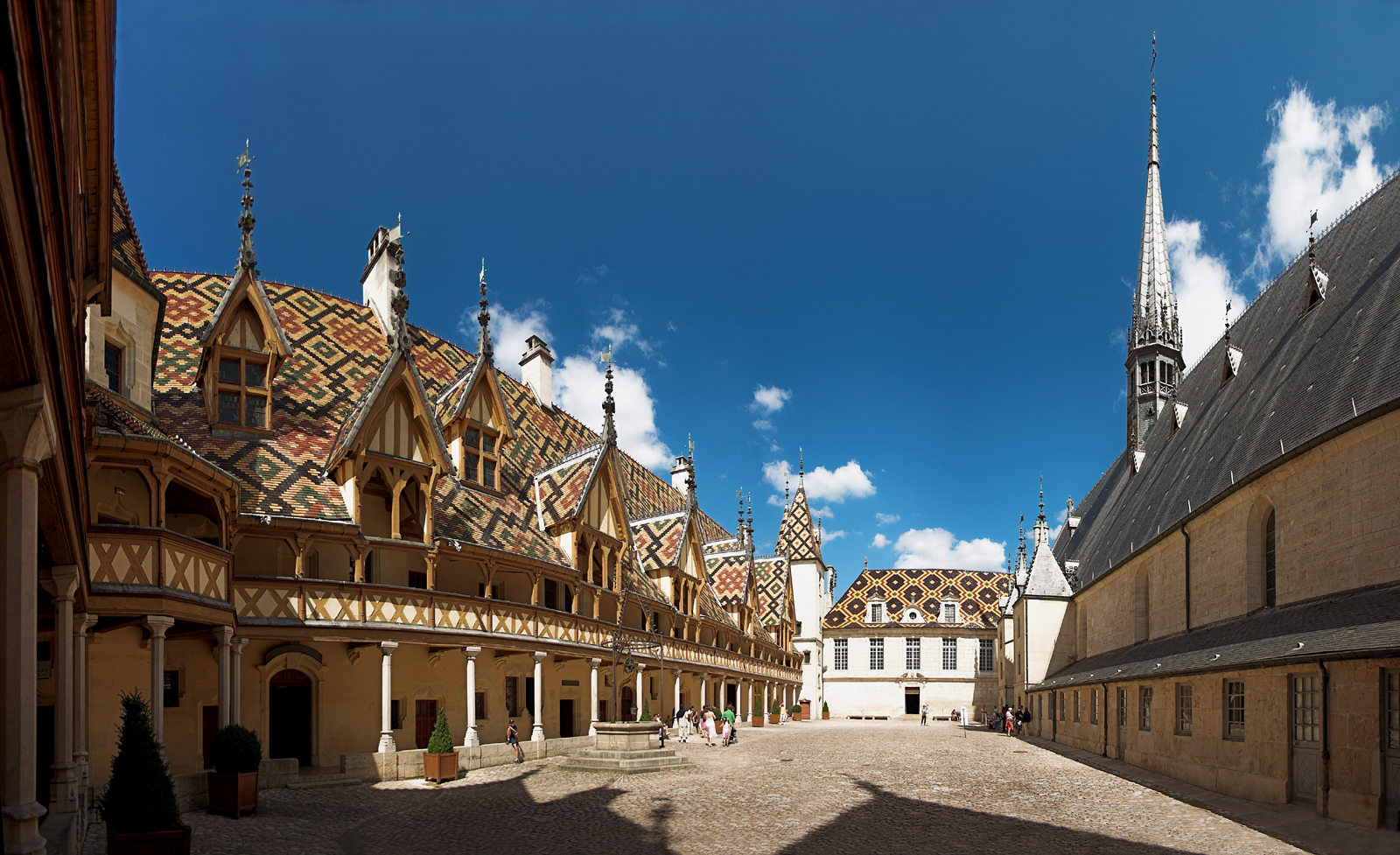
Beaune, L'hôtel-Dieu fondé par Nicolas Rolin en 1443.

La mort de son père fait de Marie de Bourgogne « la plus grande héritière de la chrétienté »,. Louis XI agit avec duplicité et rapidité pour s'emparer de la Bourgogne. Il se donne comme protecteur de la duchesse, mais la dépouille en même temps. Dans les semaines qui suivent la mort du Téméraire, l’armée royale conduite par Jean IV de Chalon, Georges de la Trémoille et Charles d’Amboise occupe les deux Bourgognes.
Malgré les protestations de Marie, les États de Bourgogne reconnaissent Louis XI comme souverain le 29 janvier 1477. L’armée royale fait son entrée dans Dijon le 1er février 1477 et Louis XI promet solennellement de respecter « à toujours » franchises, privilèges et institutions. La Comté, pourtant terre d’Empire, se soumet le 18 février 1477. Mais bientôt les Comtois se soulèvent et le duché, où la « foy de Bourgogne » couve sous l’apparente soumission, est rapidement gagné par la révolte. À Dijon la « Mutemaque », éclate le 17 juin 1477 avec comme chefs Jehanne Aigneaul , Etienne II Berbisey (époux de charlotte Vyon sœur de Chrestiennot), Chrestienot Vyon, fils du conseiller-maître de la chambre des comptes de Dijon Girard Vyon et de Jehanne Bonnot, fille du président de la chambre des comptes de Dijon, Lille et Besancon Jehan Bonnot .Chrestienot Vyon exécuta le président du parlement Jouard. En terre belge, Marie de Bourgogne rejette l'union que Louis XI lui propose avec le dauphin Charles et épouse le 18 août 1477 Maximilien d'Autriche, le futur empereur Maximilien Ier de Habsbourg, grand-père du futur Charles Quint, qui ne cesse de revendiquer la Bourgogne sans pouvoir concrétiser la reconstitution du rêve de son ancêtre Charles le Téméraire.
Pourtant dans le duché, l’ordre royal est rapidement rétabli et en 1478, les rébellions des villes de Beaune, Semur-en-Auxois et Châtillon-sur-Seine sont étouffées. Après ces heures critiques, les armées royales reprennent l’offensive. Dole tombe le 25 avril 1479 après un terrible sac et la place forte d'Auxonne rentre dans l’obéissance au roi. Cependant, aussitôt arrivé le 31 juillet 1479, Louis XI confirme les privilèges de la ville de Dijon, par ses lettres patentes, dans la cathédrale Saint-Bénigne de Dijon. Par le traité d'Arras (1482) qui consacre la victoire du roi de France, Maximilien de Habsbourg consent à l’annexion royale et engage la main de sa fille Marguerite avec le dauphin Charles, le futur Charles VIII. Marguerite apporte en dot la Comté, le Mâconnais, l’Auxerrois, Bar-sur-Seine, le Charolais et l’Artois. Le duché se trouve alors incorporé définitivement au domaine royal ; l’ancien apanage est converti en province du royaume, tandis que le mariage de la duchesse avec Maximilien oriente les autres territoires bourguignons vers l’Empire où ils forment, à partir de la réforme impériale de 1512, le cercle de Bourgogne. Au début du siècle suivant, sous le règne d'Henri IV, le traité de Lyon (1601) donne à la France et à la Bourgogne la Bresse, le Bugey, le Valromey et le pays de Gex. Quant au cercle de Bourgogne, amputé dès 1581 par la sécession des Provinces-Unies, il l'est à nouveau en 1678 de la Franche-Comté et se délite progressivement en Flandre, jusqu'à ce que l'expansion de la France révolutionnaire lui porte le coup de grâce.

### La «querelle de Bourgogne»

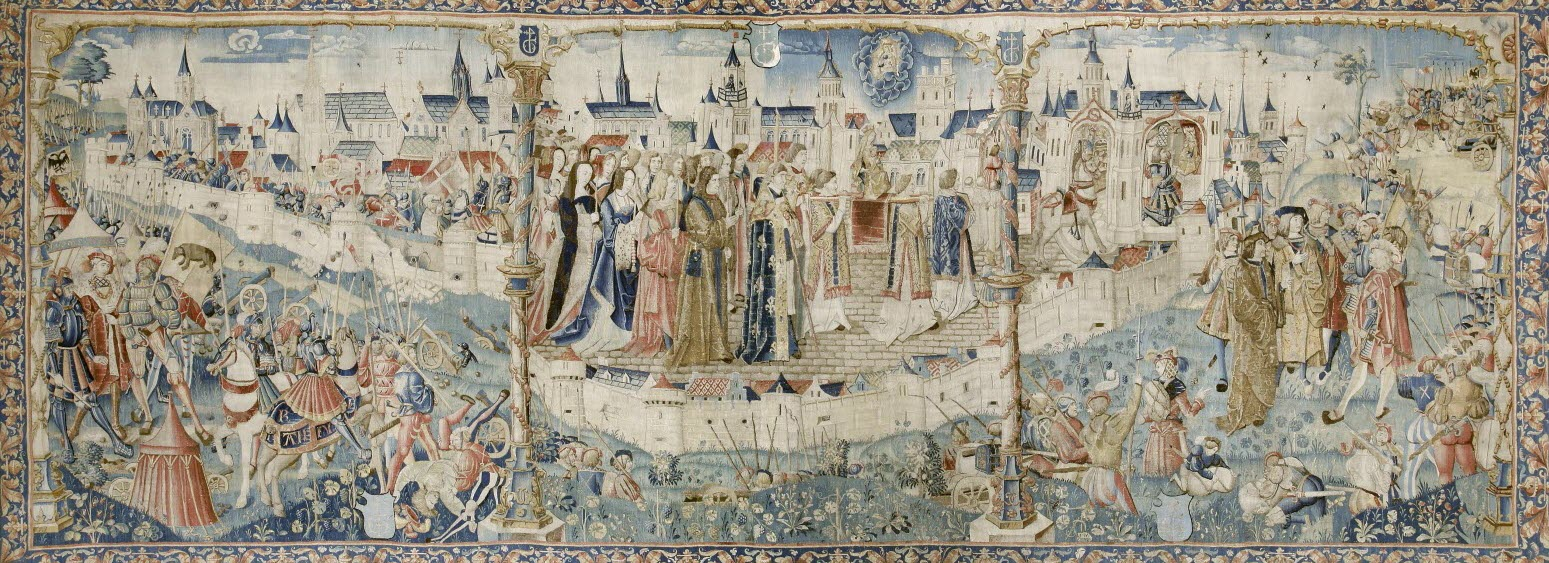
Le Siège de Dijon par les Suisses en 1513

Le mariage par procuration de Maximilien avec la duchesse Anne de Bretagne contraint Charles VIII à réagir. Il rompt avec Marguerite pour épouser l’héritière de Bretagne mais il doit renoncer à la dot promise. Par le traité de Senlis, il rend la Bourgogne comtale aux héritiers de Marie de Bourgogne ainsi que l’Artois, le Charolais et d’autres acquisitions réalisées par les ducs. Le duché de Bourgogne devient une région frontière. Le descendant de Marie de Bourgogne, Charles V de Habsbourg dit Charles Quint prête serment à Bruxelles et devient le comte régnant de Brabant, de Flandre, du Hainaut, de la Hollande, de la Zélande et d'autres terres au nord des Pays-Bas. À l'héritage bourguignon s'ajoute l'héritage espagnol : les Espagnes et les colonies castillanes ; Charles continue néanmoins à revendiquer l'héritage de la Bourgogne française. Élu empereur germanique à la diète de Francfort, ce qui fait de lui le plus puissant souverain du monde occidental, il entre en conflit avec la France. Déjà, en 1513, Maximilien avait menacé Dijon, obligeant Louis II de La Trémoille à négocier. En 1522, un pacte de neutralité, accord d’intérêt entre duché de Bourgogne et Comté, est signé le 8 juillet à Saint-Jean-de-Losne. Mais l’épineuse « querelle de Bourgogne » subsiste. Le traité de Madrid (1526), conséquence de la défaite française à Pavie, livre la Bourgogne à Charles Quint. Les États de Bourgogne, réunis le 3 juin 1526, et les États particuliers refusent de ratifier le traité et affirment leur volonté de « demeurer perpétuellement soubz la très noble et très heureuse couronne de France. » Il faut attendre les traités de Crépy (1544) et du Cateau-Cambrésis (1559) pour obtenir l'ultime renoncement de Charles Quint et de ses descendants à leurs droits sur le duché. Seul le Charolais reste à la maison de Habsbourg. C'est en 1678, à la signature traité de Nimègue qui consacre le rattachement définitif de la Franche-Comté à la France, que la Bourgogne cesse définitivement d’être une province frontière.
- Trois personnages de l'histoire de la Bourgogne des XVe et XVIe siècles

Trois personnages de l'histoire de la Bourgogne des
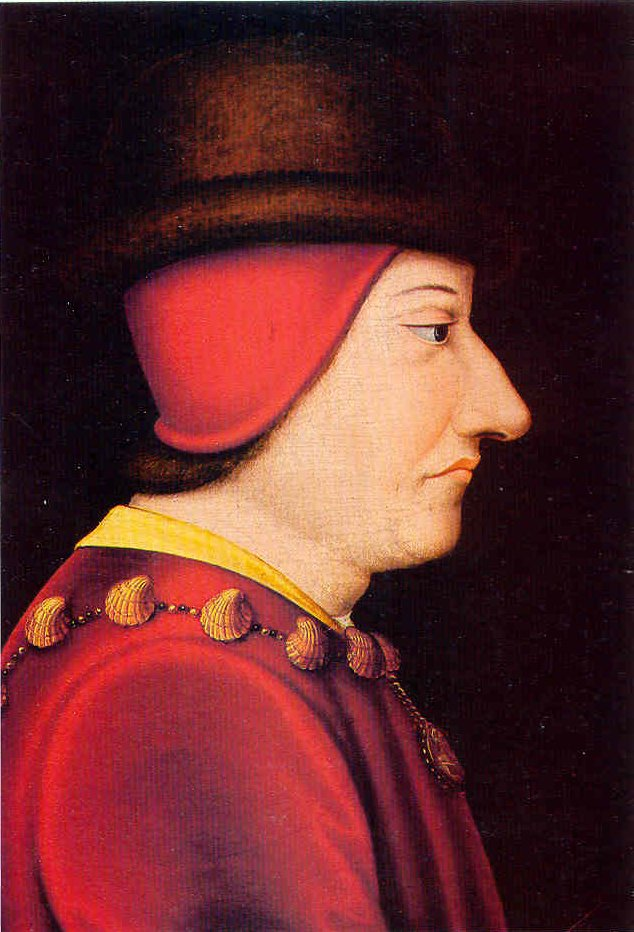
Le roi Louis XI, nouveau maître de la Bourgogne en 1477.
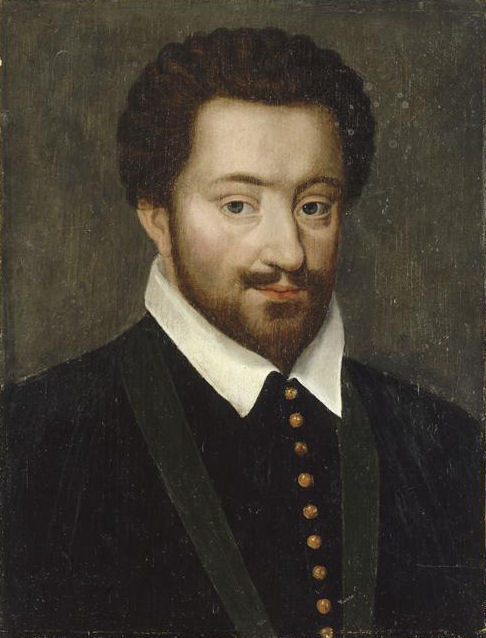
Le duc de Mayenne, gouverneur de la Bourgogne de 1574 à 1595.
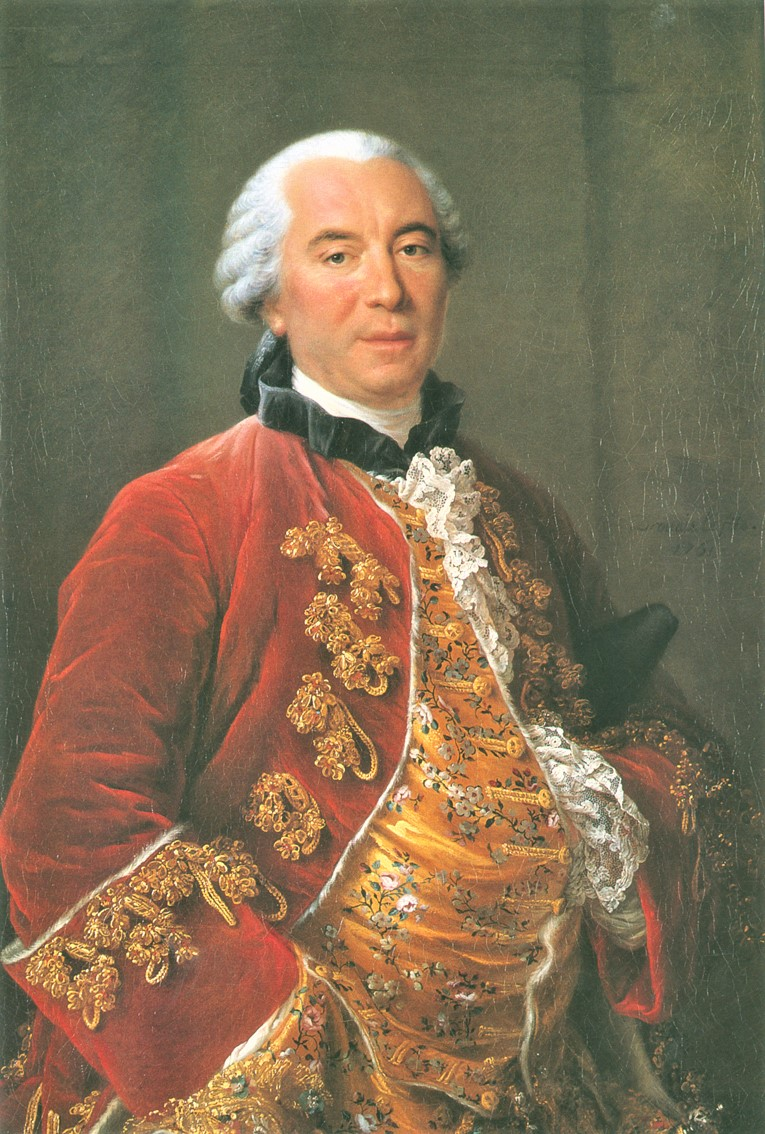
Portrait de Buffon par François-Hubert Drouais.

### La Réforme, Mayenne et la Ligue

#### La Réforme en Bourgogne
Les germes de la Réforme protestante éclosent en Bourgogne dès 1520. La foi luthérienne fait son apparition à Auxerre vers 1525, puis à Mâcon et Dijon. Immédiatement, la répression commence. Arrivant de Genève, le calvinisme commence à être prêché vers 1550. Les adhésions à la nouvelle doctrine se font nombreuses. Gens de robe, bourgeois, boutiquiers, artisans et même clergé se divisent,. À partir de 1561, les protestants de Bourgogne commencent à s’unir et se soulèvent ; le comte de Tavanes, Gaspard de Saulx, catholique intransigeant, conduit la répression catholique ; des réformés sont expulsés, les exécutions se multiplient. L’Édit de pacification d’Amboise suscite la résistance du Parlement de Dijon qui finit par l’enregistrer en présence de Charles IX et de Catherine de Médicis le 24 mai 1564. Une période d’accalmie s’installe pour trois ans. La lutte armée reprend en 1567 à Mâcon et en Auxerrois. Puis, après l’alliance conclue entre les réformés français, allemands et les révoltés de Belgique et des Pays-Bas sous l'autorité de Guillaume le Taciturne, puis de son fils, les forces protestantes étrangères entrent en Bourgogne (c'est le « passage des reîtres »), où elles exercent leurs ravages : le duc Wolfgang des Deux-Ponts en 1569, en 1570 à Arnay-le-Duc l’amiral de Coligny dont les soldats pillent les grandes abbayes. L'épisode de la Saint-Barthélemy épargne la Bourgogne grâce à Léonor Chabot-Charny et à Pierre Jeannin qui décident de surseoir à l’ordre exigeant le massacre, imités par Philibert de La Guiche, gouverneur du Mâconnais. Le protestantisme n'a pas réussi son implantation en Bourgogne. De religieuses, les guerres deviennent politiques

#### Le duc de Mayenne, la Ligue et l'Espagne
La Ligue ne rencontre d’abord que peu de succès en Bourgogne. En 1585, gouverneur de Bourgogne, le duc de Mayenne, tente de renforcer son emprise sur la province et occupe les citadelles de Beaune, d’Auxonne et de Dijon,,. Il achève de « se rendre le maître » après son succès contre les reîtres en Châtillonnais et devient, en 1588, le chef de l’opposition catholique au pouvoir royal. La Bourgogne entre dans la Ligue et devient le « fief » propre de Mayenne. Mais la province se divise, les gentilshommes aussi. Au sein même de la famille Saulx-Tavannes, les frères s'opposent : Jean de Saulx-Tavannes soutient Mayenne et les ligueurs tandis que son frère Guillaume soutient la cause du parti royaliste. La guerre civile s’installe entre royalistes partisans d’Henri III, puis d’Henri IV et ligueurs partisans de Mayenne. Ces derniers contrôlent Beaune, Dijon, Auxonne et Châtillon et mettent en place des gouvernements insurrectionnels. Les royalistes érigent un contre-gouvernement à Flavigny puis à Semur-en-Auxois. Les coups de main sur les villes, les châteaux, les abbayes (Cîteaux est attaquée en 1589), menés par l’un ou l’autre des compétiteurs, se révèlent tragiques pour les populations. En 1594, la révolte s’aggrave,. Mais la conversion au catholicisme d’Henri de Navarre ruine l’opposition ligueuse, la lassitude des villes pousse à la négociation et Mayenne commet l’imprudence de demander son appui direct à Philippe II d'Espagne : la Bourgogne l'abandonne. Beaune, Autun et Nuits-Saint-Georges ouvrent leurs portes au maréchal Biron. Dijon tombe le 28 mai 1595 et Henri IV y fait son entrée le 4 juin 1595 dans l’allégresse populaire. Le lendemain, la victorieuse charge du roi Henri IV à Fontaine-Française, contre les troupes espagnoles appelées par Mayenne au secours du château de Dijon abat la Ligue en Bourgogne.
Henri IV envahit la Franche-Comté, possession espagnole, mais l'évacue à la paix de Vervins en 1598. La guerre franco-savoyarde de 1600 lui permet d'annexer la Bresse, le Bugey et le pays de Gex qui sont rattachés à la province de Bourgogne.

### Troubles et guerres sousLouisXIIIetLouisXIV

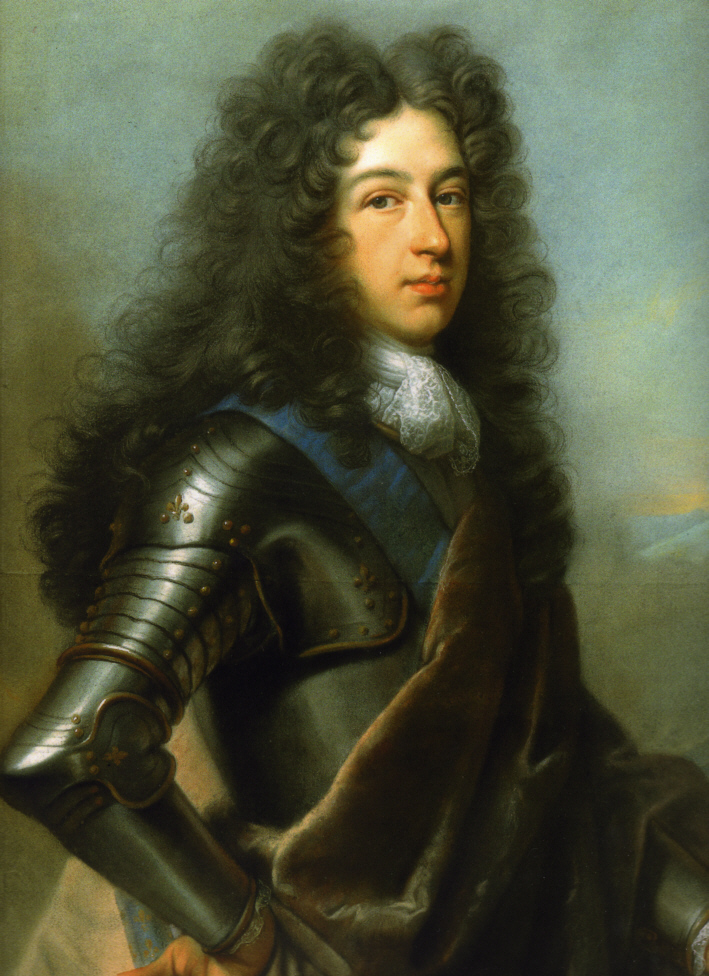
Louis de France, fils du Grand Dauphin, duc de Bourgogne.

#### La révolte duLanturluà Dijon
En 1629, l’absolutisme de Richelieu et de Louis XIII se heurte à la volonté de la Bourgogne de défendre la liberté fondamentale, celle de discuter l’impôt. Aussi, lorsque l’édit de juin 1629 supprime les États de Bourgogne et divise la région en dix élections, celle-ci se redresse et refuse l’enregistrement. Élargissant son offensive, Richelieu impose les « aides », impôts perçus sur les boissons. Aussitôt la colère du peuple se manifeste par l’émeute dite du « Lanturelu » qui secoue Dijon en février et mars 1630,. La répression est terrible, les remparts détruits. Le roi accorde solennellement son pardon le 28 avril mais proclame la fin des libertés municipales,.

#### Gaston d'Orléans en Bourgogne
L’année suivante, Dijon se trouve au centre du complot de Gaston d’Orléans. Celui-ci bénéficie en Bourgogne de l’appui du gouverneur, le duc de Bellegarde. Dijon lui ayant fermé ses portes, il se réfugie à Bellegarde, nom que porte alors Seurre, puis gagne la Comté. Les Bourguignons, restés dans l’obéissance, retrouvent la faveur du roi et le Parlement de Bourgogne condamne à mort le gouverneur déchu. Remplacé par le prince Henri II de Bourbon-Condé, le duc rentre toutefois en possession de ses terres et de sa dignité quelques mois plus tard, ayant fait son « accommodement » avec le cardinal de Richelieu.

#### L'invasion de la Bourgogne par Matthias Gallas

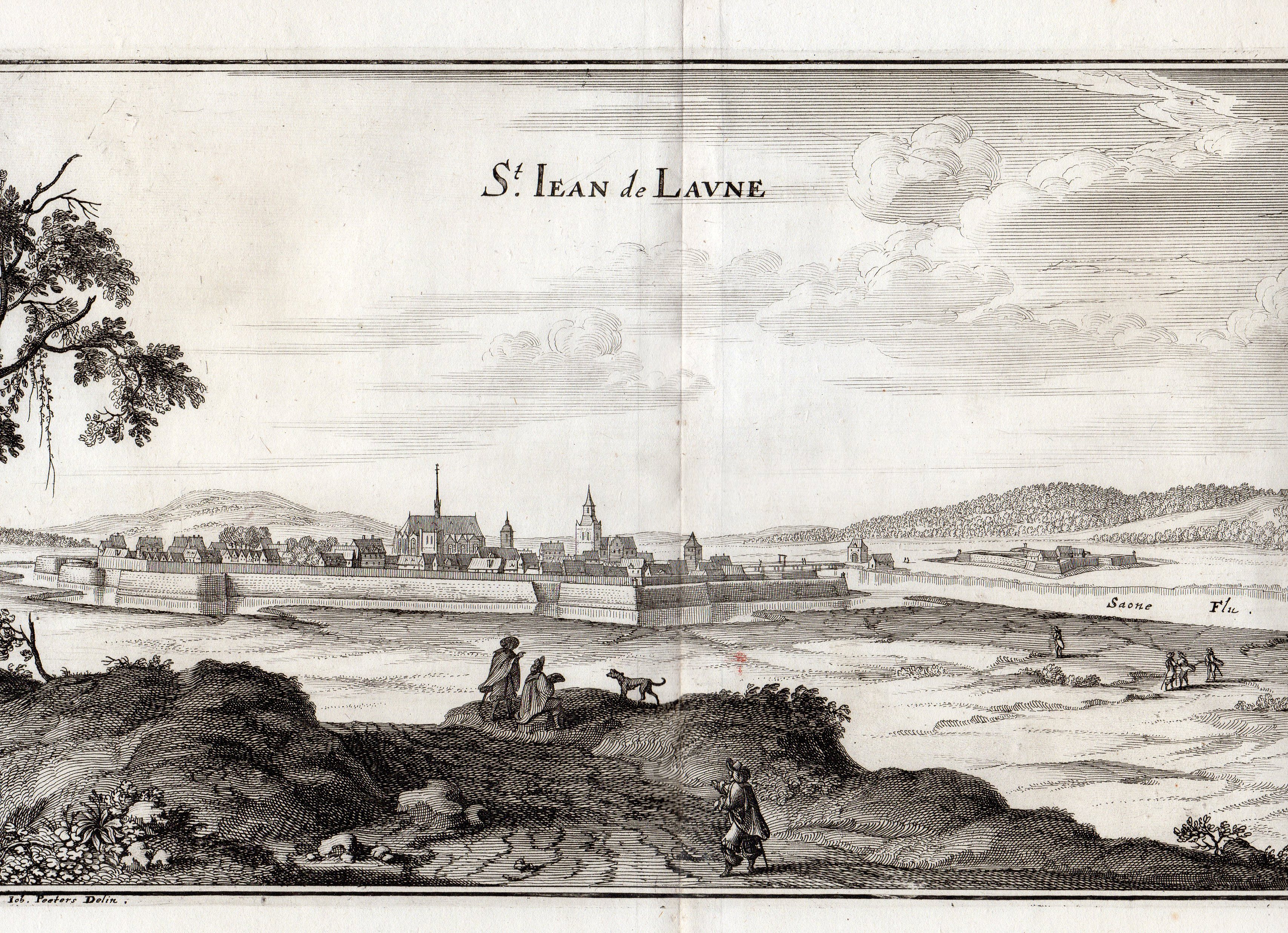
Saint-Jean-de-Losne, gravure d'après Jan Peeters (1624-1678).

Après ces troubles, prélude à ceux de la Fronde, la province devient le théâtre de l’invasion de Matthias Gallas. En 1636, Louis XIII engagé contre l’Espagne envahit la Franche-Comté et met le siège devant Dole qui résiste aux assauts de Condé. L'envahissement de la France par la Picardie et la Champagne provoque l'abandon du siège de Dole. Les renforts impériaux commandés par Gallas rentrent en Bourgogne. Suit alors un lot d’atrocités : pillages, incendies, supplices, mises à sac, tueries pour les villages du Dijonnais et fermeté étonnante de petites places qui opposent des résistances désespérées. Mirebeau se bat ainsi vaillamment avant de succomber et Saint-Jean-de-Losne s’honore par l’épisode de la « Belle Défense ». Pendant dix ans encore, les régions frontalières de Bourgogne et Franche-Comté souffrent des exactions des gens de guerre,,.

#### La révolte desPrincipions

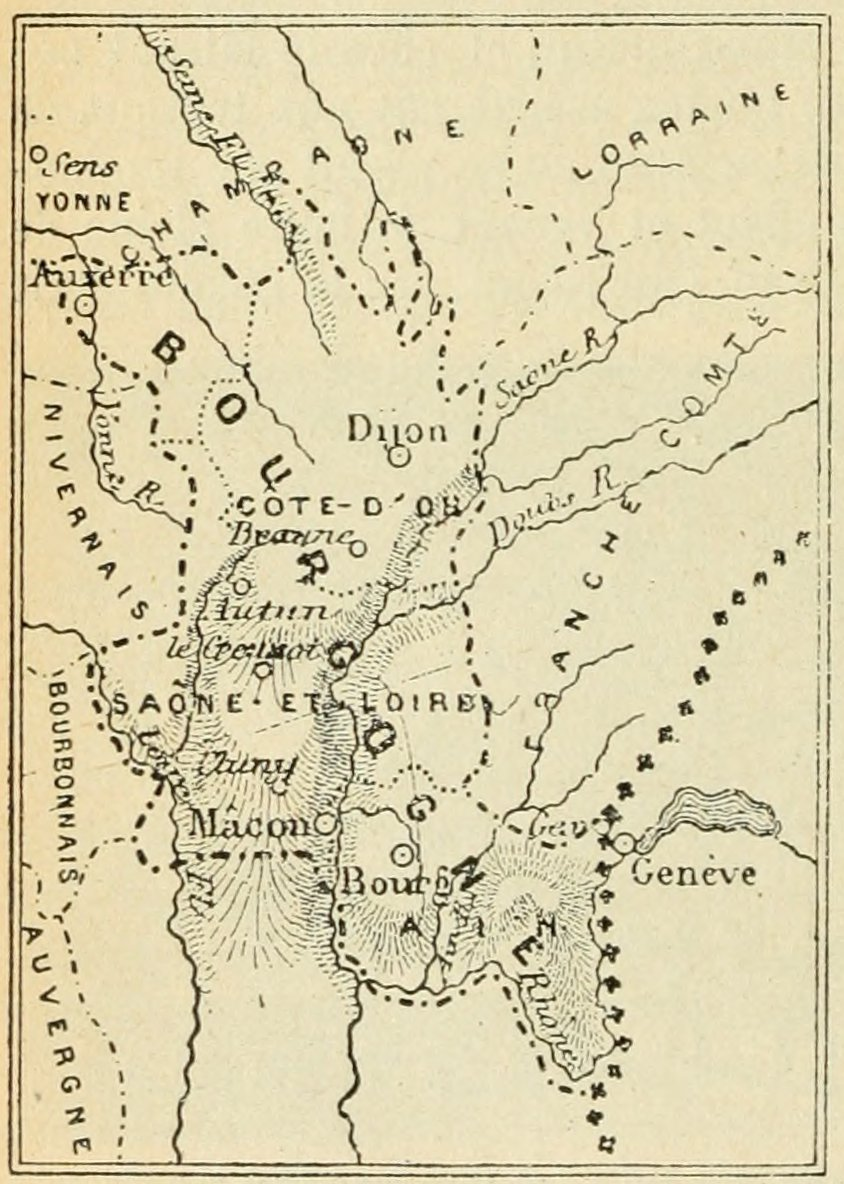
Carte de la province de Bourgogne surimposée aux limites des départements, illustration pour G. Bruno, Le Tour de la France par deux enfants, éd. de 1904.

Louis II de Bourbon-Condé, mieux connu sous le nom de Grand Condé, qui succède à Roger de Bellegarde à la fonction de gouverneur en 1646, apporte avec lui les troubles de la Fronde. Le gouverneur jouit d'un grand prestige et se constitue facilement une clientèle, un parti,,. Dans sa lutte contre Mazarin, les robins s'abstiennent de prendre nettement position. Mais, le 18 janvier 1650, son arrestation et son remplacement par César, duc de Vendôme, provoquent la réaction de ses fidèles, appelés « Principions », qui soulèvent la province contre les « Mazarins », dévoués au ministre et au nouveau gouverneur. Jean Bouchu, premier président du parlement et partisan de Condé, s'oppose à Marc-Antoine Millotet, avocat général du parlement et chef de file du parti royal. Le duc de Vendôme entre à Dijon le 16 février 1650 et obtient la soumission du parlement ; les commandants du château de Dijon lui ouvrent leur place moyennant une gratification de 10 000 livres. le jeune Louis XIV, accompagné par la reine et Mazarin, fait son entrée à Dijon le 16 mars 1650. Les partisans de Condé s'emparent de villes bientôt reprises par leurs adversaires, sauf Bellegarde qui finit cependant par capituler le 11 avril 1650 devant Louis XIV en personne. Millotet est élu maire de Dijon tandis que Bouchu, ayant fait la paix avec Mazarin, est maintenu dans ses fonctions avec une pension confortable. La libération de Condé ranime l'agitation. Ce dernier échange son gouvernement contre celui de Guyenne mais conserve les places fortes de Dijon, Chalon et Bellegarde et entretient une agitation latente. Le nouveau gouverneur Bernard d'Épernon fait échouer le soulèvement préparé par Condé et reprend le château de Dijon mais Bellegarde, ultime bastion des frondeurs, doit être à nouveau assiégée. Elle capitule une nouvelle fois en juin 1653. La place forte, redevenue Seurre, est démantelée dans l'année. La Bourgogne, ses villages mis en cendre, exsangue, retrouve enfin la paix,.

#### L'achèvement du pré carré
Condé, exilé aux Pays-Bas espagnols, fait sa soumission à Louis XIV en 1659, lors de la signature du traité des Pyrénées. Par celui-ci, le roi reprend le titre de « duc de Bourgogne » porté par les Habsbourg d'Espagne. Ce titre ducal, honorifique, est donné à Louis de France, fils du Grand Dauphin. Le roi rétablit Condé dans « tous ses honneurs et dignités » et lui redonne le gouvernement de la Bourgogne, que ses descendants conserveront jusqu’à la Révolution.
La Bourgogne sert encore de base aux troupes royales, commandées par Condé, lors des invasions de la Franche-Comté pendant la guerre de Dévolution en 1668 et la guerre de Hollande en 1674 ; la cession de cette province à la France par le traité de Nimègue en 1678 fait que la Bourgogne cesse d'être une région frontalière, sauf du côté du Bugey, limitrophe des cantons suisses et du duché de Savoie. La soumission de la Comté est facilitée par la vénalité de certains de ses chefs mais aussi par les liens de propriété et d'intermariage entre les noblesses bourguignonne et comtoise. Par le même traité, le roi de France recouvre le comté de Charolais qui était resté une possession nominale des Habsbourg depuis le XVe siècle et qui, en 1684, est érigé en fief héréditaire des Condé.

### Les institutions et l'économie

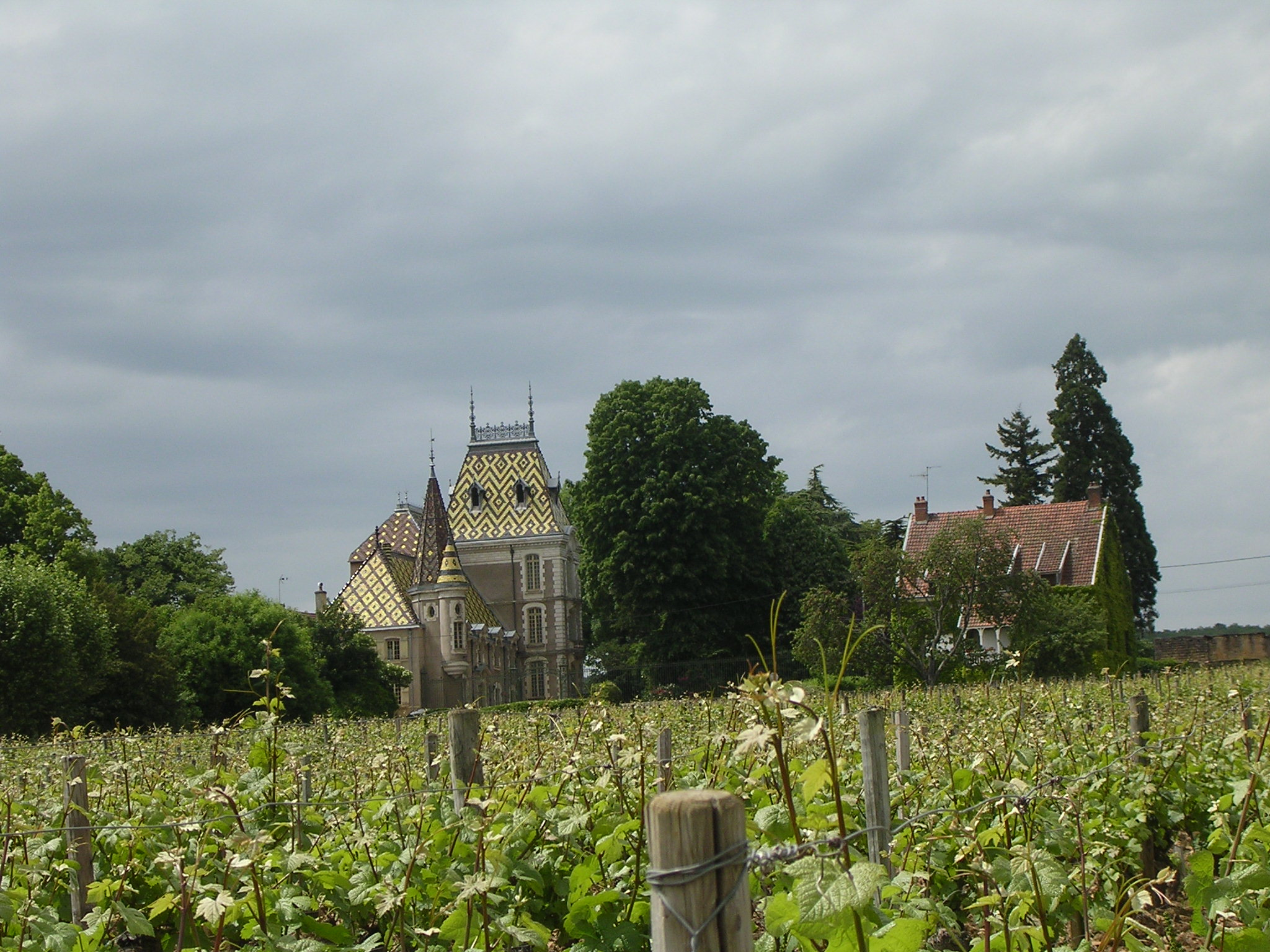
Vignoble en Côte-d'Or et château Corton C., à Aloxe-Corton

Avec son statut de pays d'états qui la dote d'une particularité fiscale, la province a hérité de cinq bailliages (Dijon, Autun et Montcenis, Chalon, Auxois et la Montagne), qui se divisent en bailliages secondaires au XVIe siècle. Elle conserve jusqu’à la Révolution ses cours souveraines, dont le Parlement s'est assuré le premier rang. Fixé à Dijon en 1480, il manifeste son indépendance vis-à-vis du pouvoir tout au long de son existence. Ainsi, pour avoir discuté des ordonnances, le président Brûlard est puni d’exil en 1658 par Louis XIV. Les États de Bourgogne réunis à Dijon tous les trois ans votent et répartissent les impôts ; ils donnent à la province une marge d’autonomie. Ils jouent un rôle éminent au XVIIIe siècle dans le développement du réseau routier et des canaux. La Chambre des Comptes, puis, au XVIe siècle, une Généralité de Bourgogne sont créées.
Le personnage principal de la province est le gouverneur qui en est aussi le chef militaire, chargé de faire connaître la volonté du roi. De 1646 jusqu’à la Révolution, les princes de Condé reçoivent ce gouvernement. Ils y exercent une influence considérable. La direction de la province se joue entre le gouverneur, les cours souveraines et l’intendant qui représente l’administration royale. L'intendant exerce son autorité au sein de la généralité qui comprend le « duché », les « comtés adjacents », (Auxonne ou Outre-Saône, l'Auxerrois, le Mâconnais et le Charolais) et les « pays adjacents » (la Bresse, le Bugey et le pays de Gex). Quatorze intendants se succèdent ainsi de 1654 jusqu'à la Révolution. Le plus brillant d'entre eux, Claude Bouchu, titulaire de la fonction de 1654 à 1683, se fait l’applicateur zélé de l’absolutisme royal.
Le renouveau économique amorcé dès la fin du XVe siècle s’interrompt avec la grande crise de 1629. La peste, déjà apparue de 1596 à 1597, fait son retour pendant la période allant de 1628 à 1637. Conjugué aux conditions climatiques rudes comme lors du grand hiver de 1709 et aux effets dévastateurs de la guerre de Dix Ans et de la Fronde, le fléau de la peste ruine et dépeuple les villages de la plaine dijonnaise. Le poids excessif de la fiscalité accable par ailleurs les villes et la liquidation de leur passif par l’intendant (deuxième moitié du XVIIe siècle) fait tomber les derniers vestiges du pouvoir municipal. Le colbertisme imprime sa marque sur la vie économique. S’implantent à Auxerre, à Cravant (Yonne), à Seignelay (Yonne) dont Colbert est le marquis, à Noyers ou encore à Autun des manufactures de toiles de lin, serge, dentelle et tricot. L’économie se revigore en effet à partir de 1720. Les productions agricoles se diversifient (maïs, pommes de terre), l’élevage s’étend en Charolais, en Brionnais et en Auxois, alors que le Morvan expédie ses bois par flottage sur Paris et que les grands crus s’exportent. La faïencerie implantée à Nevers par les Gonzague se développe à Dijon et Auxerre. L’industrie métallique s’implante en Châtillonnais et dans le sud-est du Charolais. L’exploitation du charbon commence à Épinac en 1744 et celui de Montcenis alimente, à partir de 1785, la fonderie royale du Creusot.

### La vie religieuse et intellectuelle

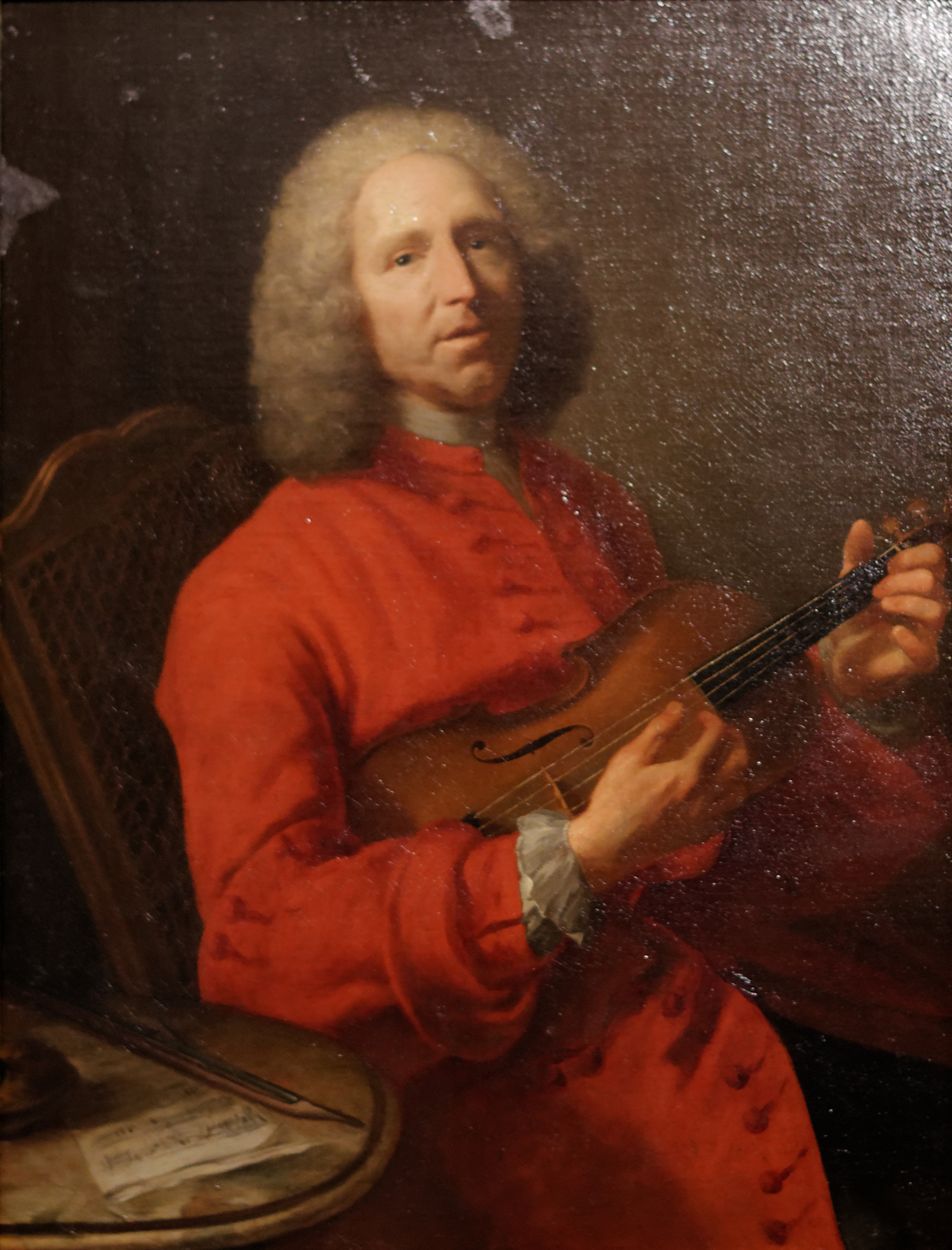
Portrait de Rameau par Jacques-André-Joseph Aved.

Les Jésuites, instruments de la Contre-Réforme, reprennent la direction spirituelle des nobles et dirigent les collèges ; Bénigne Bossuet fait ses premières lettres au collège de Dijon fondé par Odinet Godran. Sous l’impulsion de Sébastien Zamet, évêque de Langres, les abbayes cisterciennes (Cîteaux et La Ferté entre autres), bénédictines (Cluny, Saint-Bénigne) et les couvents de femmes (comme celui de l'abbaye de Tart) sont réformés. Les fondations nouvelles foisonnent. Une maison de la Visitation est instituée par Jeanne de Chantal en 1622 alors qu'une visitandine de Paray-le-Monial, Marguerite-Marie Alacoque, fonde la dévotion au Sacré-Cœur. Pierre Odebert édifie l’hôtel Sainte-Anne à Dijon en 1663. En 1731, Dijon est érigée en siège épiscopal. L'empreinte du jansénisme marque le diocèse d'Auxerre dont l'évêque, Charles de Caylus, fait un refuge pour les jansénistes persécutés. Natif du Morvan, Vauban fait de la France de Louis XIV un pré carré protégé par une ceinture de citadelles et apparaît par nombre de ses écrits comme un précurseur des penseurs du siècle suivant.
La Bourgogne participe à l’effervescence intellectuelle et culturelle du siècle des Lumières. En 1722 est créée l’université de Dijon ; elle ne comporte néanmoins que l’enseignement du droit. Du legs de la fortune du doyen du Parlement, Hector-Bernard Pouffier, naît une Académie de Dijon consacrée aux sciences, physique, médecine, morale. Elle voit le jour en 1740 et fusionne en 1761 avec la « Société littéraire » fondée par le président Richard de Ruffey. En 1750, elle couronne Jean-Jacques Rousseau pour son Discours sur les sciences et les arts. En 1766, François Devosge fonde avec l’appui des États de Bourgogne une école de dessin qui prend le titre d’Académie de peinture et de sculpture. Les meilleurs élèves sont envoyés à Rome et parmi ceux-ci, en 1784, le futur peintre Pierre-Paul Prud'hon. Le compositeur Jean-Philippe Rameau est lui aussi originaire de Bourgogne ainsi que l'illustre savant, naturaliste et écrivain Georges-Louis Leclerc de Buffon.

## La Bourgogne pendant la Révolution et l'Empire

### La Bourgogne sous la Révolution

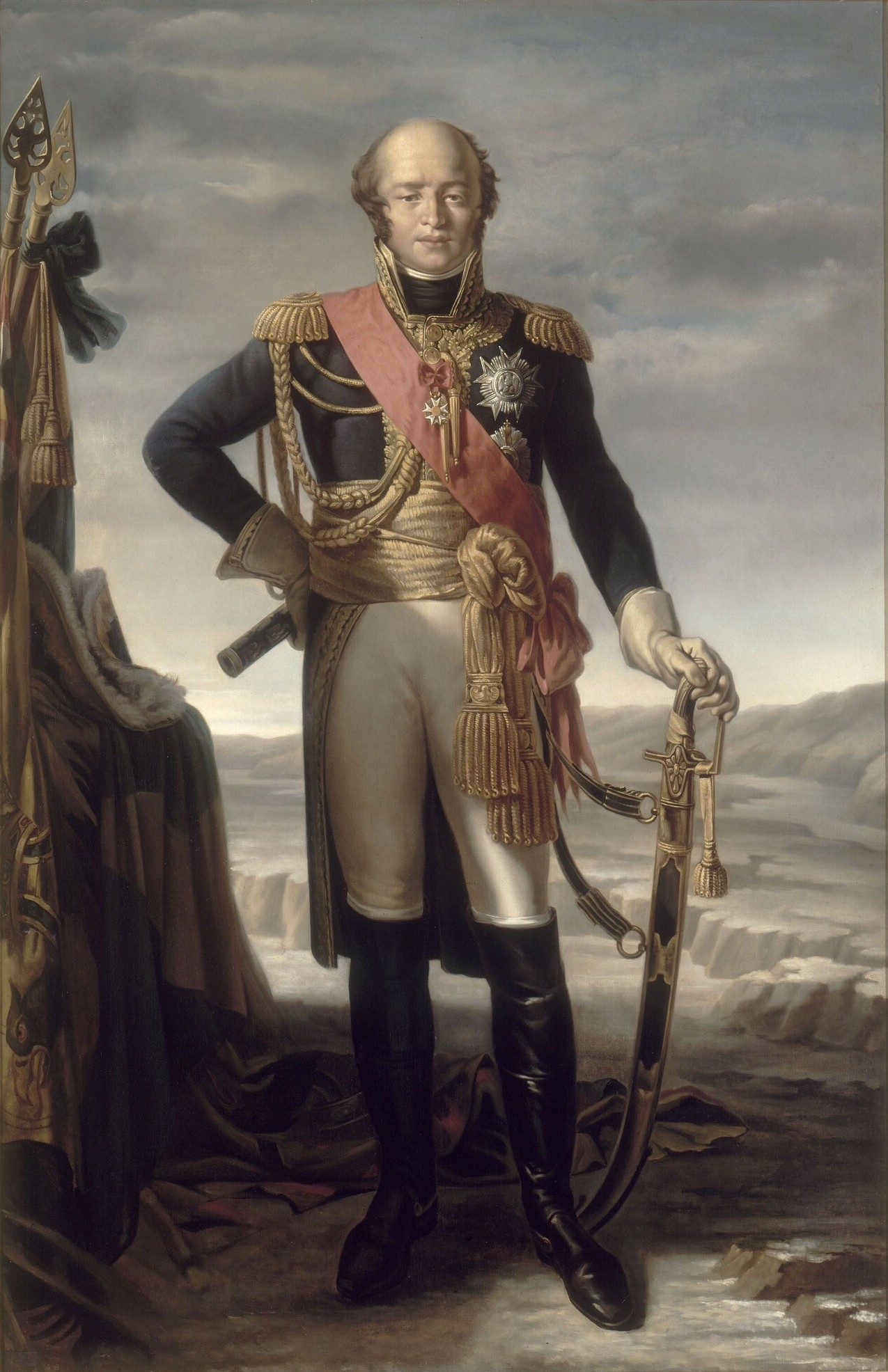
Le maréchal d'Empire Louis Nicolas Davout.

Après avoir procédé à l’élection de ses soixante-quatre représentants pour l'ensemble des trois ordres aux États généraux de 1789, la Bourgogne connaît, surtout en Mâconnais, l'épisode de la Grande Peur, puis la nuit du 4 août 1789 perd son individualité et cesse d'être un pays d'états. Ses institutions — Parlement, États, bailliages, gouvernement militaire, Bureau des Finances, Chambre des Comptes — sont dissoutes. Non sans difficultés et rivalités, dès avril 1790, les départements sont tracés,. La nouvelle constitution civile du clergé reçoit l'adhésion de Talleyrand, l’éphémère évêque d’Autun, et de Loménie de Brienne, évêque de Sens. Tous deux font partie des rares évêques « jureurs », qui prêtent serment. La nationalisation des biens du clergé proposée par Talleyrand entraîne une redistribution foncière qui profite plus aux spéculateurs qu’aux petits acquéreurs. Les vastes domaines des abbayes de Cîteaux et Cluny sont par ailleurs complètement démembrés. À Cluny, la vente est fatale à la célèbre abbatiale qui se transforme en carrière à matériaux de construction. Propriété de Cîteaux, le Clos Vougeot est vendu aux enchères à Jean Focard, banquier parisien.
L'émigration provoque en 1791 une aggravation des tensions ; les tantes du roi, Adélaïde et Victoire, en route pour l’Italie, sont retenues à Arnay-le-Duc et c’est Condé, le gouverneur de Bourgogne, installé à Coblence, qui donne son nom à l’Armée des émigrés. Les résultats des élections de septembre 1791 à la Législative montrent les progrès de l’idée républicaine qui gagne le peuple. La Côte-d'Or élit comme députés Claude Basire, Guyton-Morveau et Prieur-Duvernois dit Prieur de la Côte-d'Or. Les élections de septembre 1792 confirment les progrès de la cause républicaine. La Bourgogne fournit à la Convention nationale quelques-uns de ses membres les plus actifs : l'Yonne élit Lepeletier ; la Côte-d'Or réélit Basire, farouche « niveleur » qui entre au Comité de sûreté générale, Guyton-Morveau et Prieur, qui tous deux entrent au Comité de salut public tout comme Lazare Carnot, natif de Nolay, élu du Pas-de-Calais, et Saint-Just, né à Decize et élu dans l'Aisne. Ces six conventionnels votent la mort de Louis XVI.

### Guerres de la Révolution et de l'Empire
Quand l’heure vient de penser à la défense des frontières menacées par le péril extérieur, les Bourguignons prennent leur part des dangers et des succès à Valmy, à Jemmapes, à Mayence ou à Valenciennes (21-27 juillet 1793). Dans leurs rangs se comptent deux futurs maréchaux : Louis Nicolas Davout et Auguste Frédéric Louis Viesse de Marmont, ainsi qu'un futur duc d’Abrantès : Jean-Andoche Junot. D’autres Bourguignons apportent leur contribution aux succès militaires. Gaspard Monge occupe le ministère de la Marine de 1792 à 1793, avant de participer à la création de l’École polytechnique avec Guyton-Morveau. Prieur de la Côte-d'Or, capitaine du génie et mathématicien, véritable « ministre de l'armement », reçoit la charge de procurer aux armées tout le matériel dont elles ont besoin. Lazare Carnot, nom inséparable de celui de Prieur, surnommé « l’organisateur de la victoire », mérite ce titre tant pour son action technique que par la direction des opérations militaires.
Apparaissent fin 1793 les représentants en mission. Ils se conduisent en gouverneurs tout puissants : en Côte-d'Or Joseph Fouché et Bernard de Saintes dit « Pioche-Fer », en Saône-et-Loire Claude Javogues, apôtre de la « Sainte-Guillotine », Maure pour l'Yonne, Noël Pointe pour la Nièvre et Antoine Louis Albitte pour l'Ain. Les effets de la Terreur restent cependant mesurés en Bourgogne, qui compte dix exécutions à Dijon mais quatre-vingt-huit pour la Saône-et-Loire,,. À Dijon la Chartreuse de Champmol, le portail de Notre-Dame, Saint-Michel, la rotonde de Saint-Bénigne, le tombeau des ducs, l'imagerie des portails de la Madeleine de Vezelay, comme à Semur-en-Auxois, à Auxonne, à Mâcon sont autant de monuments qui gardent dans leurs pierres mutilées les traces des brutalités de la déchristianisation.
« Les quatre années de Directoire ne sont guère en Bourgogne que lassitude des troubles et aspirations à la Paix ». Après le 18 brumaire, fort bien accueilli, apparaissent sous le Consulat les préfets de Bonaparte. Pendant la campagne de France de 1814, les villes de la Saône subissent l'invasion des troupes alliées à la fois par le nord et par l'est. L'ennemi parvient à prendre Mâcon, puis Dijon, et c'est au congrès de Châtillon que les Alliés, après une dernière tentative pour négocier avec Napoléon, décident de marcher sur Paris. La Restauration est bien accueillie, comme l'est, un an après, la nouvelle du débarquement de Napoléon. L'empereur traverse la Bourgogne du 13 au 17 mars 1815 et le maréchal Ney, qui avait promis à Louis XVIII de l'arrêter, se rallie à lui à Auxerre mais la défaite de Waterloo met fin à l'aventure impériale.

## La Bourgogne de l'Empire à la

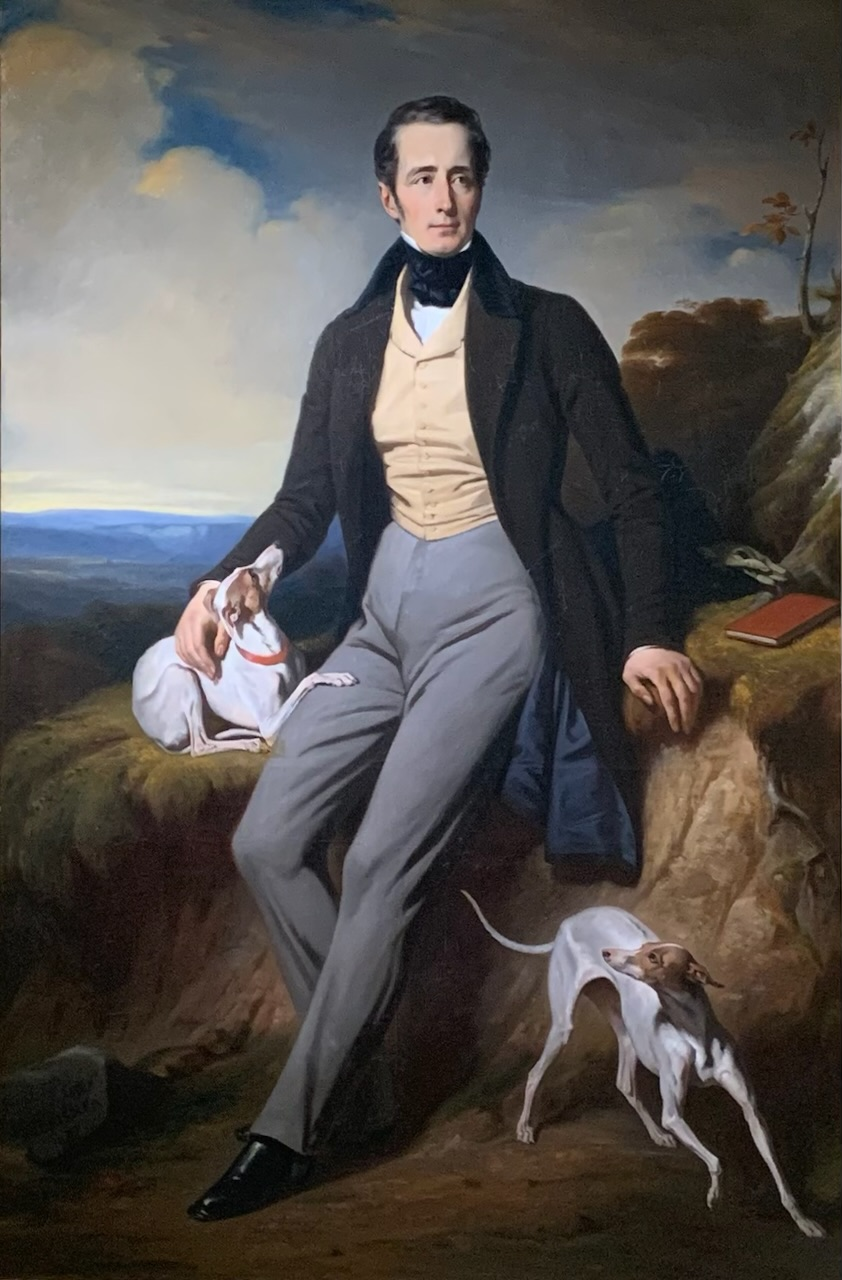
Alphonse de Lamartine.

## La Bourgogne de l'Empire à laIIIeRépublique

### De la fin du Premier Empire à la Restauration
Waterloo ramène l’invasion. Dès juillet 1815, les Autrichiens du général Frimont déferlent sur le nord de la Bourgogne et multiplient réquisitions et représailles. Ils installent au Château d'Arcelot leur quartier général, où se tient le 5 octobre 1815 une réunion de têtes couronnées ; l’empereur François Ier d'Autriche, le tsar Alexandre Ier de Russie, le roi Frédéric-Guillaume III de Prusse et le prince Schwartzenberg s’y retrouvent avec le duc de Wellington pour passer en revue 130 000 Autrichiens. Ils quittent le territoire bourguignon le 25 décembre 1815. Après la Seconde Restauration, une « réaction blanche » aboutit à la mise en accusation, à Dijon, des personnalités qui ont joué un rôle actif durant la période des Cent-Jours dont font partie le général Veau, le préfet Royer, le maire Hernoux. Sous la Restauration, les Bourguignons dont la mentalité s'est imprégnée de « l'image d'un Napoléon défenseur de l'indépendance nationale comme des conquêtes sociales de la Révolution » manifestent un vif attachement aux idées libérales. Les brillantes victoires électorales des libéraux en 1827 et 1830 témoignent d'une forte adhésion à ces idées qui permet d'opérer le changement de régime consécutif aux journées de juillet sans aucune résistance dans les départements bourguignons,,.

### Le Second Empire et la guerre franco-prussienne
Au sortir de la crise économique de 1846-1847, la Bourgogne évolue politiquement vers la république. Les banquets réformistes de la fin du règne de Louis-Philippe expriment le dynamisme républicain. Celui qui se tient à Mâcon le 4 juillet 1847 révèle le poète bourguignon Alphonse de Lamartine. Louis Blanc, François Arago et Ledru-Rollin participent au banquet de Dijon du 21 novembre 1847. Ledru-Rollin récidive à Chalon-sur-Saône le 19 décembre où il porte un toast « À l'unité de la Révolution française ». La révolution de 1848, en partie fruit de cette campagne, amène au pouvoir Hyppolyte Carnot, fils du grand Carnot, Edgar Quinet, de Bourg-en-Bresse, et Lamartine. L'inauguration à Dijon le 1er juin 1851 de la section de chemin de fer Tonnerre-Dijon offre à Louis-Napoléon Bonaparte, élu président de la République, l'occasion d'annoncer son intention de réaliser le coup d'État de 1851,. Le bonapartisme devient la force politique dominante et les Bourguignons accueillent en 1852 le Second Empire avec enthousiasme. Les résultats du plébiscite du 8 mai 1870 montrent encore que la majorité des électeurs bourguignons est restée fidèle à l'Empire,.
La guerre franco-prussienne replace la Bourgogne dans les épreuves de la guerre : en effet, les territoires bourguignons deviennent l'un des principaux théâtres d'hostilités. Les troupes françaises, bousculées à Talmay, se laissent déborder par les troupes allemandes du général prussien Von Werder. Dijon, défendue par le colonel Fauconnet qui trouve la mort au cours des combats, est prise une première fois le 30 octobre 1870, suivie par Saint-Jean-de-Losne le 14 novembre 1870. L'occupation allemande rappelle cruellement celle de 1814-1815 : réquisitions abusives, violations des hôpitaux, brutalités individuelles, déportations d'otages. Partie d'Autun, une première tentative de délivrance menée par Garibaldi le 26 novembre 1870 échoue. Les Allemands contre-attaquent à Nuits-Saint-Georges où s'engage le 18 décembre 1870 une bataille meurtrière qui s'achève sans vainqueur ni vaincu. Craignant l'arrivée des renforts français de l'armée de l'Est, les troupes allemandes évacuent Dijon que libèrent aussitôt le 1er janvier 1871 celles de Garibaldi. Pendant que celui-ci est retenu par la défense de la ville, où il repousse les attaques de la brigade Kettler les 21, 22 et 23 janvier 1871, la voie est libre pour les renforts allemands qui s'avancent sans rencontrer de résistance et mettent en déroute l'armée de l'Est de Charles Denis Bourbaki. Les Allemands peuvent occuper Dijon une seconde fois. Ils rentrent le 1er février 1871 dans la ville qu'ils ne quittent que le 12 octobre suivant. Les Dijonnais retrouvent la rudesse de l'occupation allemande. Les Bourguignons, rendant l'Empire responsable de leurs maux, saluent l'avènement de la République.

## Structure sociale de la population bourguignonne auXIXesiècle
La structure sociale de la population bourguignonne au XIXe siècle, foncièrement rurale, reste dominée par les notables. En 1851, la paysannerie compose les deux tiers de la population des quatre départements. Journaliers, bûcherons, domestiques agricoles et servantes forment la classe du prolétariat et représentent à eux seuls plus de la moitié de la population agricole. Cette classe sociale côtoie la couche des innombrables paysans pauvres, propriétaires de petites parcelles dans la plaine de la Saône, en Bresse ou dans l’Auxois, des vignerons des côtes de Beaune, de Nuits ou de Mâcon, souvent endettés, ou encore des métayers dans l’Auxois, le Charolais, les plateaux du Nivernais et de la Puisaye. Une paysannerie moyenne, très minoritaire, composée de petits fermiers, exploite les domaines loués aux grands propriétaires, notamment sur les plateaux calcaires de la Côte-d'Or, de l’Yonne, ou encore dans les vignobles de l’Auxerrois, de l’Arrière-côte et du Tournugeois. La classe sociale la plus aisée de cette catégorie, mais aussi la plus restreinte, qui forme l’élite fortunée des « propriétaires cultivateurs » et riche fermiers, souvent inscrits sur les listes censitaires après 1830, exploite des surfaces de 50 à 100 hectares à l’aide d’une nombreuse domesticité.
Hormis les travailleurs des grandes concentrations ouvrières (Sainte-Colombe-sur-Seine en Côte-d'Or ou Le Creusot en Saône-et-Loire) et les artisans établis à leur propre compte, qui vivent dans des conditions qui vont d’une modeste aisance à une pauvreté parfois dramatique, les compagnons, les ouvriers animés par l’espoir de devenir artisan qui forment une minorité, le monde ouvrier compose en majorité un petit peuple aux conditions de vie très difficiles, où manœuvres et journaliers sont les plus pauvres. La plaie du chômage aggrave leurs conditions d’existence, ils subissent une mortalité élevée et leur durée de vie moyenne n’est que de 37 ans. La classe moyenne, davantage présente dans la société urbaine, représente de l’ordre de 15 à 20 % de la population. La classe des notables, étroite élite tirant l’essentiel de ses revenus de la terre, ne représente que 1,8 % des hommes adultes dans la Nièvre et 3 % dans la Côte-d'Or ; mais elle constitue le groupe le plus important du corps censitaire de la Restauration et de la monarchie de Juillet. Numériquement faibles, ces notables disposent d’une « énorme puissance collective », d’une « suprématie économique, la puissance sociale et politique ». L’aristocratie, dont le poids en 1846-1847 reste compris entre 7,2 % (Côte-d'Or) et 11,8 % (Nièvre) du corps censitaire, garde une place considérable et détient encore une « part plus que proportionnelle de la grande propriété ».

## L'économie bourguignonne auXIXesiècle

### L'agriculture

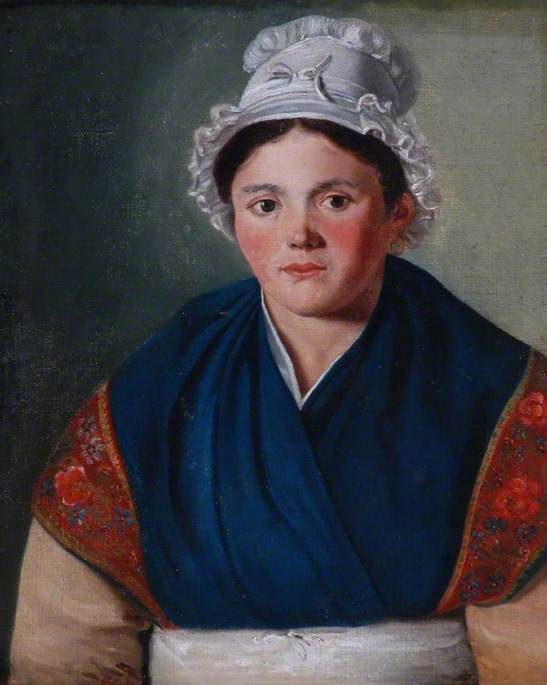
Paysanne de Bourgogne
Jean-François Millet (1814-1875)
Bowes Museum, Barnard Castle

La première moitié du XIXe siècle, jusqu'aux années 1850-1860, est marquée par une période de croissance en contraste avec la période de déclins qui se prolonge au-delà de la guerre de 1914 : déclin démographique, dépression agricole, destruction du vignoble par le phylloxéra, effondrement de la sidérurgie, faiblesse de l’industrialisation. Dans les années 1830, la production agricole est encore tributaire des méthodes de mise en valeur traditionnelles ; jachères biennale dans les pays de la Loire et le Mâconnais, triennale au nord et à l’est. La polyculture reste toujours une nécessité de la vie rurale. Le Val de Saône est particulièrement propice à la culture maraîchère et le maïs est la culture dominante de la Bresse. Le Morvan vit du bois et de la production de seigle et de sarrasin. La production se diversifie sous l’impulsion de notables comme Adolphe Bonnet en Côte-d'Or, Victor Rey à Autun. Les résultats apportés seront inégaux compte tenu de l’extrême diversité des terroirs. Les efforts novateurs produisent quelques améliorations sensibles : substitution de froment au seigle en Autunois, culture de plante fourragère, extension du foyer originel des bovins charolais dans le Nivernais et l’Auxois, élevage du mouton à laine fine, le mérinos, qui s’est acclimaté dans le Châtillonnais et la Montagne, accroissement des surfaces cultivées. Le vignoble, orgueil de la Côte-d'Or, se situe principalement dans les « côtes » viticoles (côtes de Dijon, de Nuits et de Beaune). On le trouve aussi dans le Châtillonnais et l’Auxois. Dans la Nièvre la vigne occupe des terroirs le long de la Loire. Elle est également présente dans l’Yonne et en Saône-et-Loire. La conjoncture économique de la première moitié du XIXe siècle lui est néfaste. Le marasme économique frappe les vignerons : le prix de vins fins chute. Le « propriétaire côte d’orien ne peut compter que sur 40 % du revenu de 1802-1807 ». En 1850, le vignoble de la Saône-et-Loire est touché par l'oïdium Tuckeri. En fin de siècle, le phylloxéra frappe le vignoble, . La crise de l'économie rurale, marquée dès les années 1860 par la chute des cours de la laine, la crise finale de la sidérurgie forestière, la baisse des cours du blé, et le rythme rapide de la dépopulation, s’étend à l’ensemble de l’agriculture et prend l’allure d’une « crise de structure » dans les vingt dernières années du siècle. Incapable de faire vivre la population rurale, le système agricole pousse les plus pauvres à quitter temporairement leur « pays ». Dans le Morvan, la pauvreté des ressources poussent les Morvandiaux les deux sexes à la migration temporaire. Les hommes se louent comme « galvachers » et assurent le transport par charroi dans les pays voisins. Les femmes, « canon de la nourrice du XIXe siècle » comme nourrices. Les « nourrices morvandelles » « sur lieu » partent plusieurs mois dans les familles bourgeoises de la capitale. Les nourrices « à emporter » reviennent avec les enfants qui leur sont confiés. Cette industrie des « ouvrières de l’allaitement », responsable d'une effroyable mortalité infantile et juvénile parmi les enfants de la région, prend vers 1860 une ampleur considérable.

### L'industrie

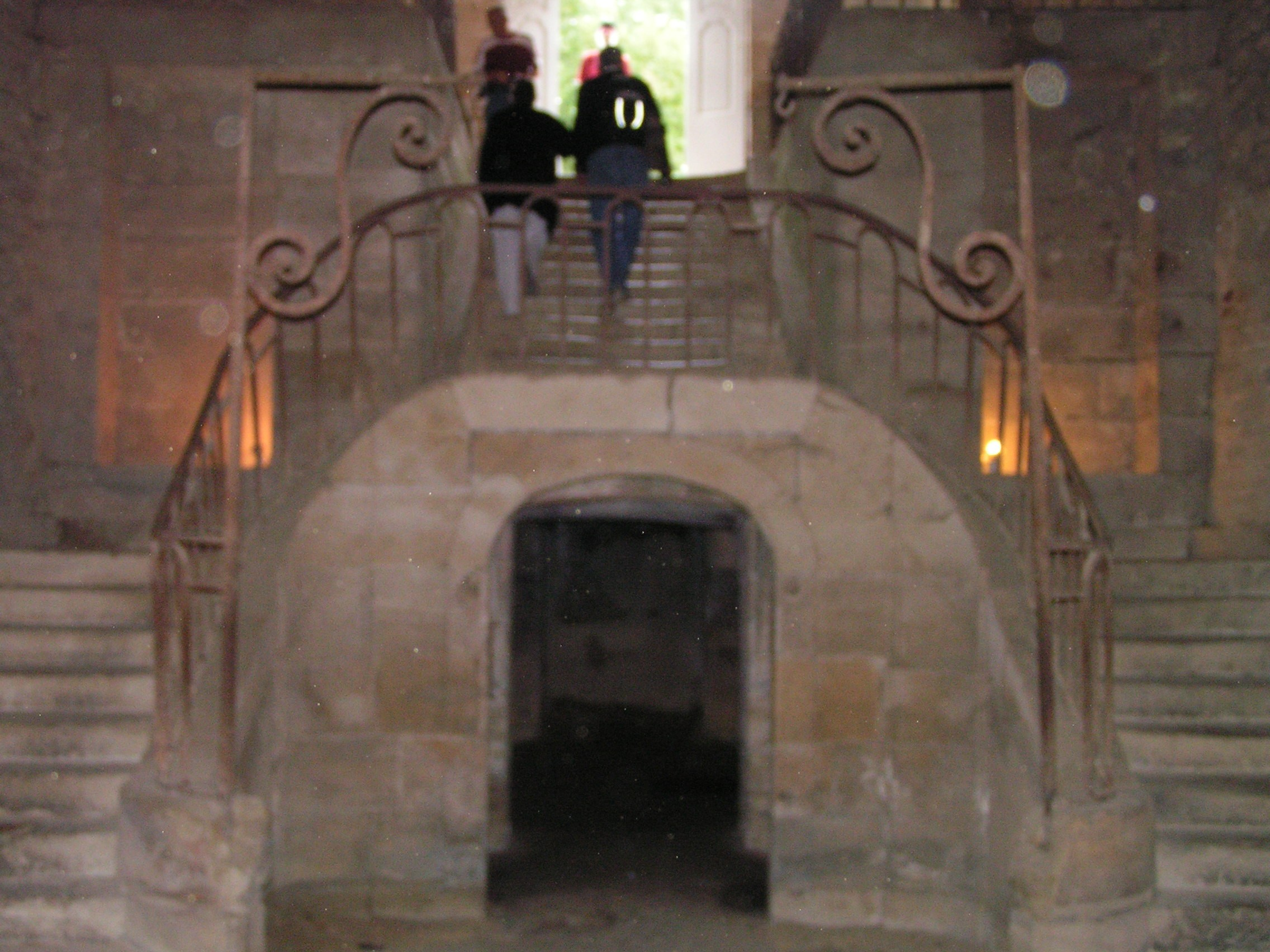
Forges de Buffon L'escalier d'apparat face à la coulée

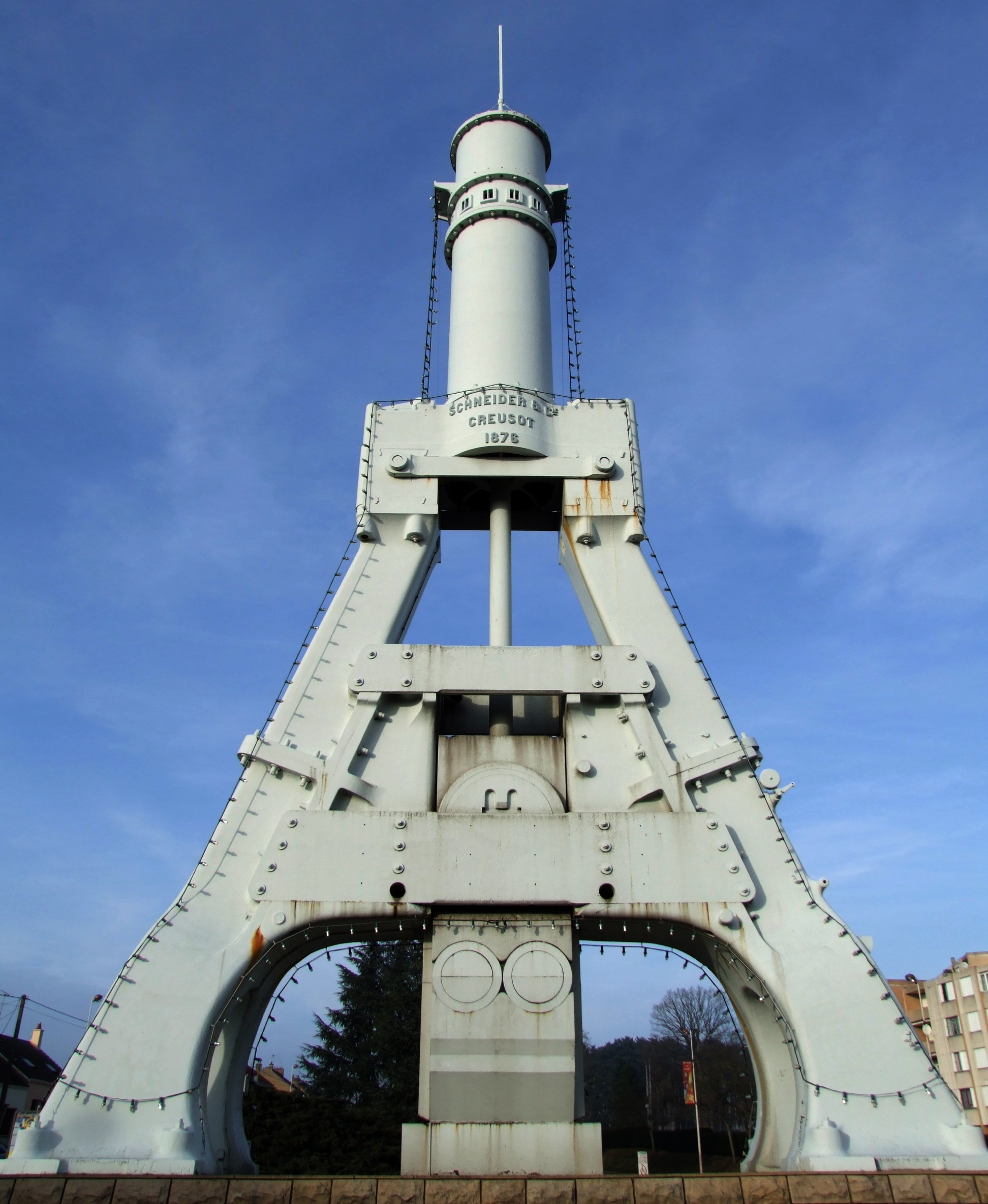
Le CreusotLe marteau-pilon de 100 tonnes, exposé carrefour du 8 mai

Avec une industrie textile mécanisée qui, malgré l’apport d’un élevage ovin de qualité ne parvient pas à s’imposer, l’essentiel de l’industrialisation en Bourgogne, repose sur la fonte, le fer et le charbon. Au début du siècle, les sites Nivernais, (Cosne-sur-loire, Guérigny, Imphy), côte-d’orien du Châtillonais (parmi lesquels : Marcenay, Buffon, Sainte-Colombe-sur-Seine, Ampilly-le-Sec, Veuxhaulles-sur-Aube, etc.) qui compteront en 1850 jusqu’à 56 hauts fourneaux et 62 forges s’en tiennent aux méthodes traditionnelles qui font appel aux petits hauts fourneaux au charbon de bois. Le maître de forges notable rural se présente plus comme un marchand rural, grand propriétaire de bois, peu au fait des nouveautés que comme un entrepreneur. Les premières innovations, dans les années 1820, sont dues au maréchal Marmont dans son domaine de Sainte-Colombe-sur-Seine. Après sa faillite en 1833, la société Bazile, Louis, Maître et Cie rachète les forges et les conduit à leur apogée. Un regroupement effectué en 1845 donne naissance à un des plus puissants groupes sidérurgiques français, connu sous le nom de Châtillon-Commentry. Un autre effort de concentration métallurgique en Côte-d'Or est conduit par Paul Thoureau. Il exploite le puissant ensemble de Velars-sur-Ouche. La crise de 1857 et le traité de commerce avec l’Angleterre en 1860 et surtout les progrès de la sidérurgie au charbon condamnent à une disparition rapide les hauts-fourneaux et la plupart des forges de la Côte-d'Or. Paul Thoureau fait faillite en 1861. Le dernier haut fourneau du département s’éteint à Veuxhaulles-sur-Aube en 1878. Ce drame de la sidérurgie détruit de nombreux emplois du Châtillonnais et de la Montagne. Pendant la même période la métallurgie nivernaise connaît un essor lent mais régulier notamment à Fourchambault où Georges Dufaud qui assure la direction technique fait utiliser le procédé d’affinage et de laminage connu sous le nom de forge à l’anglaise. En Saône- et-Loire, le complexe du Creusot, après être passé dans les mains de différents propriétaires entre 1818 et 1833 est repris en 1836 par les frères Adolphe et Eugène Schneider. L’entreprise prospère grâce au développement du chemin de fer, de l’industrie d’armement et des constructions métalliques et elle devient la plus puissante de France . L’essor industriel du Creusot s’accompagne du développement démographique. Avec les sites miniers de Montceau-les-Mines—Montchanin c’est une véritable métropole industrielle de l’hexagone qui se crée. Le site attire les ruraux du Morvan, du Charolais, rejoints par ceux du Bourbonnais, du Forez ou même de Franche-Comté. En 1871, l’usine emploie plus de 10 000 ouvriers. Malgré la mise en place d’une stratégie de « paternalisme », conçue comme un instrument de pacification interne de l'entreprise, les revendications ouvrières s’expriment de plus en plus vigourement. Les conditions de travail et de vie étant fort pénibles, une première grève se déclenche dès 1848, suivie d'une deuxième du 16 au 20 mai 1850 et le 19 janvier 1870 Le Creusot est le théâtre d'une grève suivie par neuf mille ouvriers qui nécessite l'envoi de la troupe. L'effervescence qui couve dans la ville fait qu'en mars 1871, la proclamation de la Commune de Paris trouve écho au Creusot. Le 26 mars 1871 des cris de « Vive la Commune » se font entendre dans la ville. Le maire Jean-Baptiste Dumay appuie les insurgés, mais, par manque de soutien parmi la population, le mouvement faiblit. Le conseil municipal et les Gardes nationaux refusent de s'associer. La Commune du Creusot est défaite au bout de trois jours et J.-B. Dumay est contraint à l'exil. Une autre série de grèves sans précédent secoue tout le pays minier de 1899 à 1901, s’étendant au bassin minier de Montceau-les-Mines. Le bassin houiller bourguignon, formé des trois gisements principaux de Blanzy et d'Épinac situés en Saône-et-Loire ainsi que celui de Decize dans la Nièvre, est intensivement exploité entre le début du XVIe siècle et la fin du XXe siècle. D'autres gisements plus secondaires et indépendants sont également prospectés et parfois exploités comme celui de Sincey et de celui d'Aubigny tous deux situés en Côte-d'Or ou celui de La Chapelle-sous-Dun dans le sud de la Saône-et-Loire. Du pétrole est également produit entre 1824 et 1957 à partir des schistes bitumineux d'Autun.

## La Bourgogne de laIIIeà laVeRépublique

### LaIIIeRépublique et la Grande Guerre

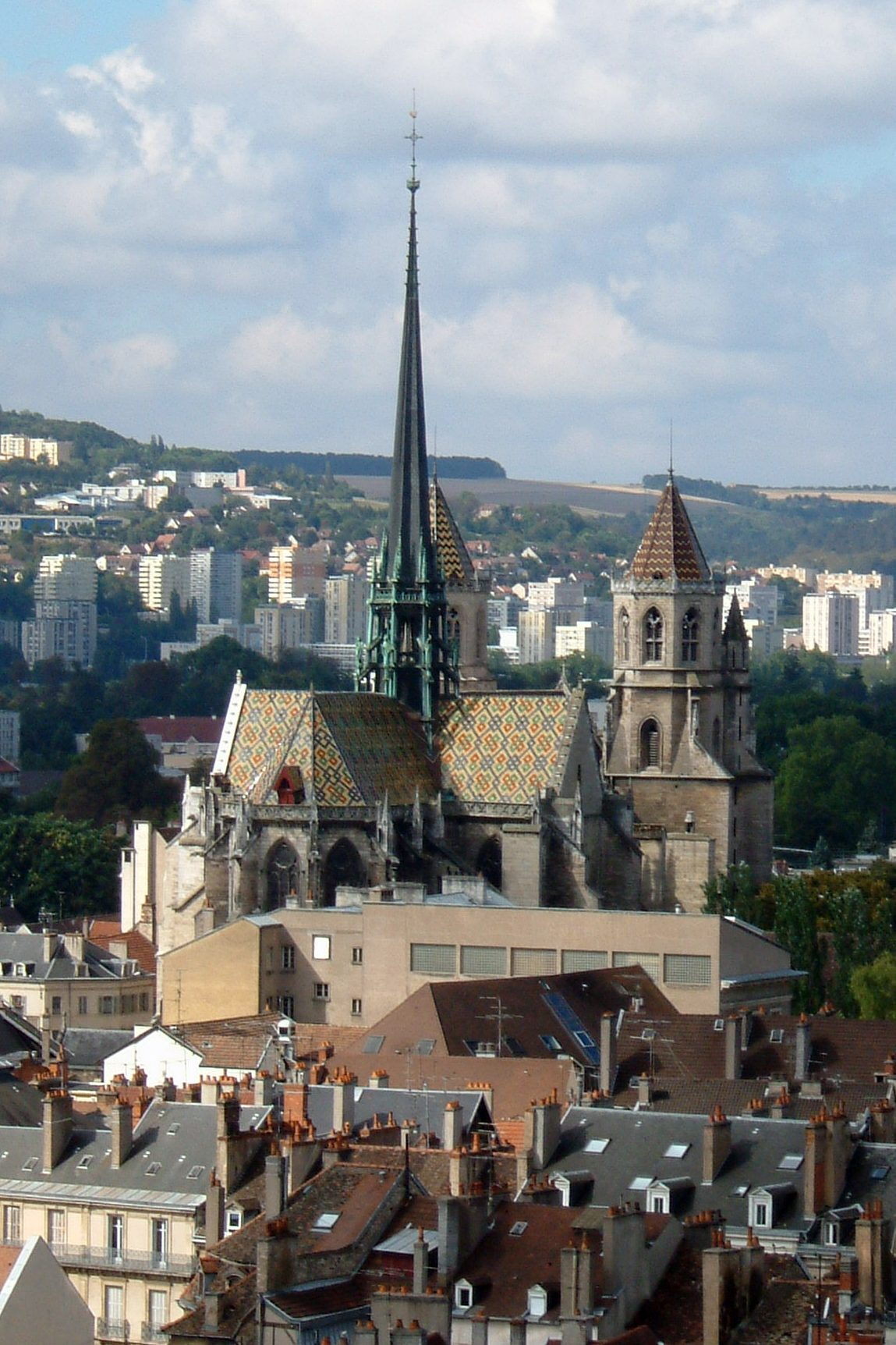
Dijon, la flèche et les tuiles vernissées de la cathédrale Saint-Bénigne.

#### L'adhésion à la République
Les élections improvisées du 8 février 1871 à l'Assemblée nationale traduisent l'opinion contrastée de la Bourgogne, dont les habitants hésitent, selon les départements, entre la gauche républicaine et les conservateurs. Si la liste républicaine prédomine en Côte-d'Or, la Nièvre envoie une forte majorité de monarchistes et les résultats montrent pour les départements de l’Yonne et de la Saône-et-Loire une situation plus modérée. Cette hésitation passée, la Bourgogne dans son ensemble, avec des variantes locales et malgré la résistance du parti conservateur, confirme très tôt son adhésion à la République. L’implantation républicaine y est en effet extrêmement solide. L’équipe républicaine bourguignonne n’est cependant pas parfaitement homogène. Gauche radicale et gauche progressiste ou opportuniste se partagent la région. Dans l’Yonne, Paul Bert ainsi que, en Côte-d'Or, le futur président de la République Sadi Carnot et Joseph Magnin, républicains opportunistes, représentent la tendance principale alors qu'en Saône-et-Loire et dans la Nièvre Ferdinand Sarrien et Julien Simyan se rangent sous la bannière du radicalisme. L'équipe républicaine est attaquée sur sa droite par l'offensive du boulangisme, ainsi que par le durcissement des positions de la droite monarchiste et traditionaliste qui provoque la démission de Mgr Le Nordez, évêque de Dijon et prélat ouvertement républicain (affaire qui précipite la séparation des Églises et de l'État,). Elle est aussi menacée sur sa gauche par le mouvement syndical qui se développe à la faveur des puissantes grèves du Creusot et de Montceau-les-Mines (de 1899 et 1901) et permet l'implantation du socialisme. La carte politique de la Bourgogne pendant toute la première partie de la IIIe République apparaît nettement orientée à gauche.

#### Patriotisme et après-guerre
Si, à l'approche de la Première Guerre mondiale, le patriotisme garde toute sa vigueur et met fin au conflit des partis, les souffrances de la guerre tempèrent vite cet élan, même si cette fois l'invasion épargne la Bourgogne. Comme partout en France, la Bourgogne pleure ses morts. Dérision d'une arithmétique mortuaire, la Saône-et-Loire compte 21 900 tués et le pourcentage des pertes humaines atteint pour la Bourgogne 3,9 % contre 3,35 % pour l'ensemble de la France. Le printemps 1917 sonne la fin de l'« union sacrée », dénoncée par le député SFIO de Dijon, Henri Barabant et celui de Saône-et-Loire Georges Bras, ; tous deux à la tête d'un mouvement pacifiste dont l'attitude, assimilée au défaitisme, reste isolée. Les Alliés américains arrivés en 1917 installent à Is-sur-Tille une base avancée du Corps expéditionnaire du général Pershing. Accueilli avec enthousiasme, l'armistice fait place à des années de vives tensions sociales — qui se manifestent par de puissantes vagues de grèves — et politiques. Vers la fin des années 1920, la Côte-d'Or change d'orientation politique et glisse à droite : « Les élections de 1928 donnent la majorité des voix à cette tendance pour la première fois depuis le second Empire », mais globalement les départements qui composent la Bourgogne restent majoritairement à gauche.

### De la Seconde Guerre mondiale à laVeRépublique

#### L'Occupation et la Libération
Le Front populaire reçoit une forte adhésion en Bourgogne et entraîne un puissant essor syndical. Cependant, le début de la guerre avec l'Allemagne change la perspective. Sur les routes en effet, les colonnes interminables précèdent l'arrivée à Dijon des Allemands qui finissent par occuper la ville le 17 juin 1940. L'armistice du 22 juin 1940 crée avec la ligne de démarcation une véritable frontière en Bourgogne, en coupant la Saône-et-Loire en deux jusqu'en novembre 1942.
Occupée, la Bourgogne suscite des débats au sein des responsables du Reich : jusqu'à la fin de l'année 1942, l'annexion ne constitue pas un objectif. Mais, fascinés par le nazisme, influencés par les résultats des recherches de préhistoriens allemands et par le souvenir de la grandeur de la Bourgogne ducale, certains régionalistes, groupés autour de Jean-Jacques Thomasset, développent, dès les années 1930, la thèse que la Bourgogne, vieille terre de colonisation indogermanique, doit retrouver le giron du Reich. Diffusée dans le Reich, cette thèse reçoit un accueil bienveillant auprès des intellectuels allemands, avant puis pendant la guerre. Dans le même temps, Himmler et la SS encouragent les recherches et les publications attestant du caractère germanique de la Bourgogne : au fil du conflit, jusqu'en 1944, plusieurs ouvrages, publiés avec le concours de la SS, cherchent à mettre en évidence le caractère germanique du peuplement bourguignon.
Les opérations de la Résistance commencent modestement : dès mars 1942 cinq résistants dijonnais sont exécutés. Les réfractaires au Service du travail obligatoire alimentent l'opposition clandestine dans les zones forestières de faible densité rurale du Châtillonnais, du Morvan, de l'Arrière-Côte, de la Bresse, du Charolais et du pays louhannais, dont le relief facilite l'implantation de maquis. De la fin de l'année 1943 au début de l'année 1944, la brutale réaction des Allemands devant la multiplication des actes de résistance entraîne la mort ou la déportation de dizaines de maquisards, mais n'affaiblit pas leur détermination.
Ils apportent une aide précieuse aux Alliés qui accrochent sérieusement la Ire armée allemande du général Johannes Blaskowitz près d'Autun. Les Alliés entrent à Chalon-sur-Saône le 5 septembre, à Beaune et à Autun le 8. Dijon accueille ses libérateurs de la Ire division blindée du général de Lattre de Tassigny le 11 septembre 1944. Le 12 septembre, la jonction de la Ire division française libre avec les éléments de la IIe DB de Leclerc a lieu à Nod-sur-Seine. L'ensemble du département de la Côte-d'Or est libéré mais le bilan est lourd en pertes humaines.

#### De la Quatrième République à nos jours

La Bourgogne administrative avec ses quatre départements.

Les conflits politiques, latents dans l'action contre l'envahisseur, reviennent vite au premier plan. La victoire populaire entretient une poussée à gauche. L'arrivée de la IVe République marque un déclin progressif de la gauche, auquel contribuent la division entre le Parti communiste français et la SFIO ainsi que l'amélioration générale du niveau de vie. L'affaiblissement de la gauche se révèle brusquement lors du changement de régime de 1958 où elle perd tous ses sièges. C'est alors le triomphe du gaullisme, qu'illustre en Côte-d'Or l'action de Robert Poujade. Mais les élections qui suivent montrent une remontée des partis de gauche, dont le rapprochement s'amorce en 1965 avec le soutien que le secrétaire général du PCF, Waldeck Rochet, natif et ancien élu de Saône-et-Loire, apporte à la première candidature présidentielle de François Mitterrand. À l'approche des années 1980 le rapport des forces politiques en Bourgogne est voisin de celui de la moyenne française. L'Yonne et la Côte-d'Or se rangent du côté de la majorité giscardienne alors que la Nièvre et la Saône-et-Loire sont plus favorables à l'union de la gauche. À la tête de celle-ci, François Mitterrand, élu local de la Nièvre où il a retrouvé en 1962 le siège de député qu'il y avait conquis en 1946, accède à la présidence de la République le 10 mai 1981. Durant son second septennat, il entraîne avec lui un autre élu du département, le maire de Nevers, Pierre Bérégovoy, qui devient premier ministre de 1992 à 1993.
Morcelée depuis la Révolution, la région de Bourgogne retrouve avec les réformes amorcées depuis 1960 une unité régionale avec le rassemblement autour de sa capitale Dijon, des quatre départements de l’Yonne, de la Nièvre, de la Côte-d'Or et de la Saône-et-Loire. Elle devient une collectivité territoriale de plein exercice avec l’élection du conseil régional au suffrage universel direct depuis le 16 mars 1986. Depuis cette date, Marcel Lucotte, Raymond Janot, Jean-Pierre Soisson, Jean-François Bazin, Jean-Pierre Soisson une deuxième fois et depuis 2004 le socialiste François Patriat (réélu en 2010) ont successivement présidé aux destinées de l’assemblée régionale. Les nouvelles directives données aux régions permettent à la Bourgogne de mettre en œuvre de vastes chantiers d'aménagement du territoire, en particulier la ligne LGV Rhin-Rhône, la route Centre Europe Atlantique, l'aéroport Dijon Bourgogne enfin. En 2010, la culture et le patrimoine bourguignon s'exportent aux États-Unis, pour une exposition itinérante à travers les plus grands musées du pays. Les « Pleurants » ornant le tombeau du duc Jean sans Peur y sont présentés au public américain, ainsi que les incontournables de la culture et de la gastronomie bourguignonne, dans le cadre de l'opération « Dijon must’art ».
Dans le cadre de l'acte III de la décentralisation de la France, la fusion administrative de la région avec la Franche-Comté voisine pour former une grande région Bourgogne-Franche-Comté, est actée le 17 décembre 2014 et effective le 1er janvier 2016,.

## Emblèmes traditionnels de la Bourgogne
| Les armes de la Bourgogne | Les armes de la Bourgogne se blasonnent ainsi : Écartelé : au premier et au quatrième, d'azur semé de fleurs de lys d'or à la bordure componée de gueules et d'argent ; au deuxième et troisième, bandé de six pièces d'azur et d'or à la bordure de gueules. Les armoiries combinent les armoiries des ducs Valois (1 et 4) avec celles des ducs capétiens (2 et 3). |

| La croix de Bourgogne | La croix de Bourgogne a été l'emblème de la Bourgogne (puis des Pays-Bas espagnols et de l'Empire espagnol des Amériques) à partir de Jean Ier de Bourgogne, dit Jean sans Peur, duc de Bourgogne, comte de Flandre, d'Artois, comte palatin de Bourgogne (c'est-à-dire de Franche-Comté) (° 28 mai 1371 à Dijon - † 10 septembre 1419). La croix de Bourgogne est fréquente dans l'héraldique espagnole (connue sous le nom de cruz de Borgoña), et fait encore partie des armes du roi d'Espagne. |